# Mistrzostwa świata w szachach 1972
Mistrzostwa świata w szachach 1972 – cykl rozgrywek najwyższej rangi w celu wyłonienia indywidualnego szachowego mistrza świata na 1972 pod egidą FIDE. Finałowy mecz tych rozgrywek pomiędzy aktualnym mistrzem świata Borisem Spasskim, a zwycięzcą meczów pretendentów, Robertem Fischerem został rozegrany w Reykjavíku w dniach 4 lipca – 1 września 1972. Odbyło się dziesięć turniejów strefowych, turniej międzystrefowy, mecze kandydatów oraz mecz finałowy, w którym zwyciężył pretendent Amerykanin Robert Fischer, zostając jedenastym w historii oficjalnym mistrzem świata w szachach.
W rozgrywkach wzięło udział 167 szachistów z 60 krajów, w tym dwóch Polaków Jan Adamski (wicemistrz Polski) i Jerzy Lewi (mistrz Polski), ale bez sukcesów. Obaj odpadli w turniejach strefowych: Adamski był 19. w Raacha, a Lewi 12. w Atenach.

## System rozgrywek
Przeprowadzony system rozgrywek o tytuł indywidualnego szachowego mistrza świata na 1972 składał się z dwóch etapów (eliminacji – w celu wyłonienia pretendenta do tytułu MŚ i pojedynku finałowego). Eliminacje były trójstopniowe (turnieje strefowe, turniej międzystrefowy oraz trójstopniowe mecze kandydatów – ćwierćfinały, półfinały i finał). FIDE ustaliło następujące parytety szachistów w poszczególnych strefach, którzy awansowali do turnieju międzystrefowego:
- 1 strefa – Europa (3 szachistów)
- 2 strefa – Europa (3 szachistów)
- 3 strefa – Europa (3 szachistów)
- 4 strefa – ZSRR (4 szachistów)
- 5 strefa – Stany Zjednoczone (3 szachistów)
- 6 strefa – Kanada (1 szachista)
- 7 strefa – Ameryka Środkowa (1 szachista)
- 8 strefa – Ameryka Południowa (3 szachistów)
- 9 strefa – Azja Zachodnia (1 szachista)
- 10 strefa – Azja Południowo-Wschodnia (1 szachista)
- zwycięzca turnieju międzystrefowego w poprzednim cyklu rozgrywek 1966–1969 – Bent Larsen (Dania)

Z turnieju międzystrefowego do meczów kandydatów awansowało 6 szachistów, finalista w poprzednim cyklu rozgrywek 1966–1969 – Tigran Petrosjan (ZSRR) i finalista meczów kandydatów w poprzednim cyklu rozgrywek 1966–1969 – Wiktor Korcznoj (ZSRR). Zwycięzca finałowego pojedynku kandydatów (pretendent) awansował do meczu finałowego, w którym zmierzył się z obrońcą tytułu MŚ – Boris Spasski (ZSRR).

## Eliminacje

### Turnieje strefowe
| Algarve (1969) |                         |        |
| Miejsce        | Szachista               | Punkty |
| 1.             | Dragoljub Minić         | 12½    |
| 1.             | Miroslav Filip          | 12½    |
| 1.             | Svetozar Gligorić       | 12½    |
| 4.             | Sergio Mariotti         | 12     |
| 5.             | David Levy              | 11½    |
| 5.             | Miłko Bobocow           | 11½    |
| 7.             | William Hartston        | 10½    |
| 8.             | István Bilek            | 9½     |
| 9.             | Heinz Schaufelberger    | 8      |
| 9.             | Bernard Huguet          | 8      |
| 11.            | Brian Donnely           | 6½     |
| 11.            | Michael Littleton       | 6½     |
| 11.            | Fernando Visier Segovia | 6½     |
| 11.            | Joaquim Durão           | 6½     |
| 15.            | Helmut Schumacher       | 5½     |
| 16.            | Rafael Saborido Carné   | 5      |
| 17.            | João Cordovil           | 4      |
| 17.            | Joseph Feller           | 4      |

| Raach (5 października – 4 listopada 1969) |                        |        |
| Miejsce                                   | Szachista              | Punkty |
| 1.                                        | Wolfgang Uhlmann       | 15½    |
| 2.                                        | Ulf Andersson          | 13½    |
| 2.                                        | Borislav Ivkov         | 13½    |
| 2.                                        | Lajos Portisch         | 13½    |
| 2.                                        | Jan Smejkal            | 13½    |
| 6.                                        | Guðmundur Sigurjónsson | 13     |
| 7.                                        | Hans-Joachim Hecht     | 12½    |
| 8.                                        | Iwan Radułow           | 12     |
| 9.                                        | Lutz Espig             | 11½    |
| 9.                                        | Börje Jansson          | 11½    |
| 9.                                        | Aleksandar Matanović   | 11½    |
| 12.                                       | Dolfi Drimer           | 11     |
| 12.                                       | Jürgen Dueball         | 11     |
| 12.                                       | Arne Zwaig             | 11     |
| 15.                                       | László Bárczay         | 10½    |
| 16.                                       | Andreas Dückstein      | 9½     |
| 17.                                       | Heikki Westerinen      | 9      |
| 18.                                       | Ole Jakobsen           | 8½     |
| 19.                                       | Jan Adamski            | 7½     |
| 20.                                       | Robert Hartoch         | 6½     |
| 21.                                       | Aki Lahti              | 3½     |
| 22.                                       | Henry Camilleri        | 1½     |

| Ateny (2 – 26 października 1969) |                        |        |
| Miejsce                          | Szachista              | Punkty |
| 1.                               | Milan Matulović        | 13     |
| 2.                               | Vlastimil Hort         | 12½    |
| 2.                               | Robert Hübner          | 12½    |
| 4.                               | Florin Gheorghiu       | 12     |
| 5.                               | Vlastimil Jansa        | 11½    |
| 6.                               | István Csom            | 10     |
| 7.                               | Friðrik Ólafsson       | 9½     |
| 8.                               | Nikoła Spiridonow      | 9      |
| 9.                               | Győző Forintos         | 8½     |
| 9.                               | Risto Ničevski         | 8½     |
| 11.                              | Eigil Pedersen         | 8      |
| 12.                              | Jerzy Lewi             | 7      |
| 13.                              | Franz Stoppel          | 6      |
| 13.                              | Daniel Wright          | 6      |
| 13.                              | Hristos Kokkoris       | 6      |
| 16.                              | Triantafyllos Siaperas | 5      |
| 17.                              | Nevzat Süer            | 4½     |
| 18.                              | André Lombard          | 3½     |

| Moskwa (6 września – 12 października 1969) |                    |        |
| Miejsce                                    | Szachista          | Punkty |
| 1.                                         | Lew Poługajewski   | 14     |
| 1.                                         | Tigran Petrosjan   | 14     |
| 3.                                         | Mark Tajmanow      | 13½    |
| 3.                                         | Wasilij Smysłow    | 13½    |
| 3.                                         | Jefim Geller       | 13½    |
| 6.                                         | Leonid Stein       | 13     |
| 7.                                         | Jurij Bałaszow     | 12½    |
| 7.                                         | Ratmir Chołmow     | 12½    |
| 7.                                         | Igor Płatonow      | 12½    |
| 10.                                        | Aivars Gipslis     | 12     |
| 10.                                        | Władimir Sawon     | 12     |
| 12.                                        | Orest Awierkin     | 11½    |
| 13.                                        | Samuił Żuchowicki  | 11     |
| 14.                                        | Władimir Liberzon  | 10½    |
| 14.                                        | Michaił Tal        | 10½    |
| 16.                                        | Jewgienij Wasiukow | 9½     |
| 17.                                        | Igor Zajcew        | 9      |
| 17.                                        | Aleksandr Zajcew   | 9      |
| 17.                                        | Anatolij Łutikow   | 9      |
| 17.                                        | Eduard Gufeld      | 9      |
| 21.                                        | Wołodymyr Tukmakow | 7½     |
| 22.                                        | Siemion Furman     | 7      |
| 23.                                        | Wiktor Kuprejczyk  | 6½     |

| Nowy Jork (30 listopada – 17 grudnia 1969) |                   |        |
| Miejsce                                    | Szachista         | Punkty |
| 1.                                         | Samuel Reshevsky  | 8      |
| 2.                                         | William Addison   | 7½     |
| 3.                                         | Pál Benkő         | 7      |
| 4.                                         | William Lombardy  | 6      |
| 5.                                         | Donald Byrne      | 5½     |
| 5.                                         | Larry Evans       | 5½     |
| 5.                                         | Edmar Mednis      | 5½     |
| 5.                                         | Bernard Zuckerman | 5½     |
| 9.                                         | Arthur Bisguier   | 4½     |
| 9.                                         | Robert Byrne      | 4½     |
| 9.                                         | Anthony Saidy     | 4½     |
| 12.                                        | Karl Burger       | 2      |

| Pointe-Claire (10 – 23 sierpnia 1969) |                   |        |
| Miejsce                               | Szachista         | Punkty |
| 1.                                    | Duncan Suttles    | 13     |
| 1.                                    | Zvonko Vranesic   | 13     |
| 3.                                    | Géza Füster       | 12     |
| 4.                                    | Bruce Amos        | 11½    |
| 4.                                    | Laszlo Witt       | 11½    |
| 4.                                    | Walter Dobrich    | 11½    |
| 7.                                    | Lawrence Day      | 10½    |
| 8.                                    | George Kuprejanov | 10     |
| 9.                                    | Peter Biyiasas    | 9½     |
| 9.                                    | Camille Coudari   | 9½     |
| 11.                                   | Elod Macskasy     | 8½     |
| 12.                                   | Mark Schulman     | 7½     |
| 13.                                   | Leon Piasetski    | 7      |
| 14.                                   | Ray Kerr          | 6½     |
| 15.                                   | James Mathers     | 5      |
| 16.                                   | Walter Litwinczuk | 3½     |
| 16.                                   | Klaus Pohl        | 3½     |
| 18.                                   | Harold Tootoosis  | ½      |

| Quito / Guayaquil (11 – 29 lipca 1969) |                            |        |
| Miejsce                                | Szachista                  | Punkty |
| 1.                                     | Olavo Yépez                | 9½     |
| 1.                                     | Eleazar Jiménez            | 9½     |
| 3.                                     | Silvino García Martínez    | 8      |
| 4.                                     | Luis Augusto Sánchez       | 7½     |
| 4.                                     | Mario Campos               | 7½     |
| 6.                                     | Carlos Cuartas             | 7      |
| 7.                                     | César Muñoz                | 6½     |
| 8.                                     | Miguel Colón Romero        | 6      |
| 9.                                     | William Hook               | 5½     |
| 10.                                    | Franklin Idrovo Vintamilla | 4      |
| 11.                                    | Narciso Salas Chávez       | 2½     |
| 11.                                    | Gustavo Peña               | 2½     |
| 13.                                    | Benjamin Rojas Aguilera    | 2      |

| Mar del Plata (22 marca – 12 kwietnia 1969) |                             |        |
| Miejsce                                     | Szachista                   | Punkty |
| 1.                                          | Miguel Najdorf              | 15½    |
| 1.                                          | Óscar Panno                 | 15½    |
| 3.                                          | Raimundo García             | 13     |
| 3.                                          | Henrique Mecking            | 13     |
| 5.                                          | Jorge Rubinetti             | 12     |
| 6.                                          | Hélder Câmara               | 11     |
| 6.                                          | Orestes Rodríguez Vargas    | 11     |
| 8.                                          | Miguel Quinteros            | 10½    |
| 9.                                          | Samuel Schweber             | 10     |
| 10.                                         | Luis Marcos Bronstein       | 9½     |
| 10.                                         | Héctor Rossetto             | 9½     |
| 12.                                         | Herman van Riemsdijk        | 8½     |
| 13.                                         | Antônio Cavilhas Rocha      | 7½     |
| 14.                                         | Victorio Riego Prieto       | 5½     |
| 14.                                         | Canobra, Juvenal            | 5½     |
| 16.                                         | Pedro García Toledo         | 4½     |
| 16.                                         | Carlos Silva Sánchez        | 4½     |
| 18.                                         | José Luis Alvarez del Monte | 3      |
| 19.                                         | Ismael Mendivil Salinas     | 1½     |

| Singapur (3 – 17 listopada 1969) |                   |        |
| Miejsce                          | Szachista         | Punkty |
| 1.                               | Shimon Kagan      | 8      |
| 1.                               | Tüdewijn Üjtümen  | 8      |
| 3.                               | Malkiel Peretz    | 7½     |
| 4.                               | Manuel Aaron      | 5½     |
| 4.                               | Purev Tumurbator  | 5½     |
| 6.                               | Naser Hemmasi     | 5      |
| 6.                               | Syed Nasir Ali    | 5      |
| 8.                               | Morteza Hemmasian | 3½     |

| Singapur (3 – 23 sierpnia 1969) |                   |        |
| Miejsce                         | Szachista         | Punkty |
| 1.                              | Renato Naranja    | 8      |
| 1.                              | Walter Browne     | 8      |
| 3.                              | Herman Ardiansyah | 7½     |
| 3.                              | Max Arie Wotulo   | 7½     |
| 5.                              | Giam Choo Kwee    | 7      |
| 6.                              | Terrey Ian Shaw   | 6      |
| 6.                              | Tan Lian Seng     | 6      |
| 8.                              | Edgar De Castro   | 5½     |
| 8.                              | Yukio Miyasaki    | 5½     |
| 10.                             | Choo Min Wang     | 3      |
| 11.                             | Chan Ping Yuen    | 1      |
| 11.                             | Graham Haase      | 1      |

### Turniej międzystrefowy
| Palma de Mallorca (8 listopada – 13 grudnia 1970) |                   |             |                             |                             |                             |                             |                             |                             |                             |                             |                             |                             |                             |                             |                             |                             |                             |                             |                             |                             |                             |                             |                             |                             |                             |                             |        |
| Miejsce                                           | Szachista         | Ranking     | Wynik partii / kolor bierek | Wynik partii / kolor bierek | Wynik partii / kolor bierek | Wynik partii / kolor bierek | Wynik partii / kolor bierek | Wynik partii / kolor bierek | Wynik partii / kolor bierek | Wynik partii / kolor bierek | Wynik partii / kolor bierek | Wynik partii / kolor bierek | Wynik partii / kolor bierek | Wynik partii / kolor bierek | Wynik partii / kolor bierek | Wynik partii / kolor bierek | Wynik partii / kolor bierek | Wynik partii / kolor bierek | Wynik partii / kolor bierek | Wynik partii / kolor bierek | Wynik partii / kolor bierek | Wynik partii / kolor bierek | Wynik partii / kolor bierek | Wynik partii / kolor bierek | Wynik partii / kolor bierek | Wynik partii / kolor bierek | Punkty |
| Miejsce                                           | Szachista         | Ranking     | 1                           | 2                           | 3                           | 4                           | 5                           | 6                           | 7                           | 8                           | 9                           | 10                          | 11                          | 12                          | 13                          | 14                          | 15                          | 16                          | 17                          | 18                          | 19                          | 20                          | 21                          | 22                          | 23                          | 24                          | Punkty |
| 1.                                                | Robert Fischer    | 2720 (1.)   |                             | 0                           | 1                           | ½                           | 1                           | 1                           | ½                           | 1                           | ½                           | 1                           | 1                           | 1                           | 1                           | 1                           | 1                           | 1                           | 1                           | ½                           | 1                           | 1                           | ½                           | ½                           | 1                           | ½                           | 18½    |
| 2.                                                | Bent Larsen       | 2650 (5.)   | 1                           |                             | ½                           | ½                           | 0                           | 1                           | ½                           | ½                           | ½                           | ½                           | 1                           | 1                           | 0                           | ½                           | ½                           | 1                           | ½                           | 1                           | ½                           | 1                           | 1                           | ½                           | 1                           | ½                           | 15     |
| 2.                                                | Jefim Geller      | 2660 (4.)   | 0                           | ½                           |                             | 1                           | ½                           | 1                           | ½                           | 1                           | ½                           | ½                           | ½                           | 1                           | ½                           | ½                           | 1                           | ½                           | 1                           | ½                           | ½                           | ½                           | 1                           | 1                           | ½                           | ½                           | 15     |
| 2.                                                | Robert Hübner     | 2510 (58.)  | ½                           | ½                           | 0                           |                             | ½                           | 1                           | ½                           | 0                           | ½                           | ½                           | 0                           | ½                           | ½                           | 1                           | ½                           | 1                           | 1                           | 1                           | 1                           | ½                           | 1                           | 1                           | 1                           | 1                           | 15     |
| 5.                                                | Mark Tajmanow     | 2600 (13.)  | 0                           | 1                           | ½                           | ½                           |                             | ½                           | ½                           | ½                           | ½                           | ½                           | ½                           | 0                           | ½                           | 0                           | 1                           | 1                           | ½                           | 1                           | ½                           | 1                           | ½                           | 1                           | 1                           | 1                           | 14     |
| 5.                                                | Wolfgang Uhlmann  | 2570 (20.)  | 0                           | 0                           | 0                           | 0                           | ½                           |                             | 1                           | ½                           | ½                           | 1                           | ½                           | ½                           | 1                           | ½                           | 0                           | 1                           | ½                           | 1                           | 1                           | ½                           | 1                           | 1                           | 1                           | 1                           | 14     |
| 7.                                                | Lajos Portisch    | 2630 (9.)   | ½                           | ½                           | ½                           | ½                           | ½                           | 0                           |                             | ½                           | 0                           | 1                           | ½                           | 1                           | 1                           | ½                           | ½                           | ½                           | 1                           | ½                           | ½                           | 1                           | ½                           | 1                           | 1                           | 0                           | 13½    |
| 7.                                                | Wasilij Smysłow   | 2620 (10.)  | 0                           | ½                           | 0                           | 1                           | ½                           | ½                           | ½                           |                             | 1                           | ½                           | ½                           | 0                           | ½                           | ½                           | ½                           | ½                           | ½                           | ½                           | 1                           | 1                           | ½                           | 1                           | 1                           | 1                           | 13½    |
| 9.                                                | Lew Poługajewski  | 2640 (7.)   | ½                           | ½                           | ½                           | ½                           | ½                           | ½                           | 1                           | 0                           |                             | ½                           | 1                           | ½                           | ½                           | ½                           | ½                           | 1                           | 0                           | ½                           | 1                           | 1                           | ½                           | ½                           | ½                           | ½                           | 13     |
| 9.                                                | Svetozar Gligorić | 2580 (18.)  | 0                           | ½                           | ½                           | ½                           | ½                           | 0                           | 0                           | ½                           | ½                           |                             | 1                           | ½                           | 1                           | ½                           | 1                           | ½                           | ½                           | 1                           | 0                           | ½                           | 1                           | ½                           | 1                           | 1                           | 13     |
| 11.                                               | Óscar Panno       | 2530 (43.)  | 0                           | 0                           | ½                           | 1                           | ½                           | ½                           | ½                           | ½                           | 0                           | 0                           |                             | ½                           | ½                           | ½                           | 1                           | 1                           | ½                           | ½                           | ½                           | ½                           | 1                           | 1                           | ½                           | 1                           | 12½    |
| 11.                                               | Henrique Mecking  | 2540 (36.)  | 0                           | 0                           | 0                           | ½                           | 1                           | ½                           | 0                           | 1                           | ½                           | ½                           | ½                           |                             | 1                           | ½                           | ½                           | ½                           | ½                           | 0                           | ½                           | ½                           | 1                           | 1                           | 1                           | 1                           | 12½    |
| 13.                                               | Vlastimil Hort    | 2610 (12.)  | 0                           | 1                           | ½                           | ½                           | ½                           | 0                           | 0                           | ½                           | ½                           | 0                           | ½                           | 0                           |                             | 1                           | ½                           | 1                           | ½                           | ½                           | ½                           | ½                           | 1                           | ½                           | 1                           | ½                           | 11½    |
| 14.                                               | Borislav Ivkov    | 2570 (20.)  | 0                           | ½                           | ½                           | 0                           | 1                           | ½                           | ½                           | ½                           | ½                           | ½                           | ½                           | ½                           | 0                           |                             | ½                           | ½                           | 0                           | ½                           | ½                           | ½                           | ½                           | 1                           | ½                           | ½                           | 10½    |
| 15.                                               | Duncan Suttles    | 2460 (124.) | 0                           | ½                           | 0                           | ½                           | 0                           | 1                           | ½                           | ½                           | ½                           | 0                           | 0                           | ½                           | ½                           | ½                           |                             | 0                           | ½                           | ½                           | 1                           | ½                           | 0                           | 1                           | ½                           | 1                           | 10     |
| 15.                                               | Dragoljub Minić   | 2470 (110.) | 0                           | 0                           | ½                           | 0                           | 0                           | 0                           | ½                           | ½                           | 0                           | ½                           | 0                           | ½                           | 0                           | ½                           | 1                           |                             | 1                           | ½                           | ½                           | ½                           | 1                           | ½                           | 1                           | 1                           | 10     |
| 17.                                               | Samuel Reshevsky  | 2590 (15.)  | 0                           | ½                           | 0                           | 0                           | ½                           | ½                           | 0                           | ½                           | 1                           | ½                           | ½                           | ½                           | ½                           | 1                           | ½                           | 0                           |                             | ½                           | ½                           | ½                           | 0                           | 0                           | ½                           | 1                           | 9½     |
| 18.                                               | Milan Matulović   | 2560 (25.)  | ½                           | 0                           | ½                           | 0                           | 0                           | 0                           | ½                           | ½                           | ½                           | 0                           | ½                           | 1                           | ½                           | ½                           | ½                           | ½                           | ½                           |                             | ½                           | ½                           | 0                           | 0                           | ½                           | 1                           | 9      |
| 18.                                               | William Addison   | 2490 (78.)  | 0                           | ½                           | ½                           | 0                           | ½                           | 0                           | ½                           | 0                           | 0                           | 1                           | ½                           | ½                           | ½                           | ½                           | 0                           | ½                           | ½                           | ½                           |                             | ½                           | 0                           | 0                           | 1                           | 1                           | 9      |
| 20.                                               | Miroslav Filip    | 2520 (49.)  | 0                           | 0                           | ½                           | ½                           | 0                           | ½                           | 0                           | 0                           | 0                           | ½                           | ½                           | ½                           | ½                           | ½                           | ½                           | ½                           | ½                           | ½                           | ½                           |                             | ½                           | 1                           | ½                           | 0                           | 8½     |
| 20.                                               | Renato Naranja    | –           | ½                           | 0                           | 0                           | 0                           | ½                           | 0                           | ½                           | ½                           | ½                           | 0                           | 0                           | 0                           | 0                           | ½                           | 1                           | 0                           | 1                           | 1                           | 1                           | ½                           |                             | 0                           | 0                           | 1                           | 8½     |
| 20.                                               | Tüdewijn Üjtümen  | 2400 (232.) | ½                           | ½                           | 0                           | 0                           | 0                           | 0                           | 0                           | 0                           | ½                           | ½                           | 0                           | 0                           | ½                           | 0                           | 0                           | ½                           | 1                           | 1                           | 1                           | 0                           | 1                           |                             | 1                           | ½                           | 8½     |
| 23.                                               | Jorge Rubinetti   | 2430 (172.) | 0                           | 0                           | ½                           | 0                           | 0                           | 0                           | 0                           | 0                           | ½                           | 0                           | ½                           | 0                           | 0                           | ½                           | ½                           | 0                           | ½                           | ½                           | 0                           | ½                           | 1                           | 0                           |                             | 1                           | 6      |
| 24.                                               | Eleazar Jiménez   | 2420 (193.) | ½                           | ½                           | ½                           | 0                           | 0                           | 0                           | 1                           | 0                           | ½                           | 0                           | 0                           | 0                           | ½                           | ½                           | 0                           | 0                           | 0                           | 0                           | 0                           | 1                           | 0                           | ½                           | 0                           |                             | 5½     |

### Mecze kandydatów

#### Ćwierćfinały
| Vancouver (16 maja – 1 czerwca 1971) |            |                                      |                                      |                                      |                                      |                                      |                                      |        |
| Szachista                            | Ranking    | Partia / wynik partii / kolor bierek | Partia / wynik partii / kolor bierek | Partia / wynik partii / kolor bierek | Partia / wynik partii / kolor bierek | Partia / wynik partii / kolor bierek | Partia / wynik partii / kolor bierek | Punkty |
| Szachista                            | Ranking    | 1.                                   | 2.                                   | 3.                                   | 4.                                   | 5.                                   | 6.                                   | Punkty |
| Mark Tajmanow                        | 2620 (10.) | 0                                    | 0                                    | 0                                    | 0                                    | 0                                    | 0                                    | 0      |
| Robert Fischer                       | 2740 (1.)  | 1                                    | 1                                    | 1                                    | 1                                    | 1                                    | 1                                    | 6      |

| Las Palmas de Gran Canaria (13 – 30 maja 1971) |            |                                      |                                      |                                      |                                      |                                      |                                      |                                      |                                      |                                      |        |
| Szachista                                      | Ranking    | Partia / wynik partii / kolor bierek | Partia / wynik partii / kolor bierek | Partia / wynik partii / kolor bierek | Partia / wynik partii / kolor bierek | Partia / wynik partii / kolor bierek | Partia / wynik partii / kolor bierek | Partia / wynik partii / kolor bierek | Partia / wynik partii / kolor bierek | Partia / wynik partii / kolor bierek | Punkty |
| Szachista                                      | Ranking    | 1.                                   | 2.                                   | 3.                                   | 4.                                   | 5.                                   | 6.                                   | 7.                                   | 8.                                   | 9.                                   | Punkty |
| Bent Larsen                                    | 2660 (3.)  | 1                                    | 0                                    | ½                                    | 1                                    | ½                                    | 1                                    | ½                                    | 0                                    | 1                                    | 5½     |
| Wolfgang Uhlmann                               | 2580 (19.) | 0                                    | 1                                    | ½                                    | 0                                    | ½                                    | 0                                    | ½                                    | 1                                    | 0                                    | 3½     |

| Sewilla (13 – 23 maja 1971) |            |                                      |                                      |                                      |                                      |                                      |                                      |                                      |        |
| Szachista                   | Ranking    | Partia / wynik partii / kolor bierek | Partia / wynik partii / kolor bierek | Partia / wynik partii / kolor bierek | Partia / wynik partii / kolor bierek | Partia / wynik partii / kolor bierek | Partia / wynik partii / kolor bierek | Partia / wynik partii / kolor bierek | Punkty |
| Szachista                   | Ranking    | 1.                                   | 2.                                   | 3.                                   | 4.                                   | 5.                                   | 6.                                   | 7.                                   | Punkty |
| Robert Hübner               | 2590 (17.) | ½                                    | ½                                    | ½                                    | ½                                    | ½                                    | ½                                    | 0                                    | 3      |
| Tigran Petrosjan            | 2640 (5.)  | ½                                    | ½                                    | ½                                    | ½                                    | ½                                    | ½                                    | 1                                    | 4      |

| Moskwa (13 – 31 maja 1971) |           |                                      |                                      |                                      |                                      |                                      |                                      |                                      |                                      |        |
| Szachista                  | Ranking   | Partia / wynik partii / kolor bierek | Partia / wynik partii / kolor bierek | Partia / wynik partii / kolor bierek | Partia / wynik partii / kolor bierek | Partia / wynik partii / kolor bierek | Partia / wynik partii / kolor bierek | Partia / wynik partii / kolor bierek | Partia / wynik partii / kolor bierek | Punkty |
| Szachista                  | Ranking   | 1.                                   | 2.                                   | 3.                                   | 4.                                   | 5.                                   | 6.                                   | 7.                                   | 8.                                   | Punkty |
| Wiktor Korcznoj            | 2660 (3.) | 1                                    | ½                                    | ½                                    | 0                                    | 1                                    | ½                                    | 1                                    | 1                                    | 5½     |
| Jefim Geller               | 2630 (6.) | 0                                    | ½                                    | ½                                    | 1                                    | 0                                    | ½                                    | 0                                    | 0                                    | 2½     |

#### Półfinały
| Denver (6 – 20 lipca 1971) |           |                                      |                                      |                                      |                                      |                                      |                                      |        |
| Szachista                  | Ranking   | Partia / wynik partii / kolor bierek | Partia / wynik partii / kolor bierek | Partia / wynik partii / kolor bierek | Partia / wynik partii / kolor bierek | Partia / wynik partii / kolor bierek | Partia / wynik partii / kolor bierek | Punkty |
| Szachista                  | Ranking   | 1.                                   | 2.                                   | 3.                                   | 4.                                   | 5.                                   | 6.                                   | Punkty |
| Robert Fischer             | 2760 (1.) | 1                                    | 1                                    | 1                                    | 1                                    | 1                                    | 1                                    | 6      |
| Bent Larsen                | 2660 (4.) | 0                                    | 0                                    | 0                                    | 0                                    | 0                                    | 0                                    | 0      |

| Moskwa (4 – 26 lipca 1971) |           |                                      |                                      |                                      |                                      |                                      |                                      |                                      |                                      |                                      |                                      |        |
| Szachista                  | Ranking   | Partia / wynik partii / kolor bierek | Partia / wynik partii / kolor bierek | Partia / wynik partii / kolor bierek | Partia / wynik partii / kolor bierek | Partia / wynik partii / kolor bierek | Partia / wynik partii / kolor bierek | Partia / wynik partii / kolor bierek | Partia / wynik partii / kolor bierek | Partia / wynik partii / kolor bierek | Partia / wynik partii / kolor bierek | Punkty |
| Szachista                  | Ranking   | 1.                                   | 2.                                   | 3.                                   | 4.                                   | 5.                                   | 6.                                   | 7.                                   | 8.                                   | 9.                                   | 10.                                  | Punkty |
| Tigran Petrosjan           | 2640 (5.) | ½                                    | ½                                    | ½                                    | ½                                    | ½                                    | ½                                    | ½                                    | ½                                    | 1                                    | ½                                    | 5½     |
| Wiktor Korcznoj            | 2670 (3.) | ½                                    | ½                                    | ½                                    | ½                                    | ½                                    | ½                                    | ½                                    | ½                                    | 0                                    | ½                                    | 4½     |

#### Finał

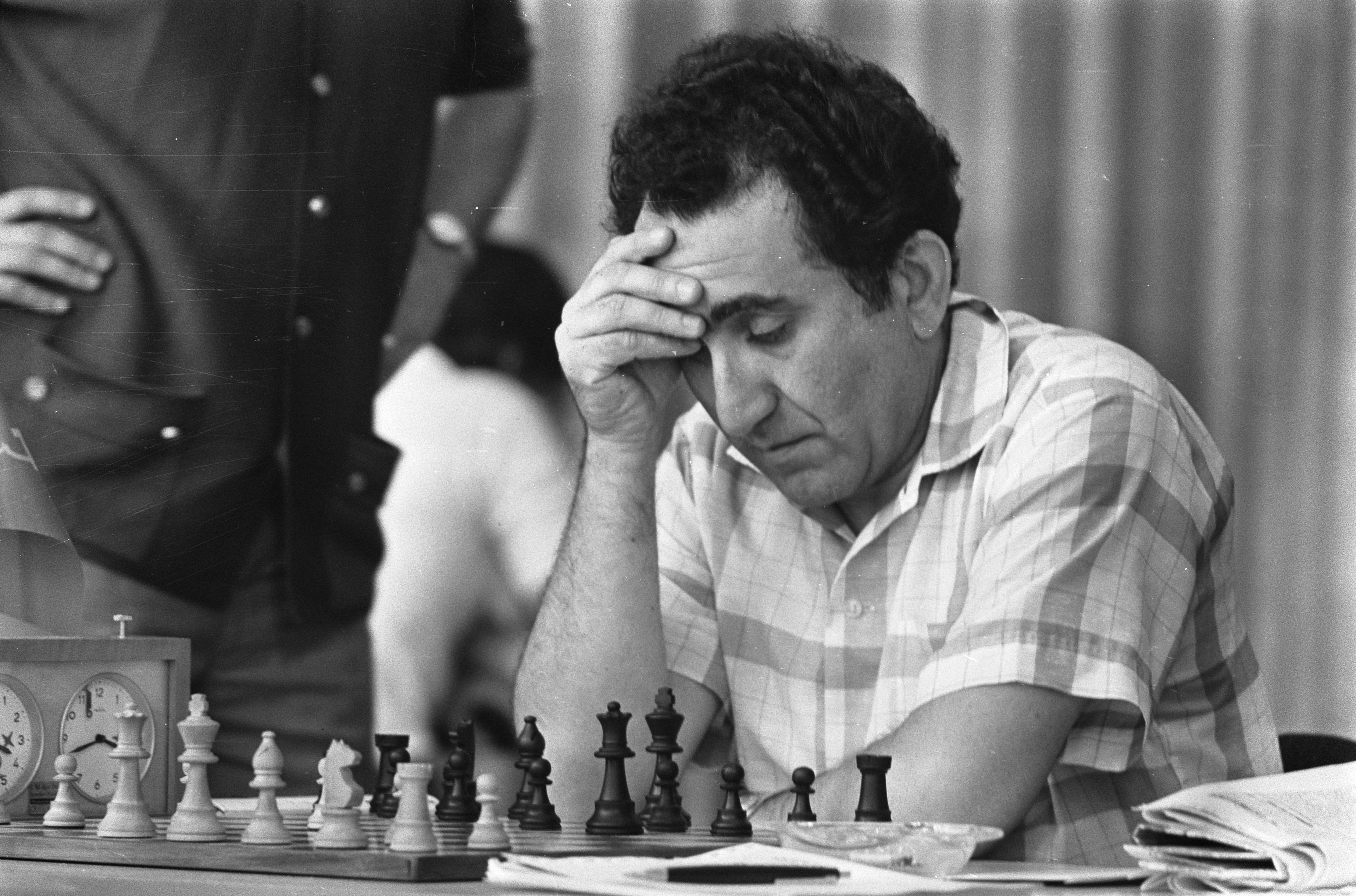
Finalista meczów kandydatów Tigran Petrosjan

| Buenos Aires (30 września – 26 października 1971) |           |                                      |                                      |                                      |                                      |                                      |                                      |                                      |                                      |                                      |        |
| Szachista                                         | Ranking   | Partia / wynik partii / kolor bierek | Partia / wynik partii / kolor bierek | Partia / wynik partii / kolor bierek | Partia / wynik partii / kolor bierek | Partia / wynik partii / kolor bierek | Partia / wynik partii / kolor bierek | Partia / wynik partii / kolor bierek | Partia / wynik partii / kolor bierek | Partia / wynik partii / kolor bierek | Punkty |
| Szachista                                         | Ranking   | 1.                                   | 2.                                   | 3.                                   | 4.                                   | 5.                                   | 6.                                   | 7.                                   | 8.                                   | 9.                                   | Punkty |
| Robert Fischer                                    | 2760 (1.) | 1                                    | 0                                    | ½                                    | ½                                    | ½                                    | 1                                    | 1                                    | 1                                    | 1                                    | 6½     |
| Tigran Petrosjan                                  | 2640 (5.) | 0                                    | 1                                    | ½                                    | ½                                    | ½                                    | 0                                    | 0                                    | 0                                    | 0                                    | 2½     |

## Mecz finałowy

### Przygotowania do meczu finałowego
Już na długo przed rozpoczęciem mecz cieszył się olbrzymim zainteresowaniem, nie tylko wśród szachistów. Po raz pierwszy bowiem od ćwierćwiecza naprzeciwko radzieckiego mistrza miał zasiąść pretendent z innego kraju. Pretendent Amerykanin Robert Fischer był szachistą wyjątkowym, odnoszącym niespotykane wcześniej sukcesy (w drodze do meczu z Borisem Spasskim dwukrotnie pokonał w meczach kandydatów swoich przeciwników w stosunku 6 : 0, a byłego mistrza świata, Tigrana Petrosjana – 6½ : 2½). Z tego powodu, jak również i powodów politycznych (naprzeciwko siebie stanęli rywale z dwóch największych, rywalizujących ze sobą, mocarstw świata), pojedynek nazwano „meczem stulecia”. Fischer przed meczem przestudiował z tzw. „czerwonej księgi” wszystkie partie Spasskiego, a prócz tego trenował podnoszenie ciężarów i boks, aby nabrać kondycji fizycznej, natomiast Spasski przede wszystkim gruntownie przygotowywał się teoretycznie, korzystając z pomocy paru arcymistrzów. Spasski miał pewną przewagę psychologiczną, bowiem w pięciokrotnych wcześniejszych partiach nigdy z nim nie przegrał (trzykrotnie zwyciężył i dwa razy zremisował).
| Dotychczasowe partie Boris Spasski – Robert Fischer |               |            |                           |                           |
| Turniej                                             | Miejsce       | Data       | Wynik partii Kolor bierek | Wynik partii Kolor bierek |
| 23. Międzynarodowy turniej szachowy                 | Mar del Plata | 30.03.1960 | 1                         | 0                         |
| 2. Turniej o puchar Piatigorskiego                  | Santa Monica  | 28.07.1966 | 1                         | 0                         |
| 2. Turniej o puchar Piatigorskiego                  | Santa Monica  | 14.08.1966 | ½                         | ½                         |
| 17. Olimpiada szachowa                              | Hawana        | 14.11.1966 | ½                         | ½                         |
| 19. Olimpiada szachowa                              | Siegen        | 19.09.1970 | 1                         | 0                         |

Organizacja meczu – jak przewidywał ówczesny prezes FIDE, dr Max Euwe – wymagała rozwiązania wielu niełatwych problemów. Pierwszym z nich okazał się wybór miejsca spotkania. Zainteresowane przeprowadzeniem spotkania miasta zaoferowały następujące kwoty przetargowe o prawo przeprowadzenia tego meczu: Belgrad (152 000 $), Buenos Aires (150 000 $) i Reykjavík (125 000 $). Z tej listy miast Spasski wybrał Reykjavík, a Fischer – Belgrad, dlatego początkowo wybrano rozwiązanie kompromisowe: pierwsza połowa meczu w Belgradzie, a druga w Reykjavíku. Niespodziewanie jednak Fischer oświadczył, iż nie odpowiadają mu warunki finansowe meczu. Zażądano od obu miast gwarancji finansowych, w związku z czym Belgrad zrezygnował z organizacji części tego meczu. Autorzy David Edmonds i John Eidinow w książce „Bobby Fischer Goes to War” twierdzą, że Fischer czynił trudności organizatorom, domagając się coraz lepszych warunków finansowych oraz ryzykując swoją karierę, mając na celu jedynie zdobycie tytułu mistrza świata . Ostatecznie decyzją FIDE wyznaczono na miejsce spotkania Reykjavík (hala koncertowo-sportowa Laugardalshöll na 3000 miejsc), a datę rozpoczęcia meczu wyznaczono na dzień 1 lipca 1972.

### Zasady
Pojedynek miał składać się z 24 partii. Mistrzem świata miał zostać ten z szachistów, który jako pierwszy zdobędzie 12½ punktów. W przypadku remisu tytuł zachowywał Spasski. Grano o fundusz nagrodowy w łącznej wysokości 300 000 $ (w tym część wpływów za transmisję telewizyjną), który miał być podzielony w stosunku ⅝ : ⅜ między zwycięzcę i pokonanego. Na sędziego głównego spotkania wyznaczono Niemca Lothara Schmida, a sędzią pomocniczym został Islandczyk Guðmundur Arnlaugsson. Sekundantami Spasskiego zostali: Jefim Geller, Nikołaj Krogius i Iivo Nei, a Fischera – William Lombardy oraz prawnik Paul Marshall. Limit czasu ustalono na 2 godziny 30 minut / 40 posunięć + 1 godzina / dalszych 16 posunięć. Partie odbywały się w niedzielę, wtorek i czwartek, w godzinach 17:00–22:00. Po 40 posunięciach partia była przekładana i dogrywana następnego dnia od godziny 16:00.

### Przebieg meczu
Do stolicy Islandii przybyło około 40 000 turystów, pragnących oglądać historyczny pojedynek. Fischer postawił organizatorom kolejne wygórowane warunki finansowe, a ponieważ nie mogli oni ich spełnić, nie przybył na czas do Reykjavíku. Dopiero po telefonicznej interwencji Maxa Euwego i doradcy ds. bezpieczeństwa narodowego Stanów Zjednoczonych, późniejszego sekretarza stanu Henry’ego Kissingera oraz powiększeniu funduszu nagrodowego przez londyńskiego bankiera Jamesa Slatera o 50 000 £, Fischer zdecydował się na przyjazd 4 lipca o godzinie 7:00 do Reykjavíku, po czym z powodu zmęczenia podróżą udał się na odpoczynek z lotniska do luksusowej willi otoczonej kordonem policji na przedmieściu Reykjavíku, a na losowanie kolorów bierek wyznaczone na godzinę 12:00 w „Hótelu Loftleiðir”, oddelegował swojego sekundanta i adwokata, ale zostało ono przesunięte. Co skłoniło Fischera do przyjazdu na Islandię? Wspomniani wcześniej autorzy Edmonds i Eidinow odpowiadając na to pytanie, twierdzą, że najwyraźniej trzy elementy: duma, pieniądze i patriotyzm .
Na żądanie Fischera po jego interwencji zmieniono oświetlenie sali, skrócono stół szachowy, a zamiast szachownicy o polach czarno-białych dano szachownicę o polach zielono-białych, zlikwidowano również dwa pierwsze rzędy, choć on domagał się dziesięciu. Termin I partii wyznaczono na 11 lipca. Spasski przybył na rozpoczęcie I partii o godzinie 16:40 przywitany przez publiczność. Zaczęła się ona pod nieobecność Fischera. Spasski wykonał pierwsze posunięcie pionem (1.d4) i nacisnął zegar, po czym po około 9 minutach zjawił się Fischer i po uściśnięciu jego dłoni, wykonał swoje pierwsze posunięcie skoczkiem (1...Sf6). W I partii Fischer łatwo wyrównawszy czarnymi albo przecenił nieco pozycję, albo w remisowej końcówce dał się złapać w pułapkę, a w rezultacie stracił gońca (29...G:h2??) za dwa piony i mimo wytężonej obrony przegrał tę partię w końcówce (→ diagram).
|   | a | b | c | d | e | f | g | h |   |
| 8 | b7 – Czarny pionek · b6 – Biały pionek · d6 – Biały król · a5 – Czarny pionek · b5 – Czarny król · f2 – Biały goniec | b7 – Czarny pionek · b6 – Biały pionek · d6 – Biały król · a5 – Czarny pionek · b5 – Czarny król · f2 – Biały goniec | b7 – Czarny pionek · b6 – Biały pionek · d6 – Biały król · a5 – Czarny pionek · b5 – Czarny król · f2 – Biały goniec | b7 – Czarny pionek · b6 – Biały pionek · d6 – Biały król · a5 – Czarny pionek · b5 – Czarny król · f2 – Biały goniec | b7 – Czarny pionek · b6 – Biały pionek · d6 – Biały król · a5 – Czarny pionek · b5 – Czarny król · f2 – Biały goniec | b7 – Czarny pionek · b6 – Biały pionek · d6 – Biały król · a5 – Czarny pionek · b5 – Czarny król · f2 – Biały goniec | b7 – Czarny pionek · b6 – Biały pionek · d6 – Biały król · a5 – Czarny pionek · b5 – Czarny król · f2 – Biały goniec | b7 – Czarny pionek · b6 – Biały pionek · d6 – Biały król · a5 – Czarny pionek · b5 – Czarny król · f2 – Biały goniec | 8 |
| 7 | b7 – Czarny pionek · b6 – Biały pionek · d6 – Biały król · a5 – Czarny pionek · b5 – Czarny król · f2 – Biały goniec | b7 – Czarny pionek · b6 – Biały pionek · d6 – Biały król · a5 – Czarny pionek · b5 – Czarny król · f2 – Biały goniec | b7 – Czarny pionek · b6 – Biały pionek · d6 – Biały król · a5 – Czarny pionek · b5 – Czarny król · f2 – Biały goniec | b7 – Czarny pionek · b6 – Biały pionek · d6 – Biały król · a5 – Czarny pionek · b5 – Czarny król · f2 – Biały goniec | b7 – Czarny pionek · b6 – Biały pionek · d6 – Biały król · a5 – Czarny pionek · b5 – Czarny król · f2 – Biały goniec | b7 – Czarny pionek · b6 – Biały pionek · d6 – Biały król · a5 – Czarny pionek · b5 – Czarny król · f2 – Biały goniec | b7 – Czarny pionek · b6 – Biały pionek · d6 – Biały król · a5 – Czarny pionek · b5 – Czarny król · f2 – Biały goniec | b7 – Czarny pionek · b6 – Biały pionek · d6 – Biały król · a5 – Czarny pionek · b5 – Czarny król · f2 – Biały goniec | 7 |
| 6 | b7 – Czarny pionek · b6 – Biały pionek · d6 – Biały król · a5 – Czarny pionek · b5 – Czarny król · f2 – Biały goniec | b7 – Czarny pionek · b6 – Biały pionek · d6 – Biały król · a5 – Czarny pionek · b5 – Czarny król · f2 – Biały goniec | b7 – Czarny pionek · b6 – Biały pionek · d6 – Biały król · a5 – Czarny pionek · b5 – Czarny król · f2 – Biały goniec | b7 – Czarny pionek · b6 – Biały pionek · d6 – Biały król · a5 – Czarny pionek · b5 – Czarny król · f2 – Biały goniec | b7 – Czarny pionek · b6 – Biały pionek · d6 – Biały król · a5 – Czarny pionek · b5 – Czarny król · f2 – Biały goniec | b7 – Czarny pionek · b6 – Biały pionek · d6 – Biały król · a5 – Czarny pionek · b5 – Czarny król · f2 – Biały goniec | b7 – Czarny pionek · b6 – Biały pionek · d6 – Biały król · a5 – Czarny pionek · b5 – Czarny król · f2 – Biały goniec | b7 – Czarny pionek · b6 – Biały pionek · d6 – Biały król · a5 – Czarny pionek · b5 – Czarny król · f2 – Biały goniec | 6 |
| 5 | b7 – Czarny pionek · b6 – Biały pionek · d6 – Biały król · a5 – Czarny pionek · b5 – Czarny król · f2 – Biały goniec | b7 – Czarny pionek · b6 – Biały pionek · d6 – Biały król · a5 – Czarny pionek · b5 – Czarny król · f2 – Biały goniec | b7 – Czarny pionek · b6 – Biały pionek · d6 – Biały król · a5 – Czarny pionek · b5 – Czarny król · f2 – Biały goniec | b7 – Czarny pionek · b6 – Biały pionek · d6 – Biały król · a5 – Czarny pionek · b5 – Czarny król · f2 – Biały goniec | b7 – Czarny pionek · b6 – Biały pionek · d6 – Biały król · a5 – Czarny pionek · b5 – Czarny król · f2 – Biały goniec | b7 – Czarny pionek · b6 – Biały pionek · d6 – Biały król · a5 – Czarny pionek · b5 – Czarny król · f2 – Biały goniec | b7 – Czarny pionek · b6 – Biały pionek · d6 – Biały król · a5 – Czarny pionek · b5 – Czarny król · f2 – Biały goniec | b7 – Czarny pionek · b6 – Biały pionek · d6 – Biały król · a5 – Czarny pionek · b5 – Czarny król · f2 – Biały goniec | 5 |
| 4 | b7 – Czarny pionek · b6 – Biały pionek · d6 – Biały król · a5 – Czarny pionek · b5 – Czarny król · f2 – Biały goniec | b7 – Czarny pionek · b6 – Biały pionek · d6 – Biały król · a5 – Czarny pionek · b5 – Czarny król · f2 – Biały goniec | b7 – Czarny pionek · b6 – Biały pionek · d6 – Biały król · a5 – Czarny pionek · b5 – Czarny król · f2 – Biały goniec | b7 – Czarny pionek · b6 – Biały pionek · d6 – Biały król · a5 – Czarny pionek · b5 – Czarny król · f2 – Biały goniec | b7 – Czarny pionek · b6 – Biały pionek · d6 – Biały król · a5 – Czarny pionek · b5 – Czarny król · f2 – Biały goniec | b7 – Czarny pionek · b6 – Biały pionek · d6 – Biały król · a5 – Czarny pionek · b5 – Czarny król · f2 – Biały goniec | b7 – Czarny pionek · b6 – Biały pionek · d6 – Biały król · a5 – Czarny pionek · b5 – Czarny król · f2 – Biały goniec | b7 – Czarny pionek · b6 – Biały pionek · d6 – Biały król · a5 – Czarny pionek · b5 – Czarny król · f2 – Biały goniec | 4 |
| 3 | b7 – Czarny pionek · b6 – Biały pionek · d6 – Biały król · a5 – Czarny pionek · b5 – Czarny król · f2 – Biały goniec | b7 – Czarny pionek · b6 – Biały pionek · d6 – Biały król · a5 – Czarny pionek · b5 – Czarny król · f2 – Biały goniec | b7 – Czarny pionek · b6 – Biały pionek · d6 – Biały król · a5 – Czarny pionek · b5 – Czarny król · f2 – Biały goniec | b7 – Czarny pionek · b6 – Biały pionek · d6 – Biały król · a5 – Czarny pionek · b5 – Czarny król · f2 – Biały goniec | b7 – Czarny pionek · b6 – Biały pionek · d6 – Biały król · a5 – Czarny pionek · b5 – Czarny król · f2 – Biały goniec | b7 – Czarny pionek · b6 – Biały pionek · d6 – Biały król · a5 – Czarny pionek · b5 – Czarny król · f2 – Biały goniec | b7 – Czarny pionek · b6 – Biały pionek · d6 – Biały król · a5 – Czarny pionek · b5 – Czarny król · f2 – Biały goniec | b7 – Czarny pionek · b6 – Biały pionek · d6 – Biały król · a5 – Czarny pionek · b5 – Czarny król · f2 – Biały goniec | 3 |
| 2 | b7 – Czarny pionek · b6 – Biały pionek · d6 – Biały król · a5 – Czarny pionek · b5 – Czarny król · f2 – Biały goniec | b7 – Czarny pionek · b6 – Biały pionek · d6 – Biały król · a5 – Czarny pionek · b5 – Czarny król · f2 – Biały goniec | b7 – Czarny pionek · b6 – Biały pionek · d6 – Biały król · a5 – Czarny pionek · b5 – Czarny król · f2 – Biały goniec | b7 – Czarny pionek · b6 – Biały pionek · d6 – Biały król · a5 – Czarny pionek · b5 – Czarny król · f2 – Biały goniec | b7 – Czarny pionek · b6 – Biały pionek · d6 – Biały król · a5 – Czarny pionek · b5 – Czarny król · f2 – Biały goniec | b7 – Czarny pionek · b6 – Biały pionek · d6 – Biały król · a5 – Czarny pionek · b5 – Czarny król · f2 – Biały goniec | b7 – Czarny pionek · b6 – Biały pionek · d6 – Biały król · a5 – Czarny pionek · b5 – Czarny król · f2 – Biały goniec | b7 – Czarny pionek · b6 – Biały pionek · d6 – Biały król · a5 – Czarny pionek · b5 – Czarny król · f2 – Biały goniec | 2 |
| 1 | b7 – Czarny pionek · b6 – Biały pionek · d6 – Biały król · a5 – Czarny pionek · b5 – Czarny król · f2 – Biały goniec | b7 – Czarny pionek · b6 – Biały pionek · d6 – Biały król · a5 – Czarny pionek · b5 – Czarny król · f2 – Biały goniec | b7 – Czarny pionek · b6 – Biały pionek · d6 – Biały król · a5 – Czarny pionek · b5 – Czarny król · f2 – Biały goniec | b7 – Czarny pionek · b6 – Biały pionek · d6 – Biały król · a5 – Czarny pionek · b5 – Czarny król · f2 – Biały goniec | b7 – Czarny pionek · b6 – Biały pionek · d6 – Biały król · a5 – Czarny pionek · b5 – Czarny król · f2 – Biały goniec | b7 – Czarny pionek · b6 – Biały pionek · d6 – Biały król · a5 – Czarny pionek · b5 – Czarny król · f2 – Biały goniec | b7 – Czarny pionek · b6 – Biały pionek · d6 – Biały król · a5 – Czarny pionek · b5 – Czarny król · f2 – Biały goniec | b7 – Czarny pionek · b6 – Biały pionek · d6 – Biały król · a5 – Czarny pionek · b5 – Czarny król · f2 – Biały goniec | 1 |
|   | a | b | c | d | e | f | g | h |   |

| 1 | 1 | 1. d4 Sf6 2. c4 e6 3. Sf3 d5 4. Sc3 Gb4 5. e3 O-O 6. Gd3 c5 7. O-O Sc6 8. a3 Ga5 9. Se2 d:c4 10. G:c4 Gb6 11. d:c5 H:d1 12. W:d1 G:c5 13. b4 Ge7 14. Gb2 Gd7 15. Wac1 Wfd8 16. Sed4 S:d4 17. S:d4 Ga4 18. Gb3 G:b3 19. S:b3 W:d1+ 20. W:d1 Wc8 21. Kf1 Kf8 22. Ke2 Se4 23. Wc1 W:c1 24. G:c1 f6 25. Sa5 Sd6 26. Kd3 Gd8 27. Sc4 Gc7 28. S:d6 G:d6 29. b5 G:h2? 30. g3 h5 31. Ke2 h4 32. Kf3 Ke7 33. Kg2 h:g3 34. f:g3 G:g3 35. K:g3 Kd6 36. a4 Kd5 37. Ga3 Ke4 38. Gc5 a6 39. b6! f5 40. Kh4 f4? 41. e:f4 K:f4 42. Kh5 Kf5 43. Ge3 Ke4 44. Gf2 Kf5 45. Gh4! e5 46. Gg5 e4 47. Ge3 Kf6 48. Kg4 Ke5 49. Kg5 Kd5 50. Kf5 a5 51. Gf2 g5 52. K:g5 Kc4 53. Kf5 Kb4 54. K:e4 K:a4 55. Kd5 Kb5 56. Kd6 1-0 |
| S | F | 1. d4 Sf6 2. c4 e6 3. Sf3 d5 4. Sc3 Gb4 5. e3 O-O 6. Gd3 c5 7. O-O Sc6 8. a3 Ga5 9. Se2 d:c4 10. G:c4 Gb6 11. d:c5 H:d1 12. W:d1 G:c5 13. b4 Ge7 14. Gb2 Gd7 15. Wac1 Wfd8 16. Sed4 S:d4 17. S:d4 Ga4 18. Gb3 G:b3 19. S:b3 W:d1+ 20. W:d1 Wc8 21. Kf1 Kf8 22. Ke2 Se4 23. Wc1 W:c1 24. G:c1 f6 25. Sa5 Sd6 26. Kd3 Gd8 27. Sc4 Gc7 28. S:d6 G:d6 29. b5 G:h2? 30. g3 h5 31. Ke2 h4 32. Kf3 Ke7 33. Kg2 h:g3 34. f:g3 G:g3 35. K:g3 Kd6 36. a4 Kd5 37. Ga3 Ke4 38. Gc5 a6 39. b6! f5 40. Kh4 f4? 41. e:f4 K:f4 42. Kh5 Kf5 43. Ge3 Ke4 44. Gf2 Kf5 45. Gh4! e5 46. Gg5 e4 47. Ge3 Kf6 48. Kg4 Ke5 49. Kg5 Kd5 50. Kf5 a5 51. Gf2 g5 52. K:g5 Kc4 53. Kf5 Kb4 54. K:e4 K:a4 55. Kd5 Kb5 56. Kd6 1-0 |

Już podczas dogrywki tej partii Fischer zażądał kategorycznie usunięcia z sali kamer telewizyjnych, mimo wcześniejszej zgody, ponieważ – jak twierdził – przeszkadzają mu w koncentracji. Organizatorzy zobowiązani kontraktem na prawo transmisji i filmowania meczu z amerykańską firmą „Chester Fox”, na podstawie umowy amsterdamskiej, którą podpisali przedstawiciele FIDE, federacji szachowych Stanów Zjednoczonych i ZSRR oraz organizatora meczu Islandzkiej Federacji Szachowej, kamery pozostawili, czyniąc je ukrytymi i niesłyszalnymi. Mimo to Fischer stwierdził, że przeszkadza mu samo „poczucie ich obecności” i oświadczył sędziemu Schmidowi, że nie stawi się do II partii. Tak się też stało, co było wydarzeniem w meczach o mistrzostwo świata dotychczas nieoglądanym – II partia, po godzinnym oczekiwaniu na Fischera zgodnie z międzynarodowymi przepisami szachowymi zakończyła się walkowerem. Złożony protest Fischera, Komisja Arbitrów większością głosów odrzuciła. Groziło zerwanie meczu, posypały się depesze zachęcające Fischera do kontynuowania meczu oraz groźba dyskwalifikacji nadesłana przez Maxa Euwego. Schmid, próbował ułatwić porozumienie szachistów, twierdząc, że może przenieść pojedynek do innej sali. Spasski, wbrew jednogłośnej rekomendacji swoich doradców, zgodził się grać III partię bez kamer. Sytuacja została rozwiązana tylko dzięki jego dobrej woli. Gdyby nie zgodził się na rozegranie III partii w tych warunkach, jego odmowa zostałaby uznana za uzasadnioną i jest prawie pewne, że mecz by się zakończył, a Spasski zachowałby tytuł mistrza świata. Ponadto szachista i psycholog Nikołaj Krogius, twierdził, że Spasski czuł się moralnie zobowiązany do kontynuowania gry po wygraniu II partii walkowerem. Natomiast Larry Evans, szachista  i dziennikarz, powiedział z kolei:

Fischer głęboko w sercu zakorzenił irracjonalny strach przed porażką. W Reykjavíku mógł przezwyciężyć ten strach tylko wtedy, gdy zdał sobie sprawę, że zakłócił równowagę emocjonalną Spasskiego.

Kryzys udało się w końcu opanować. III partię rozegrano w małej sali, bez kamer i widzów. Spasski po biciu i wymianie bierek na polu e4 (posunięcia 32–34) stracił piona, a następnie popełnił duży błąd (41.Hd4??) i pretendent odniósł pierwsze w życiu zwycięstwo nad Spasskim  (→ diagram).
|   | a | b | c | d | e | f | g | h |   |
| 8 | g8 – Czarny król · f7 – Czarny pionek · d6 – Czarny pionek · b5 – Czarny pionek · d5 – Biały pionek · h5 – Czarny pionek · b4 – Biały pionek · c4 – Czarny pionek · d4 – Biały hetman · g4 – Czarny pionek · b3 – Czarny hetman · d3 – Czarny goniec · g3 – Biały pionek · e2 – Biały król · f2 – Biały pionek · h2 – Biały pionek · c1 – Biały goniec | g8 – Czarny król · f7 – Czarny pionek · d6 – Czarny pionek · b5 – Czarny pionek · d5 – Biały pionek · h5 – Czarny pionek · b4 – Biały pionek · c4 – Czarny pionek · d4 – Biały hetman · g4 – Czarny pionek · b3 – Czarny hetman · d3 – Czarny goniec · g3 – Biały pionek · e2 – Biały król · f2 – Biały pionek · h2 – Biały pionek · c1 – Biały goniec | g8 – Czarny król · f7 – Czarny pionek · d6 – Czarny pionek · b5 – Czarny pionek · d5 – Biały pionek · h5 – Czarny pionek · b4 – Biały pionek · c4 – Czarny pionek · d4 – Biały hetman · g4 – Czarny pionek · b3 – Czarny hetman · d3 – Czarny goniec · g3 – Biały pionek · e2 – Biały król · f2 – Biały pionek · h2 – Biały pionek · c1 – Biały goniec | g8 – Czarny król · f7 – Czarny pionek · d6 – Czarny pionek · b5 – Czarny pionek · d5 – Biały pionek · h5 – Czarny pionek · b4 – Biały pionek · c4 – Czarny pionek · d4 – Biały hetman · g4 – Czarny pionek · b3 – Czarny hetman · d3 – Czarny goniec · g3 – Biały pionek · e2 – Biały król · f2 – Biały pionek · h2 – Biały pionek · c1 – Biały goniec | g8 – Czarny król · f7 – Czarny pionek · d6 – Czarny pionek · b5 – Czarny pionek · d5 – Biały pionek · h5 – Czarny pionek · b4 – Biały pionek · c4 – Czarny pionek · d4 – Biały hetman · g4 – Czarny pionek · b3 – Czarny hetman · d3 – Czarny goniec · g3 – Biały pionek · e2 – Biały król · f2 – Biały pionek · h2 – Biały pionek · c1 – Biały goniec | g8 – Czarny król · f7 – Czarny pionek · d6 – Czarny pionek · b5 – Czarny pionek · d5 – Biały pionek · h5 – Czarny pionek · b4 – Biały pionek · c4 – Czarny pionek · d4 – Biały hetman · g4 – Czarny pionek · b3 – Czarny hetman · d3 – Czarny goniec · g3 – Biały pionek · e2 – Biały król · f2 – Biały pionek · h2 – Biały pionek · c1 – Biały goniec | g8 – Czarny król · f7 – Czarny pionek · d6 – Czarny pionek · b5 – Czarny pionek · d5 – Biały pionek · h5 – Czarny pionek · b4 – Biały pionek · c4 – Czarny pionek · d4 – Biały hetman · g4 – Czarny pionek · b3 – Czarny hetman · d3 – Czarny goniec · g3 – Biały pionek · e2 – Biały król · f2 – Biały pionek · h2 – Biały pionek · c1 – Biały goniec | g8 – Czarny król · f7 – Czarny pionek · d6 – Czarny pionek · b5 – Czarny pionek · d5 – Biały pionek · h5 – Czarny pionek · b4 – Biały pionek · c4 – Czarny pionek · d4 – Biały hetman · g4 – Czarny pionek · b3 – Czarny hetman · d3 – Czarny goniec · g3 – Biały pionek · e2 – Biały król · f2 – Biały pionek · h2 – Biały pionek · c1 – Biały goniec | 8 |
| 7 | g8 – Czarny król · f7 – Czarny pionek · d6 – Czarny pionek · b5 – Czarny pionek · d5 – Biały pionek · h5 – Czarny pionek · b4 – Biały pionek · c4 – Czarny pionek · d4 – Biały hetman · g4 – Czarny pionek · b3 – Czarny hetman · d3 – Czarny goniec · g3 – Biały pionek · e2 – Biały król · f2 – Biały pionek · h2 – Biały pionek · c1 – Biały goniec | g8 – Czarny król · f7 – Czarny pionek · d6 – Czarny pionek · b5 – Czarny pionek · d5 – Biały pionek · h5 – Czarny pionek · b4 – Biały pionek · c4 – Czarny pionek · d4 – Biały hetman · g4 – Czarny pionek · b3 – Czarny hetman · d3 – Czarny goniec · g3 – Biały pionek · e2 – Biały król · f2 – Biały pionek · h2 – Biały pionek · c1 – Biały goniec | g8 – Czarny król · f7 – Czarny pionek · d6 – Czarny pionek · b5 – Czarny pionek · d5 – Biały pionek · h5 – Czarny pionek · b4 – Biały pionek · c4 – Czarny pionek · d4 – Biały hetman · g4 – Czarny pionek · b3 – Czarny hetman · d3 – Czarny goniec · g3 – Biały pionek · e2 – Biały król · f2 – Biały pionek · h2 – Biały pionek · c1 – Biały goniec | g8 – Czarny król · f7 – Czarny pionek · d6 – Czarny pionek · b5 – Czarny pionek · d5 – Biały pionek · h5 – Czarny pionek · b4 – Biały pionek · c4 – Czarny pionek · d4 – Biały hetman · g4 – Czarny pionek · b3 – Czarny hetman · d3 – Czarny goniec · g3 – Biały pionek · e2 – Biały król · f2 – Biały pionek · h2 – Biały pionek · c1 – Biały goniec | g8 – Czarny król · f7 – Czarny pionek · d6 – Czarny pionek · b5 – Czarny pionek · d5 – Biały pionek · h5 – Czarny pionek · b4 – Biały pionek · c4 – Czarny pionek · d4 – Biały hetman · g4 – Czarny pionek · b3 – Czarny hetman · d3 – Czarny goniec · g3 – Biały pionek · e2 – Biały król · f2 – Biały pionek · h2 – Biały pionek · c1 – Biały goniec | g8 – Czarny król · f7 – Czarny pionek · d6 – Czarny pionek · b5 – Czarny pionek · d5 – Biały pionek · h5 – Czarny pionek · b4 – Biały pionek · c4 – Czarny pionek · d4 – Biały hetman · g4 – Czarny pionek · b3 – Czarny hetman · d3 – Czarny goniec · g3 – Biały pionek · e2 – Biały król · f2 – Biały pionek · h2 – Biały pionek · c1 – Biały goniec | g8 – Czarny król · f7 – Czarny pionek · d6 – Czarny pionek · b5 – Czarny pionek · d5 – Biały pionek · h5 – Czarny pionek · b4 – Biały pionek · c4 – Czarny pionek · d4 – Biały hetman · g4 – Czarny pionek · b3 – Czarny hetman · d3 – Czarny goniec · g3 – Biały pionek · e2 – Biały król · f2 – Biały pionek · h2 – Biały pionek · c1 – Biały goniec | g8 – Czarny król · f7 – Czarny pionek · d6 – Czarny pionek · b5 – Czarny pionek · d5 – Biały pionek · h5 – Czarny pionek · b4 – Biały pionek · c4 – Czarny pionek · d4 – Biały hetman · g4 – Czarny pionek · b3 – Czarny hetman · d3 – Czarny goniec · g3 – Biały pionek · e2 – Biały król · f2 – Biały pionek · h2 – Biały pionek · c1 – Biały goniec | 7 |
| 6 | g8 – Czarny król · f7 – Czarny pionek · d6 – Czarny pionek · b5 – Czarny pionek · d5 – Biały pionek · h5 – Czarny pionek · b4 – Biały pionek · c4 – Czarny pionek · d4 – Biały hetman · g4 – Czarny pionek · b3 – Czarny hetman · d3 – Czarny goniec · g3 – Biały pionek · e2 – Biały król · f2 – Biały pionek · h2 – Biały pionek · c1 – Biały goniec | g8 – Czarny król · f7 – Czarny pionek · d6 – Czarny pionek · b5 – Czarny pionek · d5 – Biały pionek · h5 – Czarny pionek · b4 – Biały pionek · c4 – Czarny pionek · d4 – Biały hetman · g4 – Czarny pionek · b3 – Czarny hetman · d3 – Czarny goniec · g3 – Biały pionek · e2 – Biały król · f2 – Biały pionek · h2 – Biały pionek · c1 – Biały goniec | g8 – Czarny król · f7 – Czarny pionek · d6 – Czarny pionek · b5 – Czarny pionek · d5 – Biały pionek · h5 – Czarny pionek · b4 – Biały pionek · c4 – Czarny pionek · d4 – Biały hetman · g4 – Czarny pionek · b3 – Czarny hetman · d3 – Czarny goniec · g3 – Biały pionek · e2 – Biały król · f2 – Biały pionek · h2 – Biały pionek · c1 – Biały goniec | g8 – Czarny król · f7 – Czarny pionek · d6 – Czarny pionek · b5 – Czarny pionek · d5 – Biały pionek · h5 – Czarny pionek · b4 – Biały pionek · c4 – Czarny pionek · d4 – Biały hetman · g4 – Czarny pionek · b3 – Czarny hetman · d3 – Czarny goniec · g3 – Biały pionek · e2 – Biały król · f2 – Biały pionek · h2 – Biały pionek · c1 – Biały goniec | g8 – Czarny król · f7 – Czarny pionek · d6 – Czarny pionek · b5 – Czarny pionek · d5 – Biały pionek · h5 – Czarny pionek · b4 – Biały pionek · c4 – Czarny pionek · d4 – Biały hetman · g4 – Czarny pionek · b3 – Czarny hetman · d3 – Czarny goniec · g3 – Biały pionek · e2 – Biały król · f2 – Biały pionek · h2 – Biały pionek · c1 – Biały goniec | g8 – Czarny król · f7 – Czarny pionek · d6 – Czarny pionek · b5 – Czarny pionek · d5 – Biały pionek · h5 – Czarny pionek · b4 – Biały pionek · c4 – Czarny pionek · d4 – Biały hetman · g4 – Czarny pionek · b3 – Czarny hetman · d3 – Czarny goniec · g3 – Biały pionek · e2 – Biały król · f2 – Biały pionek · h2 – Biały pionek · c1 – Biały goniec | g8 – Czarny król · f7 – Czarny pionek · d6 – Czarny pionek · b5 – Czarny pionek · d5 – Biały pionek · h5 – Czarny pionek · b4 – Biały pionek · c4 – Czarny pionek · d4 – Biały hetman · g4 – Czarny pionek · b3 – Czarny hetman · d3 – Czarny goniec · g3 – Biały pionek · e2 – Biały król · f2 – Biały pionek · h2 – Biały pionek · c1 – Biały goniec | g8 – Czarny król · f7 – Czarny pionek · d6 – Czarny pionek · b5 – Czarny pionek · d5 – Biały pionek · h5 – Czarny pionek · b4 – Biały pionek · c4 – Czarny pionek · d4 – Biały hetman · g4 – Czarny pionek · b3 – Czarny hetman · d3 – Czarny goniec · g3 – Biały pionek · e2 – Biały król · f2 – Biały pionek · h2 – Biały pionek · c1 – Biały goniec | 6 |
| 5 | g8 – Czarny król · f7 – Czarny pionek · d6 – Czarny pionek · b5 – Czarny pionek · d5 – Biały pionek · h5 – Czarny pionek · b4 – Biały pionek · c4 – Czarny pionek · d4 – Biały hetman · g4 – Czarny pionek · b3 – Czarny hetman · d3 – Czarny goniec · g3 – Biały pionek · e2 – Biały król · f2 – Biały pionek · h2 – Biały pionek · c1 – Biały goniec | g8 – Czarny król · f7 – Czarny pionek · d6 – Czarny pionek · b5 – Czarny pionek · d5 – Biały pionek · h5 – Czarny pionek · b4 – Biały pionek · c4 – Czarny pionek · d4 – Biały hetman · g4 – Czarny pionek · b3 – Czarny hetman · d3 – Czarny goniec · g3 – Biały pionek · e2 – Biały król · f2 – Biały pionek · h2 – Biały pionek · c1 – Biały goniec | g8 – Czarny król · f7 – Czarny pionek · d6 – Czarny pionek · b5 – Czarny pionek · d5 – Biały pionek · h5 – Czarny pionek · b4 – Biały pionek · c4 – Czarny pionek · d4 – Biały hetman · g4 – Czarny pionek · b3 – Czarny hetman · d3 – Czarny goniec · g3 – Biały pionek · e2 – Biały król · f2 – Biały pionek · h2 – Biały pionek · c1 – Biały goniec | g8 – Czarny król · f7 – Czarny pionek · d6 – Czarny pionek · b5 – Czarny pionek · d5 – Biały pionek · h5 – Czarny pionek · b4 – Biały pionek · c4 – Czarny pionek · d4 – Biały hetman · g4 – Czarny pionek · b3 – Czarny hetman · d3 – Czarny goniec · g3 – Biały pionek · e2 – Biały król · f2 – Biały pionek · h2 – Biały pionek · c1 – Biały goniec | g8 – Czarny król · f7 – Czarny pionek · d6 – Czarny pionek · b5 – Czarny pionek · d5 – Biały pionek · h5 – Czarny pionek · b4 – Biały pionek · c4 – Czarny pionek · d4 – Biały hetman · g4 – Czarny pionek · b3 – Czarny hetman · d3 – Czarny goniec · g3 – Biały pionek · e2 – Biały król · f2 – Biały pionek · h2 – Biały pionek · c1 – Biały goniec | g8 – Czarny król · f7 – Czarny pionek · d6 – Czarny pionek · b5 – Czarny pionek · d5 – Biały pionek · h5 – Czarny pionek · b4 – Biały pionek · c4 – Czarny pionek · d4 – Biały hetman · g4 – Czarny pionek · b3 – Czarny hetman · d3 – Czarny goniec · g3 – Biały pionek · e2 – Biały król · f2 – Biały pionek · h2 – Biały pionek · c1 – Biały goniec | g8 – Czarny król · f7 – Czarny pionek · d6 – Czarny pionek · b5 – Czarny pionek · d5 – Biały pionek · h5 – Czarny pionek · b4 – Biały pionek · c4 – Czarny pionek · d4 – Biały hetman · g4 – Czarny pionek · b3 – Czarny hetman · d3 – Czarny goniec · g3 – Biały pionek · e2 – Biały król · f2 – Biały pionek · h2 – Biały pionek · c1 – Biały goniec | g8 – Czarny król · f7 – Czarny pionek · d6 – Czarny pionek · b5 – Czarny pionek · d5 – Biały pionek · h5 – Czarny pionek · b4 – Biały pionek · c4 – Czarny pionek · d4 – Biały hetman · g4 – Czarny pionek · b3 – Czarny hetman · d3 – Czarny goniec · g3 – Biały pionek · e2 – Biały król · f2 – Biały pionek · h2 – Biały pionek · c1 – Biały goniec | 5 |
| 4 | g8 – Czarny król · f7 – Czarny pionek · d6 – Czarny pionek · b5 – Czarny pionek · d5 – Biały pionek · h5 – Czarny pionek · b4 – Biały pionek · c4 – Czarny pionek · d4 – Biały hetman · g4 – Czarny pionek · b3 – Czarny hetman · d3 – Czarny goniec · g3 – Biały pionek · e2 – Biały król · f2 – Biały pionek · h2 – Biały pionek · c1 – Biały goniec | g8 – Czarny król · f7 – Czarny pionek · d6 – Czarny pionek · b5 – Czarny pionek · d5 – Biały pionek · h5 – Czarny pionek · b4 – Biały pionek · c4 – Czarny pionek · d4 – Biały hetman · g4 – Czarny pionek · b3 – Czarny hetman · d3 – Czarny goniec · g3 – Biały pionek · e2 – Biały król · f2 – Biały pionek · h2 – Biały pionek · c1 – Biały goniec | g8 – Czarny król · f7 – Czarny pionek · d6 – Czarny pionek · b5 – Czarny pionek · d5 – Biały pionek · h5 – Czarny pionek · b4 – Biały pionek · c4 – Czarny pionek · d4 – Biały hetman · g4 – Czarny pionek · b3 – Czarny hetman · d3 – Czarny goniec · g3 – Biały pionek · e2 – Biały król · f2 – Biały pionek · h2 – Biały pionek · c1 – Biały goniec | g8 – Czarny król · f7 – Czarny pionek · d6 – Czarny pionek · b5 – Czarny pionek · d5 – Biały pionek · h5 – Czarny pionek · b4 – Biały pionek · c4 – Czarny pionek · d4 – Biały hetman · g4 – Czarny pionek · b3 – Czarny hetman · d3 – Czarny goniec · g3 – Biały pionek · e2 – Biały król · f2 – Biały pionek · h2 – Biały pionek · c1 – Biały goniec | g8 – Czarny król · f7 – Czarny pionek · d6 – Czarny pionek · b5 – Czarny pionek · d5 – Biały pionek · h5 – Czarny pionek · b4 – Biały pionek · c4 – Czarny pionek · d4 – Biały hetman · g4 – Czarny pionek · b3 – Czarny hetman · d3 – Czarny goniec · g3 – Biały pionek · e2 – Biały król · f2 – Biały pionek · h2 – Biały pionek · c1 – Biały goniec | g8 – Czarny król · f7 – Czarny pionek · d6 – Czarny pionek · b5 – Czarny pionek · d5 – Biały pionek · h5 – Czarny pionek · b4 – Biały pionek · c4 – Czarny pionek · d4 – Biały hetman · g4 – Czarny pionek · b3 – Czarny hetman · d3 – Czarny goniec · g3 – Biały pionek · e2 – Biały król · f2 – Biały pionek · h2 – Biały pionek · c1 – Biały goniec | g8 – Czarny król · f7 – Czarny pionek · d6 – Czarny pionek · b5 – Czarny pionek · d5 – Biały pionek · h5 – Czarny pionek · b4 – Biały pionek · c4 – Czarny pionek · d4 – Biały hetman · g4 – Czarny pionek · b3 – Czarny hetman · d3 – Czarny goniec · g3 – Biały pionek · e2 – Biały król · f2 – Biały pionek · h2 – Biały pionek · c1 – Biały goniec | g8 – Czarny król · f7 – Czarny pionek · d6 – Czarny pionek · b5 – Czarny pionek · d5 – Biały pionek · h5 – Czarny pionek · b4 – Biały pionek · c4 – Czarny pionek · d4 – Biały hetman · g4 – Czarny pionek · b3 – Czarny hetman · d3 – Czarny goniec · g3 – Biały pionek · e2 – Biały król · f2 – Biały pionek · h2 – Biały pionek · c1 – Biały goniec | 4 |
| 3 | g8 – Czarny król · f7 – Czarny pionek · d6 – Czarny pionek · b5 – Czarny pionek · d5 – Biały pionek · h5 – Czarny pionek · b4 – Biały pionek · c4 – Czarny pionek · d4 – Biały hetman · g4 – Czarny pionek · b3 – Czarny hetman · d3 – Czarny goniec · g3 – Biały pionek · e2 – Biały król · f2 – Biały pionek · h2 – Biały pionek · c1 – Biały goniec | g8 – Czarny król · f7 – Czarny pionek · d6 – Czarny pionek · b5 – Czarny pionek · d5 – Biały pionek · h5 – Czarny pionek · b4 – Biały pionek · c4 – Czarny pionek · d4 – Biały hetman · g4 – Czarny pionek · b3 – Czarny hetman · d3 – Czarny goniec · g3 – Biały pionek · e2 – Biały król · f2 – Biały pionek · h2 – Biały pionek · c1 – Biały goniec | g8 – Czarny król · f7 – Czarny pionek · d6 – Czarny pionek · b5 – Czarny pionek · d5 – Biały pionek · h5 – Czarny pionek · b4 – Biały pionek · c4 – Czarny pionek · d4 – Biały hetman · g4 – Czarny pionek · b3 – Czarny hetman · d3 – Czarny goniec · g3 – Biały pionek · e2 – Biały król · f2 – Biały pionek · h2 – Biały pionek · c1 – Biały goniec | g8 – Czarny król · f7 – Czarny pionek · d6 – Czarny pionek · b5 – Czarny pionek · d5 – Biały pionek · h5 – Czarny pionek · b4 – Biały pionek · c4 – Czarny pionek · d4 – Biały hetman · g4 – Czarny pionek · b3 – Czarny hetman · d3 – Czarny goniec · g3 – Biały pionek · e2 – Biały król · f2 – Biały pionek · h2 – Biały pionek · c1 – Biały goniec | g8 – Czarny król · f7 – Czarny pionek · d6 – Czarny pionek · b5 – Czarny pionek · d5 – Biały pionek · h5 – Czarny pionek · b4 – Biały pionek · c4 – Czarny pionek · d4 – Biały hetman · g4 – Czarny pionek · b3 – Czarny hetman · d3 – Czarny goniec · g3 – Biały pionek · e2 – Biały król · f2 – Biały pionek · h2 – Biały pionek · c1 – Biały goniec | g8 – Czarny król · f7 – Czarny pionek · d6 – Czarny pionek · b5 – Czarny pionek · d5 – Biały pionek · h5 – Czarny pionek · b4 – Biały pionek · c4 – Czarny pionek · d4 – Biały hetman · g4 – Czarny pionek · b3 – Czarny hetman · d3 – Czarny goniec · g3 – Biały pionek · e2 – Biały król · f2 – Biały pionek · h2 – Biały pionek · c1 – Biały goniec | g8 – Czarny król · f7 – Czarny pionek · d6 – Czarny pionek · b5 – Czarny pionek · d5 – Biały pionek · h5 – Czarny pionek · b4 – Biały pionek · c4 – Czarny pionek · d4 – Biały hetman · g4 – Czarny pionek · b3 – Czarny hetman · d3 – Czarny goniec · g3 – Biały pionek · e2 – Biały król · f2 – Biały pionek · h2 – Biały pionek · c1 – Biały goniec | g8 – Czarny król · f7 – Czarny pionek · d6 – Czarny pionek · b5 – Czarny pionek · d5 – Biały pionek · h5 – Czarny pionek · b4 – Biały pionek · c4 – Czarny pionek · d4 – Biały hetman · g4 – Czarny pionek · b3 – Czarny hetman · d3 – Czarny goniec · g3 – Biały pionek · e2 – Biały król · f2 – Biały pionek · h2 – Biały pionek · c1 – Biały goniec | 3 |
| 2 | g8 – Czarny król · f7 – Czarny pionek · d6 – Czarny pionek · b5 – Czarny pionek · d5 – Biały pionek · h5 – Czarny pionek · b4 – Biały pionek · c4 – Czarny pionek · d4 – Biały hetman · g4 – Czarny pionek · b3 – Czarny hetman · d3 – Czarny goniec · g3 – Biały pionek · e2 – Biały król · f2 – Biały pionek · h2 – Biały pionek · c1 – Biały goniec | g8 – Czarny król · f7 – Czarny pionek · d6 – Czarny pionek · b5 – Czarny pionek · d5 – Biały pionek · h5 – Czarny pionek · b4 – Biały pionek · c4 – Czarny pionek · d4 – Biały hetman · g4 – Czarny pionek · b3 – Czarny hetman · d3 – Czarny goniec · g3 – Biały pionek · e2 – Biały król · f2 – Biały pionek · h2 – Biały pionek · c1 – Biały goniec | g8 – Czarny król · f7 – Czarny pionek · d6 – Czarny pionek · b5 – Czarny pionek · d5 – Biały pionek · h5 – Czarny pionek · b4 – Biały pionek · c4 – Czarny pionek · d4 – Biały hetman · g4 – Czarny pionek · b3 – Czarny hetman · d3 – Czarny goniec · g3 – Biały pionek · e2 – Biały król · f2 – Biały pionek · h2 – Biały pionek · c1 – Biały goniec | g8 – Czarny król · f7 – Czarny pionek · d6 – Czarny pionek · b5 – Czarny pionek · d5 – Biały pionek · h5 – Czarny pionek · b4 – Biały pionek · c4 – Czarny pionek · d4 – Biały hetman · g4 – Czarny pionek · b3 – Czarny hetman · d3 – Czarny goniec · g3 – Biały pionek · e2 – Biały król · f2 – Biały pionek · h2 – Biały pionek · c1 – Biały goniec | g8 – Czarny król · f7 – Czarny pionek · d6 – Czarny pionek · b5 – Czarny pionek · d5 – Biały pionek · h5 – Czarny pionek · b4 – Biały pionek · c4 – Czarny pionek · d4 – Biały hetman · g4 – Czarny pionek · b3 – Czarny hetman · d3 – Czarny goniec · g3 – Biały pionek · e2 – Biały król · f2 – Biały pionek · h2 – Biały pionek · c1 – Biały goniec | g8 – Czarny król · f7 – Czarny pionek · d6 – Czarny pionek · b5 – Czarny pionek · d5 – Biały pionek · h5 – Czarny pionek · b4 – Biały pionek · c4 – Czarny pionek · d4 – Biały hetman · g4 – Czarny pionek · b3 – Czarny hetman · d3 – Czarny goniec · g3 – Biały pionek · e2 – Biały król · f2 – Biały pionek · h2 – Biały pionek · c1 – Biały goniec | g8 – Czarny król · f7 – Czarny pionek · d6 – Czarny pionek · b5 – Czarny pionek · d5 – Biały pionek · h5 – Czarny pionek · b4 – Biały pionek · c4 – Czarny pionek · d4 – Biały hetman · g4 – Czarny pionek · b3 – Czarny hetman · d3 – Czarny goniec · g3 – Biały pionek · e2 – Biały król · f2 – Biały pionek · h2 – Biały pionek · c1 – Biały goniec | g8 – Czarny król · f7 – Czarny pionek · d6 – Czarny pionek · b5 – Czarny pionek · d5 – Biały pionek · h5 – Czarny pionek · b4 – Biały pionek · c4 – Czarny pionek · d4 – Biały hetman · g4 – Czarny pionek · b3 – Czarny hetman · d3 – Czarny goniec · g3 – Biały pionek · e2 – Biały król · f2 – Biały pionek · h2 – Biały pionek · c1 – Biały goniec | 2 |
| 1 | g8 – Czarny król · f7 – Czarny pionek · d6 – Czarny pionek · b5 – Czarny pionek · d5 – Biały pionek · h5 – Czarny pionek · b4 – Biały pionek · c4 – Czarny pionek · d4 – Biały hetman · g4 – Czarny pionek · b3 – Czarny hetman · d3 – Czarny goniec · g3 – Biały pionek · e2 – Biały król · f2 – Biały pionek · h2 – Biały pionek · c1 – Biały goniec | g8 – Czarny król · f7 – Czarny pionek · d6 – Czarny pionek · b5 – Czarny pionek · d5 – Biały pionek · h5 – Czarny pionek · b4 – Biały pionek · c4 – Czarny pionek · d4 – Biały hetman · g4 – Czarny pionek · b3 – Czarny hetman · d3 – Czarny goniec · g3 – Biały pionek · e2 – Biały król · f2 – Biały pionek · h2 – Biały pionek · c1 – Biały goniec | g8 – Czarny król · f7 – Czarny pionek · d6 – Czarny pionek · b5 – Czarny pionek · d5 – Biały pionek · h5 – Czarny pionek · b4 – Biały pionek · c4 – Czarny pionek · d4 – Biały hetman · g4 – Czarny pionek · b3 – Czarny hetman · d3 – Czarny goniec · g3 – Biały pionek · e2 – Biały król · f2 – Biały pionek · h2 – Biały pionek · c1 – Biały goniec | g8 – Czarny król · f7 – Czarny pionek · d6 – Czarny pionek · b5 – Czarny pionek · d5 – Biały pionek · h5 – Czarny pionek · b4 – Biały pionek · c4 – Czarny pionek · d4 – Biały hetman · g4 – Czarny pionek · b3 – Czarny hetman · d3 – Czarny goniec · g3 – Biały pionek · e2 – Biały król · f2 – Biały pionek · h2 – Biały pionek · c1 – Biały goniec | g8 – Czarny król · f7 – Czarny pionek · d6 – Czarny pionek · b5 – Czarny pionek · d5 – Biały pionek · h5 – Czarny pionek · b4 – Biały pionek · c4 – Czarny pionek · d4 – Biały hetman · g4 – Czarny pionek · b3 – Czarny hetman · d3 – Czarny goniec · g3 – Biały pionek · e2 – Biały król · f2 – Biały pionek · h2 – Biały pionek · c1 – Biały goniec | g8 – Czarny król · f7 – Czarny pionek · d6 – Czarny pionek · b5 – Czarny pionek · d5 – Biały pionek · h5 – Czarny pionek · b4 – Biały pionek · c4 – Czarny pionek · d4 – Biały hetman · g4 – Czarny pionek · b3 – Czarny hetman · d3 – Czarny goniec · g3 – Biały pionek · e2 – Biały król · f2 – Biały pionek · h2 – Biały pionek · c1 – Biały goniec | g8 – Czarny król · f7 – Czarny pionek · d6 – Czarny pionek · b5 – Czarny pionek · d5 – Biały pionek · h5 – Czarny pionek · b4 – Biały pionek · c4 – Czarny pionek · d4 – Biały hetman · g4 – Czarny pionek · b3 – Czarny hetman · d3 – Czarny goniec · g3 – Biały pionek · e2 – Biały król · f2 – Biały pionek · h2 – Biały pionek · c1 – Biały goniec | g8 – Czarny król · f7 – Czarny pionek · d6 – Czarny pionek · b5 – Czarny pionek · d5 – Biały pionek · h5 – Czarny pionek · b4 – Biały pionek · c4 – Czarny pionek · d4 – Biały hetman · g4 – Czarny pionek · b3 – Czarny hetman · d3 – Czarny goniec · g3 – Biały pionek · e2 – Biały król · f2 – Biały pionek · h2 – Biały pionek · c1 – Biały goniec | 1 |
|   | a | b | c | d | e | f | g | h |   |

| 3 | 3 | 1. d4 Sf6 2. c4 e6 3. Sf3 c5 4. d5 e:d5 5. c:d5 d6 6. Sc3 g6 7. Sd2 Sbd7 8. e4 Gg7 9. Ge2 O-O 10. O-O We8 11. Hc2 Sh5! 12. G:h5 g:h5 13. Sc4 Se5 14. Se3 Hh4! 15. Gd2 Sg4 16. S:g4 h:g4 17. Gf4 Hf6! 18. g3 Gd7 19. a4 b6! 20. Wfe1 a6 21. We2 b5 22. Wae1 Hg6 23. b3 We7 24. Hd3 Wb8 25. a:b5 a:b5 26. b4 c4 27. Hd2 Wbe8 28. We3 h5 29. W3e2 Kh7 30. We3 Kg8 31. W3e2 G:c3 32. H:c3 W:e4 33. W:e4 W:e4 34. W:e4 H:e4 35. Gh6 Hg6 36. Gc1 Hb1 37. Kf1 Gf5 38. Ke2 He4+ 39. He3 Hc2+ 40. Hd2? Hb3 41. Hd4?? Gd3+! 0-1 |
| S | F | 1. d4 Sf6 2. c4 e6 3. Sf3 c5 4. d5 e:d5 5. c:d5 d6 6. Sc3 g6 7. Sd2 Sbd7 8. e4 Gg7 9. Ge2 O-O 10. O-O We8 11. Hc2 Sh5! 12. G:h5 g:h5 13. Sc4 Se5 14. Se3 Hh4! 15. Gd2 Sg4 16. S:g4 h:g4 17. Gf4 Hf6! 18. g3 Gd7 19. a4 b6! 20. Wfe1 a6 21. We2 b5 22. Wae1 Hg6 23. b3 We7 24. Hd3 Wb8 25. a:b5 a:b5 26. b4 c4 27. Hd2 Wbe8 28. We3 h5 29. W3e2 Kh7 30. We3 Kg8 31. W3e2 G:c3 32. H:c3 W:e4 33. W:e4 W:e4 34. W:e4 H:e4 35. Gh6 Hg6 36. Gc1 Hb1 37. Kf1 Gf5 38. Ke2 He4+ 39. He3 Hc2+ 40. Hd2? Hb3 41. Hd4?? Gd3+! 0-1 |

IV partię na żądanie Spasskiego znów rozegrano w dużej sali, ale bez kamer. Spasski grając czarnymi poświęcił piona, przejął inicjatywę i osiągnął przewagę, ale zakończyła się ona remisem po burzliwym przebiegu (obie strony z gońcem i czterema pionami) i nawet dużym błędzie Spasskiego w końcówce (29...Wh8??).
| 4 | 4 | 1. e4 c5! 2. Sf3 d6 3. d4 c:d4 4. S:d4 Sf6 5. Sc3 Sc6 6. Gc4 e6 7. Gb3 Ge7 8. Ge3 O-O 9. O-O a6 10. f4 S:d4 11. G:d4 b5 12. a3 Gb7 13. Hd3 a5!? 14. e5 d:e5 15. f:e5 Sd7 16. S:b5 Sc5 17. G:c5 G:c5+ 18. Kh1 Hg5 19. He2 Wad8 20. Wad1 W:d1 21. W:d1 h5 22. Sd6 Ga8! 23. Gc4 h4 24. h3 Ge3 25. Hg4 H:e5? 26. H:h4 g5 27. Hg4 Gc5 28. Sb5 Kg7 29. Sd4 Wh8?? 30. Sf3 G:f3 31. H:f3 Gd6 32. Hc3! H:c3 33. b:c3 Ge5 34. Wd7! Kf6 35. Kg1 G:c3 36. Ge2 Ge5 37. Kf1 Wc8 38. Gh5 Wc7 39. W:c7 G:c7 40. a4 Ke7 41. Ke2 f5 42. Kd3 Ge5 43. c4 Kd6 44. Gf7 Gg3 45. c5+ ½-½ |
| F | S | 1. e4 c5! 2. Sf3 d6 3. d4 c:d4 4. S:d4 Sf6 5. Sc3 Sc6 6. Gc4 e6 7. Gb3 Ge7 8. Ge3 O-O 9. O-O a6 10. f4 S:d4 11. G:d4 b5 12. a3 Gb7 13. Hd3 a5!? 14. e5 d:e5 15. f:e5 Sd7 16. S:b5 Sc5 17. G:c5 G:c5+ 18. Kh1 Hg5 19. He2 Wad8 20. Wad1 W:d1 21. W:d1 h5 22. Sd6 Ga8! 23. Gc4 h4 24. h3 Ge3 25. Hg4 H:e5? 26. H:h4 g5 27. Hg4 Gc5 28. Sb5 Kg7 29. Sd4 Wh8?? 30. Sf3 G:f3 31. H:f3 Gd6 32. Hc3! H:c3 33. b:c3 Ge5 34. Wd7! Kf6 35. Kg1 G:c3 36. Ge2 Ge5 37. Kf1 Wc8 38. Gh5 Wc7 39. W:c7 G:c7 40. a4 Ke7 41. Ke2 f5 42. Kd3 Ge5 43. c4 Kd6 44. Gf7 Gg3 45. c5+ ½-½ |

W V partii Spasski wyszedł również nieco lepiej z debiutu, nie znalazł jednak sposobu na powiększenie przewagi, inicjatywę przejął Fischer i popełniony w niedoczasie błąd Spasskiego doprowadził do przegranej już w 27 posunięciu (27.Hc2??), w którym stracił piona (27...G:a4!)  (→ diagram).
|   | a | b | c | d | e | f | g | h |   |
| 8 | f8 – Czarny król · g7 – Czarny pionek · b6 – Czarny pionek · g6 – Czarny hetman · h6 – Czarny pionek · a5 – Czarny pionek · c5 – Czarny pionek · d5 – Biały pionek · e5 – Czarny pionek · g5 – Czarny pionek · a4 – Czarny goniec · c4 – Biały pionek · e4 – Biały pionek · f4 – Czarny skoczek · c3 – Biały pionek · c2 – Biały hetman · g2 – Biały pionek · h2 – Biały pionek · d1 – Biały goniec · e1 – Biały goniec · g1 – Biały król | f8 – Czarny król · g7 – Czarny pionek · b6 – Czarny pionek · g6 – Czarny hetman · h6 – Czarny pionek · a5 – Czarny pionek · c5 – Czarny pionek · d5 – Biały pionek · e5 – Czarny pionek · g5 – Czarny pionek · a4 – Czarny goniec · c4 – Biały pionek · e4 – Biały pionek · f4 – Czarny skoczek · c3 – Biały pionek · c2 – Biały hetman · g2 – Biały pionek · h2 – Biały pionek · d1 – Biały goniec · e1 – Biały goniec · g1 – Biały król | f8 – Czarny król · g7 – Czarny pionek · b6 – Czarny pionek · g6 – Czarny hetman · h6 – Czarny pionek · a5 – Czarny pionek · c5 – Czarny pionek · d5 – Biały pionek · e5 – Czarny pionek · g5 – Czarny pionek · a4 – Czarny goniec · c4 – Biały pionek · e4 – Biały pionek · f4 – Czarny skoczek · c3 – Biały pionek · c2 – Biały hetman · g2 – Biały pionek · h2 – Biały pionek · d1 – Biały goniec · e1 – Biały goniec · g1 – Biały król | f8 – Czarny król · g7 – Czarny pionek · b6 – Czarny pionek · g6 – Czarny hetman · h6 – Czarny pionek · a5 – Czarny pionek · c5 – Czarny pionek · d5 – Biały pionek · e5 – Czarny pionek · g5 – Czarny pionek · a4 – Czarny goniec · c4 – Biały pionek · e4 – Biały pionek · f4 – Czarny skoczek · c3 – Biały pionek · c2 – Biały hetman · g2 – Biały pionek · h2 – Biały pionek · d1 – Biały goniec · e1 – Biały goniec · g1 – Biały król | f8 – Czarny król · g7 – Czarny pionek · b6 – Czarny pionek · g6 – Czarny hetman · h6 – Czarny pionek · a5 – Czarny pionek · c5 – Czarny pionek · d5 – Biały pionek · e5 – Czarny pionek · g5 – Czarny pionek · a4 – Czarny goniec · c4 – Biały pionek · e4 – Biały pionek · f4 – Czarny skoczek · c3 – Biały pionek · c2 – Biały hetman · g2 – Biały pionek · h2 – Biały pionek · d1 – Biały goniec · e1 – Biały goniec · g1 – Biały król | f8 – Czarny król · g7 – Czarny pionek · b6 – Czarny pionek · g6 – Czarny hetman · h6 – Czarny pionek · a5 – Czarny pionek · c5 – Czarny pionek · d5 – Biały pionek · e5 – Czarny pionek · g5 – Czarny pionek · a4 – Czarny goniec · c4 – Biały pionek · e4 – Biały pionek · f4 – Czarny skoczek · c3 – Biały pionek · c2 – Biały hetman · g2 – Biały pionek · h2 – Biały pionek · d1 – Biały goniec · e1 – Biały goniec · g1 – Biały król | f8 – Czarny król · g7 – Czarny pionek · b6 – Czarny pionek · g6 – Czarny hetman · h6 – Czarny pionek · a5 – Czarny pionek · c5 – Czarny pionek · d5 – Biały pionek · e5 – Czarny pionek · g5 – Czarny pionek · a4 – Czarny goniec · c4 – Biały pionek · e4 – Biały pionek · f4 – Czarny skoczek · c3 – Biały pionek · c2 – Biały hetman · g2 – Biały pionek · h2 – Biały pionek · d1 – Biały goniec · e1 – Biały goniec · g1 – Biały król | f8 – Czarny król · g7 – Czarny pionek · b6 – Czarny pionek · g6 – Czarny hetman · h6 – Czarny pionek · a5 – Czarny pionek · c5 – Czarny pionek · d5 – Biały pionek · e5 – Czarny pionek · g5 – Czarny pionek · a4 – Czarny goniec · c4 – Biały pionek · e4 – Biały pionek · f4 – Czarny skoczek · c3 – Biały pionek · c2 – Biały hetman · g2 – Biały pionek · h2 – Biały pionek · d1 – Biały goniec · e1 – Biały goniec · g1 – Biały król | 8 |
| 7 | f8 – Czarny król · g7 – Czarny pionek · b6 – Czarny pionek · g6 – Czarny hetman · h6 – Czarny pionek · a5 – Czarny pionek · c5 – Czarny pionek · d5 – Biały pionek · e5 – Czarny pionek · g5 – Czarny pionek · a4 – Czarny goniec · c4 – Biały pionek · e4 – Biały pionek · f4 – Czarny skoczek · c3 – Biały pionek · c2 – Biały hetman · g2 – Biały pionek · h2 – Biały pionek · d1 – Biały goniec · e1 – Biały goniec · g1 – Biały król | f8 – Czarny król · g7 – Czarny pionek · b6 – Czarny pionek · g6 – Czarny hetman · h6 – Czarny pionek · a5 – Czarny pionek · c5 – Czarny pionek · d5 – Biały pionek · e5 – Czarny pionek · g5 – Czarny pionek · a4 – Czarny goniec · c4 – Biały pionek · e4 – Biały pionek · f4 – Czarny skoczek · c3 – Biały pionek · c2 – Biały hetman · g2 – Biały pionek · h2 – Biały pionek · d1 – Biały goniec · e1 – Biały goniec · g1 – Biały król | f8 – Czarny król · g7 – Czarny pionek · b6 – Czarny pionek · g6 – Czarny hetman · h6 – Czarny pionek · a5 – Czarny pionek · c5 – Czarny pionek · d5 – Biały pionek · e5 – Czarny pionek · g5 – Czarny pionek · a4 – Czarny goniec · c4 – Biały pionek · e4 – Biały pionek · f4 – Czarny skoczek · c3 – Biały pionek · c2 – Biały hetman · g2 – Biały pionek · h2 – Biały pionek · d1 – Biały goniec · e1 – Biały goniec · g1 – Biały król | f8 – Czarny król · g7 – Czarny pionek · b6 – Czarny pionek · g6 – Czarny hetman · h6 – Czarny pionek · a5 – Czarny pionek · c5 – Czarny pionek · d5 – Biały pionek · e5 – Czarny pionek · g5 – Czarny pionek · a4 – Czarny goniec · c4 – Biały pionek · e4 – Biały pionek · f4 – Czarny skoczek · c3 – Biały pionek · c2 – Biały hetman · g2 – Biały pionek · h2 – Biały pionek · d1 – Biały goniec · e1 – Biały goniec · g1 – Biały król | f8 – Czarny król · g7 – Czarny pionek · b6 – Czarny pionek · g6 – Czarny hetman · h6 – Czarny pionek · a5 – Czarny pionek · c5 – Czarny pionek · d5 – Biały pionek · e5 – Czarny pionek · g5 – Czarny pionek · a4 – Czarny goniec · c4 – Biały pionek · e4 – Biały pionek · f4 – Czarny skoczek · c3 – Biały pionek · c2 – Biały hetman · g2 – Biały pionek · h2 – Biały pionek · d1 – Biały goniec · e1 – Biały goniec · g1 – Biały król | f8 – Czarny król · g7 – Czarny pionek · b6 – Czarny pionek · g6 – Czarny hetman · h6 – Czarny pionek · a5 – Czarny pionek · c5 – Czarny pionek · d5 – Biały pionek · e5 – Czarny pionek · g5 – Czarny pionek · a4 – Czarny goniec · c4 – Biały pionek · e4 – Biały pionek · f4 – Czarny skoczek · c3 – Biały pionek · c2 – Biały hetman · g2 – Biały pionek · h2 – Biały pionek · d1 – Biały goniec · e1 – Biały goniec · g1 – Biały król | f8 – Czarny król · g7 – Czarny pionek · b6 – Czarny pionek · g6 – Czarny hetman · h6 – Czarny pionek · a5 – Czarny pionek · c5 – Czarny pionek · d5 – Biały pionek · e5 – Czarny pionek · g5 – Czarny pionek · a4 – Czarny goniec · c4 – Biały pionek · e4 – Biały pionek · f4 – Czarny skoczek · c3 – Biały pionek · c2 – Biały hetman · g2 – Biały pionek · h2 – Biały pionek · d1 – Biały goniec · e1 – Biały goniec · g1 – Biały król | f8 – Czarny król · g7 – Czarny pionek · b6 – Czarny pionek · g6 – Czarny hetman · h6 – Czarny pionek · a5 – Czarny pionek · c5 – Czarny pionek · d5 – Biały pionek · e5 – Czarny pionek · g5 – Czarny pionek · a4 – Czarny goniec · c4 – Biały pionek · e4 – Biały pionek · f4 – Czarny skoczek · c3 – Biały pionek · c2 – Biały hetman · g2 – Biały pionek · h2 – Biały pionek · d1 – Biały goniec · e1 – Biały goniec · g1 – Biały król | 7 |
| 6 | f8 – Czarny król · g7 – Czarny pionek · b6 – Czarny pionek · g6 – Czarny hetman · h6 – Czarny pionek · a5 – Czarny pionek · c5 – Czarny pionek · d5 – Biały pionek · e5 – Czarny pionek · g5 – Czarny pionek · a4 – Czarny goniec · c4 – Biały pionek · e4 – Biały pionek · f4 – Czarny skoczek · c3 – Biały pionek · c2 – Biały hetman · g2 – Biały pionek · h2 – Biały pionek · d1 – Biały goniec · e1 – Biały goniec · g1 – Biały król | f8 – Czarny król · g7 – Czarny pionek · b6 – Czarny pionek · g6 – Czarny hetman · h6 – Czarny pionek · a5 – Czarny pionek · c5 – Czarny pionek · d5 – Biały pionek · e5 – Czarny pionek · g5 – Czarny pionek · a4 – Czarny goniec · c4 – Biały pionek · e4 – Biały pionek · f4 – Czarny skoczek · c3 – Biały pionek · c2 – Biały hetman · g2 – Biały pionek · h2 – Biały pionek · d1 – Biały goniec · e1 – Biały goniec · g1 – Biały król | f8 – Czarny król · g7 – Czarny pionek · b6 – Czarny pionek · g6 – Czarny hetman · h6 – Czarny pionek · a5 – Czarny pionek · c5 – Czarny pionek · d5 – Biały pionek · e5 – Czarny pionek · g5 – Czarny pionek · a4 – Czarny goniec · c4 – Biały pionek · e4 – Biały pionek · f4 – Czarny skoczek · c3 – Biały pionek · c2 – Biały hetman · g2 – Biały pionek · h2 – Biały pionek · d1 – Biały goniec · e1 – Biały goniec · g1 – Biały król | f8 – Czarny król · g7 – Czarny pionek · b6 – Czarny pionek · g6 – Czarny hetman · h6 – Czarny pionek · a5 – Czarny pionek · c5 – Czarny pionek · d5 – Biały pionek · e5 – Czarny pionek · g5 – Czarny pionek · a4 – Czarny goniec · c4 – Biały pionek · e4 – Biały pionek · f4 – Czarny skoczek · c3 – Biały pionek · c2 – Biały hetman · g2 – Biały pionek · h2 – Biały pionek · d1 – Biały goniec · e1 – Biały goniec · g1 – Biały król | f8 – Czarny król · g7 – Czarny pionek · b6 – Czarny pionek · g6 – Czarny hetman · h6 – Czarny pionek · a5 – Czarny pionek · c5 – Czarny pionek · d5 – Biały pionek · e5 – Czarny pionek · g5 – Czarny pionek · a4 – Czarny goniec · c4 – Biały pionek · e4 – Biały pionek · f4 – Czarny skoczek · c3 – Biały pionek · c2 – Biały hetman · g2 – Biały pionek · h2 – Biały pionek · d1 – Biały goniec · e1 – Biały goniec · g1 – Biały król | f8 – Czarny król · g7 – Czarny pionek · b6 – Czarny pionek · g6 – Czarny hetman · h6 – Czarny pionek · a5 – Czarny pionek · c5 – Czarny pionek · d5 – Biały pionek · e5 – Czarny pionek · g5 – Czarny pionek · a4 – Czarny goniec · c4 – Biały pionek · e4 – Biały pionek · f4 – Czarny skoczek · c3 – Biały pionek · c2 – Biały hetman · g2 – Biały pionek · h2 – Biały pionek · d1 – Biały goniec · e1 – Biały goniec · g1 – Biały król | f8 – Czarny król · g7 – Czarny pionek · b6 – Czarny pionek · g6 – Czarny hetman · h6 – Czarny pionek · a5 – Czarny pionek · c5 – Czarny pionek · d5 – Biały pionek · e5 – Czarny pionek · g5 – Czarny pionek · a4 – Czarny goniec · c4 – Biały pionek · e4 – Biały pionek · f4 – Czarny skoczek · c3 – Biały pionek · c2 – Biały hetman · g2 – Biały pionek · h2 – Biały pionek · d1 – Biały goniec · e1 – Biały goniec · g1 – Biały król | f8 – Czarny król · g7 – Czarny pionek · b6 – Czarny pionek · g6 – Czarny hetman · h6 – Czarny pionek · a5 – Czarny pionek · c5 – Czarny pionek · d5 – Biały pionek · e5 – Czarny pionek · g5 – Czarny pionek · a4 – Czarny goniec · c4 – Biały pionek · e4 – Biały pionek · f4 – Czarny skoczek · c3 – Biały pionek · c2 – Biały hetman · g2 – Biały pionek · h2 – Biały pionek · d1 – Biały goniec · e1 – Biały goniec · g1 – Biały król | 6 |
| 5 | f8 – Czarny król · g7 – Czarny pionek · b6 – Czarny pionek · g6 – Czarny hetman · h6 – Czarny pionek · a5 – Czarny pionek · c5 – Czarny pionek · d5 – Biały pionek · e5 – Czarny pionek · g5 – Czarny pionek · a4 – Czarny goniec · c4 – Biały pionek · e4 – Biały pionek · f4 – Czarny skoczek · c3 – Biały pionek · c2 – Biały hetman · g2 – Biały pionek · h2 – Biały pionek · d1 – Biały goniec · e1 – Biały goniec · g1 – Biały król | f8 – Czarny król · g7 – Czarny pionek · b6 – Czarny pionek · g6 – Czarny hetman · h6 – Czarny pionek · a5 – Czarny pionek · c5 – Czarny pionek · d5 – Biały pionek · e5 – Czarny pionek · g5 – Czarny pionek · a4 – Czarny goniec · c4 – Biały pionek · e4 – Biały pionek · f4 – Czarny skoczek · c3 – Biały pionek · c2 – Biały hetman · g2 – Biały pionek · h2 – Biały pionek · d1 – Biały goniec · e1 – Biały goniec · g1 – Biały król | f8 – Czarny król · g7 – Czarny pionek · b6 – Czarny pionek · g6 – Czarny hetman · h6 – Czarny pionek · a5 – Czarny pionek · c5 – Czarny pionek · d5 – Biały pionek · e5 – Czarny pionek · g5 – Czarny pionek · a4 – Czarny goniec · c4 – Biały pionek · e4 – Biały pionek · f4 – Czarny skoczek · c3 – Biały pionek · c2 – Biały hetman · g2 – Biały pionek · h2 – Biały pionek · d1 – Biały goniec · e1 – Biały goniec · g1 – Biały król | f8 – Czarny król · g7 – Czarny pionek · b6 – Czarny pionek · g6 – Czarny hetman · h6 – Czarny pionek · a5 – Czarny pionek · c5 – Czarny pionek · d5 – Biały pionek · e5 – Czarny pionek · g5 – Czarny pionek · a4 – Czarny goniec · c4 – Biały pionek · e4 – Biały pionek · f4 – Czarny skoczek · c3 – Biały pionek · c2 – Biały hetman · g2 – Biały pionek · h2 – Biały pionek · d1 – Biały goniec · e1 – Biały goniec · g1 – Biały król | f8 – Czarny król · g7 – Czarny pionek · b6 – Czarny pionek · g6 – Czarny hetman · h6 – Czarny pionek · a5 – Czarny pionek · c5 – Czarny pionek · d5 – Biały pionek · e5 – Czarny pionek · g5 – Czarny pionek · a4 – Czarny goniec · c4 – Biały pionek · e4 – Biały pionek · f4 – Czarny skoczek · c3 – Biały pionek · c2 – Biały hetman · g2 – Biały pionek · h2 – Biały pionek · d1 – Biały goniec · e1 – Biały goniec · g1 – Biały król | f8 – Czarny król · g7 – Czarny pionek · b6 – Czarny pionek · g6 – Czarny hetman · h6 – Czarny pionek · a5 – Czarny pionek · c5 – Czarny pionek · d5 – Biały pionek · e5 – Czarny pionek · g5 – Czarny pionek · a4 – Czarny goniec · c4 – Biały pionek · e4 – Biały pionek · f4 – Czarny skoczek · c3 – Biały pionek · c2 – Biały hetman · g2 – Biały pionek · h2 – Biały pionek · d1 – Biały goniec · e1 – Biały goniec · g1 – Biały król | f8 – Czarny król · g7 – Czarny pionek · b6 – Czarny pionek · g6 – Czarny hetman · h6 – Czarny pionek · a5 – Czarny pionek · c5 – Czarny pionek · d5 – Biały pionek · e5 – Czarny pionek · g5 – Czarny pionek · a4 – Czarny goniec · c4 – Biały pionek · e4 – Biały pionek · f4 – Czarny skoczek · c3 – Biały pionek · c2 – Biały hetman · g2 – Biały pionek · h2 – Biały pionek · d1 – Biały goniec · e1 – Biały goniec · g1 – Biały król | f8 – Czarny król · g7 – Czarny pionek · b6 – Czarny pionek · g6 – Czarny hetman · h6 – Czarny pionek · a5 – Czarny pionek · c5 – Czarny pionek · d5 – Biały pionek · e5 – Czarny pionek · g5 – Czarny pionek · a4 – Czarny goniec · c4 – Biały pionek · e4 – Biały pionek · f4 – Czarny skoczek · c3 – Biały pionek · c2 – Biały hetman · g2 – Biały pionek · h2 – Biały pionek · d1 – Biały goniec · e1 – Biały goniec · g1 – Biały król | 5 |
| 4 | f8 – Czarny król · g7 – Czarny pionek · b6 – Czarny pionek · g6 – Czarny hetman · h6 – Czarny pionek · a5 – Czarny pionek · c5 – Czarny pionek · d5 – Biały pionek · e5 – Czarny pionek · g5 – Czarny pionek · a4 – Czarny goniec · c4 – Biały pionek · e4 – Biały pionek · f4 – Czarny skoczek · c3 – Biały pionek · c2 – Biały hetman · g2 – Biały pionek · h2 – Biały pionek · d1 – Biały goniec · e1 – Biały goniec · g1 – Biały król | f8 – Czarny król · g7 – Czarny pionek · b6 – Czarny pionek · g6 – Czarny hetman · h6 – Czarny pionek · a5 – Czarny pionek · c5 – Czarny pionek · d5 – Biały pionek · e5 – Czarny pionek · g5 – Czarny pionek · a4 – Czarny goniec · c4 – Biały pionek · e4 – Biały pionek · f4 – Czarny skoczek · c3 – Biały pionek · c2 – Biały hetman · g2 – Biały pionek · h2 – Biały pionek · d1 – Biały goniec · e1 – Biały goniec · g1 – Biały król | f8 – Czarny król · g7 – Czarny pionek · b6 – Czarny pionek · g6 – Czarny hetman · h6 – Czarny pionek · a5 – Czarny pionek · c5 – Czarny pionek · d5 – Biały pionek · e5 – Czarny pionek · g5 – Czarny pionek · a4 – Czarny goniec · c4 – Biały pionek · e4 – Biały pionek · f4 – Czarny skoczek · c3 – Biały pionek · c2 – Biały hetman · g2 – Biały pionek · h2 – Biały pionek · d1 – Biały goniec · e1 – Biały goniec · g1 – Biały król | f8 – Czarny król · g7 – Czarny pionek · b6 – Czarny pionek · g6 – Czarny hetman · h6 – Czarny pionek · a5 – Czarny pionek · c5 – Czarny pionek · d5 – Biały pionek · e5 – Czarny pionek · g5 – Czarny pionek · a4 – Czarny goniec · c4 – Biały pionek · e4 – Biały pionek · f4 – Czarny skoczek · c3 – Biały pionek · c2 – Biały hetman · g2 – Biały pionek · h2 – Biały pionek · d1 – Biały goniec · e1 – Biały goniec · g1 – Biały król | f8 – Czarny król · g7 – Czarny pionek · b6 – Czarny pionek · g6 – Czarny hetman · h6 – Czarny pionek · a5 – Czarny pionek · c5 – Czarny pionek · d5 – Biały pionek · e5 – Czarny pionek · g5 – Czarny pionek · a4 – Czarny goniec · c4 – Biały pionek · e4 – Biały pionek · f4 – Czarny skoczek · c3 – Biały pionek · c2 – Biały hetman · g2 – Biały pionek · h2 – Biały pionek · d1 – Biały goniec · e1 – Biały goniec · g1 – Biały król | f8 – Czarny król · g7 – Czarny pionek · b6 – Czarny pionek · g6 – Czarny hetman · h6 – Czarny pionek · a5 – Czarny pionek · c5 – Czarny pionek · d5 – Biały pionek · e5 – Czarny pionek · g5 – Czarny pionek · a4 – Czarny goniec · c4 – Biały pionek · e4 – Biały pionek · f4 – Czarny skoczek · c3 – Biały pionek · c2 – Biały hetman · g2 – Biały pionek · h2 – Biały pionek · d1 – Biały goniec · e1 – Biały goniec · g1 – Biały król | f8 – Czarny król · g7 – Czarny pionek · b6 – Czarny pionek · g6 – Czarny hetman · h6 – Czarny pionek · a5 – Czarny pionek · c5 – Czarny pionek · d5 – Biały pionek · e5 – Czarny pionek · g5 – Czarny pionek · a4 – Czarny goniec · c4 – Biały pionek · e4 – Biały pionek · f4 – Czarny skoczek · c3 – Biały pionek · c2 – Biały hetman · g2 – Biały pionek · h2 – Biały pionek · d1 – Biały goniec · e1 – Biały goniec · g1 – Biały król | f8 – Czarny król · g7 – Czarny pionek · b6 – Czarny pionek · g6 – Czarny hetman · h6 – Czarny pionek · a5 – Czarny pionek · c5 – Czarny pionek · d5 – Biały pionek · e5 – Czarny pionek · g5 – Czarny pionek · a4 – Czarny goniec · c4 – Biały pionek · e4 – Biały pionek · f4 – Czarny skoczek · c3 – Biały pionek · c2 – Biały hetman · g2 – Biały pionek · h2 – Biały pionek · d1 – Biały goniec · e1 – Biały goniec · g1 – Biały król | 4 |
| 3 | f8 – Czarny król · g7 – Czarny pionek · b6 – Czarny pionek · g6 – Czarny hetman · h6 – Czarny pionek · a5 – Czarny pionek · c5 – Czarny pionek · d5 – Biały pionek · e5 – Czarny pionek · g5 – Czarny pionek · a4 – Czarny goniec · c4 – Biały pionek · e4 – Biały pionek · f4 – Czarny skoczek · c3 – Biały pionek · c2 – Biały hetman · g2 – Biały pionek · h2 – Biały pionek · d1 – Biały goniec · e1 – Biały goniec · g1 – Biały król | f8 – Czarny król · g7 – Czarny pionek · b6 – Czarny pionek · g6 – Czarny hetman · h6 – Czarny pionek · a5 – Czarny pionek · c5 – Czarny pionek · d5 – Biały pionek · e5 – Czarny pionek · g5 – Czarny pionek · a4 – Czarny goniec · c4 – Biały pionek · e4 – Biały pionek · f4 – Czarny skoczek · c3 – Biały pionek · c2 – Biały hetman · g2 – Biały pionek · h2 – Biały pionek · d1 – Biały goniec · e1 – Biały goniec · g1 – Biały król | f8 – Czarny król · g7 – Czarny pionek · b6 – Czarny pionek · g6 – Czarny hetman · h6 – Czarny pionek · a5 – Czarny pionek · c5 – Czarny pionek · d5 – Biały pionek · e5 – Czarny pionek · g5 – Czarny pionek · a4 – Czarny goniec · c4 – Biały pionek · e4 – Biały pionek · f4 – Czarny skoczek · c3 – Biały pionek · c2 – Biały hetman · g2 – Biały pionek · h2 – Biały pionek · d1 – Biały goniec · e1 – Biały goniec · g1 – Biały król | f8 – Czarny król · g7 – Czarny pionek · b6 – Czarny pionek · g6 – Czarny hetman · h6 – Czarny pionek · a5 – Czarny pionek · c5 – Czarny pionek · d5 – Biały pionek · e5 – Czarny pionek · g5 – Czarny pionek · a4 – Czarny goniec · c4 – Biały pionek · e4 – Biały pionek · f4 – Czarny skoczek · c3 – Biały pionek · c2 – Biały hetman · g2 – Biały pionek · h2 – Biały pionek · d1 – Biały goniec · e1 – Biały goniec · g1 – Biały król | f8 – Czarny król · g7 – Czarny pionek · b6 – Czarny pionek · g6 – Czarny hetman · h6 – Czarny pionek · a5 – Czarny pionek · c5 – Czarny pionek · d5 – Biały pionek · e5 – Czarny pionek · g5 – Czarny pionek · a4 – Czarny goniec · c4 – Biały pionek · e4 – Biały pionek · f4 – Czarny skoczek · c3 – Biały pionek · c2 – Biały hetman · g2 – Biały pionek · h2 – Biały pionek · d1 – Biały goniec · e1 – Biały goniec · g1 – Biały król | f8 – Czarny król · g7 – Czarny pionek · b6 – Czarny pionek · g6 – Czarny hetman · h6 – Czarny pionek · a5 – Czarny pionek · c5 – Czarny pionek · d5 – Biały pionek · e5 – Czarny pionek · g5 – Czarny pionek · a4 – Czarny goniec · c4 – Biały pionek · e4 – Biały pionek · f4 – Czarny skoczek · c3 – Biały pionek · c2 – Biały hetman · g2 – Biały pionek · h2 – Biały pionek · d1 – Biały goniec · e1 – Biały goniec · g1 – Biały król | f8 – Czarny król · g7 – Czarny pionek · b6 – Czarny pionek · g6 – Czarny hetman · h6 – Czarny pionek · a5 – Czarny pionek · c5 – Czarny pionek · d5 – Biały pionek · e5 – Czarny pionek · g5 – Czarny pionek · a4 – Czarny goniec · c4 – Biały pionek · e4 – Biały pionek · f4 – Czarny skoczek · c3 – Biały pionek · c2 – Biały hetman · g2 – Biały pionek · h2 – Biały pionek · d1 – Biały goniec · e1 – Biały goniec · g1 – Biały król | f8 – Czarny król · g7 – Czarny pionek · b6 – Czarny pionek · g6 – Czarny hetman · h6 – Czarny pionek · a5 – Czarny pionek · c5 – Czarny pionek · d5 – Biały pionek · e5 – Czarny pionek · g5 – Czarny pionek · a4 – Czarny goniec · c4 – Biały pionek · e4 – Biały pionek · f4 – Czarny skoczek · c3 – Biały pionek · c2 – Biały hetman · g2 – Biały pionek · h2 – Biały pionek · d1 – Biały goniec · e1 – Biały goniec · g1 – Biały król | 3 |
| 2 | f8 – Czarny król · g7 – Czarny pionek · b6 – Czarny pionek · g6 – Czarny hetman · h6 – Czarny pionek · a5 – Czarny pionek · c5 – Czarny pionek · d5 – Biały pionek · e5 – Czarny pionek · g5 – Czarny pionek · a4 – Czarny goniec · c4 – Biały pionek · e4 – Biały pionek · f4 – Czarny skoczek · c3 – Biały pionek · c2 – Biały hetman · g2 – Biały pionek · h2 – Biały pionek · d1 – Biały goniec · e1 – Biały goniec · g1 – Biały król | f8 – Czarny król · g7 – Czarny pionek · b6 – Czarny pionek · g6 – Czarny hetman · h6 – Czarny pionek · a5 – Czarny pionek · c5 – Czarny pionek · d5 – Biały pionek · e5 – Czarny pionek · g5 – Czarny pionek · a4 – Czarny goniec · c4 – Biały pionek · e4 – Biały pionek · f4 – Czarny skoczek · c3 – Biały pionek · c2 – Biały hetman · g2 – Biały pionek · h2 – Biały pionek · d1 – Biały goniec · e1 – Biały goniec · g1 – Biały król | f8 – Czarny król · g7 – Czarny pionek · b6 – Czarny pionek · g6 – Czarny hetman · h6 – Czarny pionek · a5 – Czarny pionek · c5 – Czarny pionek · d5 – Biały pionek · e5 – Czarny pionek · g5 – Czarny pionek · a4 – Czarny goniec · c4 – Biały pionek · e4 – Biały pionek · f4 – Czarny skoczek · c3 – Biały pionek · c2 – Biały hetman · g2 – Biały pionek · h2 – Biały pionek · d1 – Biały goniec · e1 – Biały goniec · g1 – Biały król | f8 – Czarny król · g7 – Czarny pionek · b6 – Czarny pionek · g6 – Czarny hetman · h6 – Czarny pionek · a5 – Czarny pionek · c5 – Czarny pionek · d5 – Biały pionek · e5 – Czarny pionek · g5 – Czarny pionek · a4 – Czarny goniec · c4 – Biały pionek · e4 – Biały pionek · f4 – Czarny skoczek · c3 – Biały pionek · c2 – Biały hetman · g2 – Biały pionek · h2 – Biały pionek · d1 – Biały goniec · e1 – Biały goniec · g1 – Biały król | f8 – Czarny król · g7 – Czarny pionek · b6 – Czarny pionek · g6 – Czarny hetman · h6 – Czarny pionek · a5 – Czarny pionek · c5 – Czarny pionek · d5 – Biały pionek · e5 – Czarny pionek · g5 – Czarny pionek · a4 – Czarny goniec · c4 – Biały pionek · e4 – Biały pionek · f4 – Czarny skoczek · c3 – Biały pionek · c2 – Biały hetman · g2 – Biały pionek · h2 – Biały pionek · d1 – Biały goniec · e1 – Biały goniec · g1 – Biały król | f8 – Czarny król · g7 – Czarny pionek · b6 – Czarny pionek · g6 – Czarny hetman · h6 – Czarny pionek · a5 – Czarny pionek · c5 – Czarny pionek · d5 – Biały pionek · e5 – Czarny pionek · g5 – Czarny pionek · a4 – Czarny goniec · c4 – Biały pionek · e4 – Biały pionek · f4 – Czarny skoczek · c3 – Biały pionek · c2 – Biały hetman · g2 – Biały pionek · h2 – Biały pionek · d1 – Biały goniec · e1 – Biały goniec · g1 – Biały król | f8 – Czarny król · g7 – Czarny pionek · b6 – Czarny pionek · g6 – Czarny hetman · h6 – Czarny pionek · a5 – Czarny pionek · c5 – Czarny pionek · d5 – Biały pionek · e5 – Czarny pionek · g5 – Czarny pionek · a4 – Czarny goniec · c4 – Biały pionek · e4 – Biały pionek · f4 – Czarny skoczek · c3 – Biały pionek · c2 – Biały hetman · g2 – Biały pionek · h2 – Biały pionek · d1 – Biały goniec · e1 – Biały goniec · g1 – Biały król | f8 – Czarny król · g7 – Czarny pionek · b6 – Czarny pionek · g6 – Czarny hetman · h6 – Czarny pionek · a5 – Czarny pionek · c5 – Czarny pionek · d5 – Biały pionek · e5 – Czarny pionek · g5 – Czarny pionek · a4 – Czarny goniec · c4 – Biały pionek · e4 – Biały pionek · f4 – Czarny skoczek · c3 – Biały pionek · c2 – Biały hetman · g2 – Biały pionek · h2 – Biały pionek · d1 – Biały goniec · e1 – Biały goniec · g1 – Biały król | 2 |
| 1 | f8 – Czarny król · g7 – Czarny pionek · b6 – Czarny pionek · g6 – Czarny hetman · h6 – Czarny pionek · a5 – Czarny pionek · c5 – Czarny pionek · d5 – Biały pionek · e5 – Czarny pionek · g5 – Czarny pionek · a4 – Czarny goniec · c4 – Biały pionek · e4 – Biały pionek · f4 – Czarny skoczek · c3 – Biały pionek · c2 – Biały hetman · g2 – Biały pionek · h2 – Biały pionek · d1 – Biały goniec · e1 – Biały goniec · g1 – Biały król | f8 – Czarny król · g7 – Czarny pionek · b6 – Czarny pionek · g6 – Czarny hetman · h6 – Czarny pionek · a5 – Czarny pionek · c5 – Czarny pionek · d5 – Biały pionek · e5 – Czarny pionek · g5 – Czarny pionek · a4 – Czarny goniec · c4 – Biały pionek · e4 – Biały pionek · f4 – Czarny skoczek · c3 – Biały pionek · c2 – Biały hetman · g2 – Biały pionek · h2 – Biały pionek · d1 – Biały goniec · e1 – Biały goniec · g1 – Biały król | f8 – Czarny król · g7 – Czarny pionek · b6 – Czarny pionek · g6 – Czarny hetman · h6 – Czarny pionek · a5 – Czarny pionek · c5 – Czarny pionek · d5 – Biały pionek · e5 – Czarny pionek · g5 – Czarny pionek · a4 – Czarny goniec · c4 – Biały pionek · e4 – Biały pionek · f4 – Czarny skoczek · c3 – Biały pionek · c2 – Biały hetman · g2 – Biały pionek · h2 – Biały pionek · d1 – Biały goniec · e1 – Biały goniec · g1 – Biały król | f8 – Czarny król · g7 – Czarny pionek · b6 – Czarny pionek · g6 – Czarny hetman · h6 – Czarny pionek · a5 – Czarny pionek · c5 – Czarny pionek · d5 – Biały pionek · e5 – Czarny pionek · g5 – Czarny pionek · a4 – Czarny goniec · c4 – Biały pionek · e4 – Biały pionek · f4 – Czarny skoczek · c3 – Biały pionek · c2 – Biały hetman · g2 – Biały pionek · h2 – Biały pionek · d1 – Biały goniec · e1 – Biały goniec · g1 – Biały król | f8 – Czarny król · g7 – Czarny pionek · b6 – Czarny pionek · g6 – Czarny hetman · h6 – Czarny pionek · a5 – Czarny pionek · c5 – Czarny pionek · d5 – Biały pionek · e5 – Czarny pionek · g5 – Czarny pionek · a4 – Czarny goniec · c4 – Biały pionek · e4 – Biały pionek · f4 – Czarny skoczek · c3 – Biały pionek · c2 – Biały hetman · g2 – Biały pionek · h2 – Biały pionek · d1 – Biały goniec · e1 – Biały goniec · g1 – Biały król | f8 – Czarny król · g7 – Czarny pionek · b6 – Czarny pionek · g6 – Czarny hetman · h6 – Czarny pionek · a5 – Czarny pionek · c5 – Czarny pionek · d5 – Biały pionek · e5 – Czarny pionek · g5 – Czarny pionek · a4 – Czarny goniec · c4 – Biały pionek · e4 – Biały pionek · f4 – Czarny skoczek · c3 – Biały pionek · c2 – Biały hetman · g2 – Biały pionek · h2 – Biały pionek · d1 – Biały goniec · e1 – Biały goniec · g1 – Biały król | f8 – Czarny król · g7 – Czarny pionek · b6 – Czarny pionek · g6 – Czarny hetman · h6 – Czarny pionek · a5 – Czarny pionek · c5 – Czarny pionek · d5 – Biały pionek · e5 – Czarny pionek · g5 – Czarny pionek · a4 – Czarny goniec · c4 – Biały pionek · e4 – Biały pionek · f4 – Czarny skoczek · c3 – Biały pionek · c2 – Biały hetman · g2 – Biały pionek · h2 – Biały pionek · d1 – Biały goniec · e1 – Biały goniec · g1 – Biały król | f8 – Czarny król · g7 – Czarny pionek · b6 – Czarny pionek · g6 – Czarny hetman · h6 – Czarny pionek · a5 – Czarny pionek · c5 – Czarny pionek · d5 – Biały pionek · e5 – Czarny pionek · g5 – Czarny pionek · a4 – Czarny goniec · c4 – Biały pionek · e4 – Biały pionek · f4 – Czarny skoczek · c3 – Biały pionek · c2 – Biały hetman · g2 – Biały pionek · h2 – Biały pionek · d1 – Biały goniec · e1 – Biały goniec · g1 – Biały król | 1 |
|   | a | b | c | d | e | f | g | h |   |

| 5 | 5 | 1. d4 Sf6 2. c4 e6 3. Sc3 Gb4 4. Sf3 c5 5. e3 Sc6 6. Gd3 G:c3+ 7. b:c3 d6 8. e4 e5 9. d5 Se7 10. Sh4 h6 11. f4!? Sg6! 12. S:g6 f:g6 13. f:e5 d:e5 14. Ge3?! b6 15. O-O O-O 16. a4 a5! 17. Wb1 Gd7 18. Wb2 Wb8 19. Wbf2? He7 20. Gc2 g5 21. Gd2 He8 22. Ge1 Hg6 23. Hd3 Sh5! 24. W:f8+ W:f8 25. W:f8+ K:f8 26. Gd1 Sf4 27. Hc2?? G:a4! 0-1 |
| S | F | 1. d4 Sf6 2. c4 e6 3. Sc3 Gb4 4. Sf3 c5 5. e3 Sc6 6. Gd3 G:c3+ 7. b:c3 d6 8. e4 e5 9. d5 Se7 10. Sh4 h6 11. f4!? Sg6! 12. S:g6 f:g6 13. f:e5 d:e5 14. Ge3?! b6 15. O-O O-O 16. a4 a5! 17. Wb1 Gd7 18. Wb2 Wb8 19. Wbf2? He7 20. Gc2 g5 21. Gd2 He8 22. Ge1 Hg6 23. Hd3 Sh5! 24. W:f8+ W:f8 25. W:f8+ K:f8 26. Gd1 Sf4 27. Hc2?? G:a4! 0-1 |

Kluczowym momentem całego meczu okazały się decyzje podjęte wówczas przez pretendenta. Doszedłszy do wniosku, że przedmeczowe teoretyczne studium Spasskiego dotyczące analizy grywanych debiutów i jego wariantów przez Fischera działa bez zarzutu, Fischer postanowił zmienić  prawie cały repertuar debiutowy. Już w VI partii zaskoczył on dwukrotnie mistrza świata, po raz pierwszy ruchem pionem (1.c4!), a następnie w jednym z koronnych wariantów Spasskiego pewną nowością i Fischer wygrał w dobrym stylu – zdaniem Spasskiego – najlepszą swą partię w całym meczu, a Spasski zdaniem komentatorów (Svetozar Gligorić, Samuel Reshevsky) popełnił w niej kilka błędów (16...Wa7??,...18...Hf8?) (→ diagram).
|   | a | b | c | d | e | f | g | h |   |
| 8 | e8 – Czarny hetman · h8 – Czarny król · c7 – Czarna wieża · e7 – Czarna wieża · e6 – Biały pionek · f6 – Biała wieża · h6 – Czarny pionek · a5 – Czarny pionek · c5 – Czarny pionek · a4 – Biały pionek · c4 – Biały goniec · d4 – Czarny pionek · f4 – Biały hetman · h4 – Biały pionek · b3 – Biały pionek · g2 – Biały pionek · g1 – Biały król | e8 – Czarny hetman · h8 – Czarny król · c7 – Czarna wieża · e7 – Czarna wieża · e6 – Biały pionek · f6 – Biała wieża · h6 – Czarny pionek · a5 – Czarny pionek · c5 – Czarny pionek · a4 – Biały pionek · c4 – Biały goniec · d4 – Czarny pionek · f4 – Biały hetman · h4 – Biały pionek · b3 – Biały pionek · g2 – Biały pionek · g1 – Biały król | e8 – Czarny hetman · h8 – Czarny król · c7 – Czarna wieża · e7 – Czarna wieża · e6 – Biały pionek · f6 – Biała wieża · h6 – Czarny pionek · a5 – Czarny pionek · c5 – Czarny pionek · a4 – Biały pionek · c4 – Biały goniec · d4 – Czarny pionek · f4 – Biały hetman · h4 – Biały pionek · b3 – Biały pionek · g2 – Biały pionek · g1 – Biały król | e8 – Czarny hetman · h8 – Czarny król · c7 – Czarna wieża · e7 – Czarna wieża · e6 – Biały pionek · f6 – Biała wieża · h6 – Czarny pionek · a5 – Czarny pionek · c5 – Czarny pionek · a4 – Biały pionek · c4 – Biały goniec · d4 – Czarny pionek · f4 – Biały hetman · h4 – Biały pionek · b3 – Biały pionek · g2 – Biały pionek · g1 – Biały król | e8 – Czarny hetman · h8 – Czarny król · c7 – Czarna wieża · e7 – Czarna wieża · e6 – Biały pionek · f6 – Biała wieża · h6 – Czarny pionek · a5 – Czarny pionek · c5 – Czarny pionek · a4 – Biały pionek · c4 – Biały goniec · d4 – Czarny pionek · f4 – Biały hetman · h4 – Biały pionek · b3 – Biały pionek · g2 – Biały pionek · g1 – Biały król | e8 – Czarny hetman · h8 – Czarny król · c7 – Czarna wieża · e7 – Czarna wieża · e6 – Biały pionek · f6 – Biała wieża · h6 – Czarny pionek · a5 – Czarny pionek · c5 – Czarny pionek · a4 – Biały pionek · c4 – Biały goniec · d4 – Czarny pionek · f4 – Biały hetman · h4 – Biały pionek · b3 – Biały pionek · g2 – Biały pionek · g1 – Biały król | e8 – Czarny hetman · h8 – Czarny król · c7 – Czarna wieża · e7 – Czarna wieża · e6 – Biały pionek · f6 – Biała wieża · h6 – Czarny pionek · a5 – Czarny pionek · c5 – Czarny pionek · a4 – Biały pionek · c4 – Biały goniec · d4 – Czarny pionek · f4 – Biały hetman · h4 – Biały pionek · b3 – Biały pionek · g2 – Biały pionek · g1 – Biały król | e8 – Czarny hetman · h8 – Czarny król · c7 – Czarna wieża · e7 – Czarna wieża · e6 – Biały pionek · f6 – Biała wieża · h6 – Czarny pionek · a5 – Czarny pionek · c5 – Czarny pionek · a4 – Biały pionek · c4 – Biały goniec · d4 – Czarny pionek · f4 – Biały hetman · h4 – Biały pionek · b3 – Biały pionek · g2 – Biały pionek · g1 – Biały król | 8 |
| 7 | e8 – Czarny hetman · h8 – Czarny król · c7 – Czarna wieża · e7 – Czarna wieża · e6 – Biały pionek · f6 – Biała wieża · h6 – Czarny pionek · a5 – Czarny pionek · c5 – Czarny pionek · a4 – Biały pionek · c4 – Biały goniec · d4 – Czarny pionek · f4 – Biały hetman · h4 – Biały pionek · b3 – Biały pionek · g2 – Biały pionek · g1 – Biały król | e8 – Czarny hetman · h8 – Czarny król · c7 – Czarna wieża · e7 – Czarna wieża · e6 – Biały pionek · f6 – Biała wieża · h6 – Czarny pionek · a5 – Czarny pionek · c5 – Czarny pionek · a4 – Biały pionek · c4 – Biały goniec · d4 – Czarny pionek · f4 – Biały hetman · h4 – Biały pionek · b3 – Biały pionek · g2 – Biały pionek · g1 – Biały król | e8 – Czarny hetman · h8 – Czarny król · c7 – Czarna wieża · e7 – Czarna wieża · e6 – Biały pionek · f6 – Biała wieża · h6 – Czarny pionek · a5 – Czarny pionek · c5 – Czarny pionek · a4 – Biały pionek · c4 – Biały goniec · d4 – Czarny pionek · f4 – Biały hetman · h4 – Biały pionek · b3 – Biały pionek · g2 – Biały pionek · g1 – Biały król | e8 – Czarny hetman · h8 – Czarny król · c7 – Czarna wieża · e7 – Czarna wieża · e6 – Biały pionek · f6 – Biała wieża · h6 – Czarny pionek · a5 – Czarny pionek · c5 – Czarny pionek · a4 – Biały pionek · c4 – Biały goniec · d4 – Czarny pionek · f4 – Biały hetman · h4 – Biały pionek · b3 – Biały pionek · g2 – Biały pionek · g1 – Biały król | e8 – Czarny hetman · h8 – Czarny król · c7 – Czarna wieża · e7 – Czarna wieża · e6 – Biały pionek · f6 – Biała wieża · h6 – Czarny pionek · a5 – Czarny pionek · c5 – Czarny pionek · a4 – Biały pionek · c4 – Biały goniec · d4 – Czarny pionek · f4 – Biały hetman · h4 – Biały pionek · b3 – Biały pionek · g2 – Biały pionek · g1 – Biały król | e8 – Czarny hetman · h8 – Czarny król · c7 – Czarna wieża · e7 – Czarna wieża · e6 – Biały pionek · f6 – Biała wieża · h6 – Czarny pionek · a5 – Czarny pionek · c5 – Czarny pionek · a4 – Biały pionek · c4 – Biały goniec · d4 – Czarny pionek · f4 – Biały hetman · h4 – Biały pionek · b3 – Biały pionek · g2 – Biały pionek · g1 – Biały król | e8 – Czarny hetman · h8 – Czarny król · c7 – Czarna wieża · e7 – Czarna wieża · e6 – Biały pionek · f6 – Biała wieża · h6 – Czarny pionek · a5 – Czarny pionek · c5 – Czarny pionek · a4 – Biały pionek · c4 – Biały goniec · d4 – Czarny pionek · f4 – Biały hetman · h4 – Biały pionek · b3 – Biały pionek · g2 – Biały pionek · g1 – Biały król | e8 – Czarny hetman · h8 – Czarny król · c7 – Czarna wieża · e7 – Czarna wieża · e6 – Biały pionek · f6 – Biała wieża · h6 – Czarny pionek · a5 – Czarny pionek · c5 – Czarny pionek · a4 – Biały pionek · c4 – Biały goniec · d4 – Czarny pionek · f4 – Biały hetman · h4 – Biały pionek · b3 – Biały pionek · g2 – Biały pionek · g1 – Biały król | 7 |
| 6 | e8 – Czarny hetman · h8 – Czarny król · c7 – Czarna wieża · e7 – Czarna wieża · e6 – Biały pionek · f6 – Biała wieża · h6 – Czarny pionek · a5 – Czarny pionek · c5 – Czarny pionek · a4 – Biały pionek · c4 – Biały goniec · d4 – Czarny pionek · f4 – Biały hetman · h4 – Biały pionek · b3 – Biały pionek · g2 – Biały pionek · g1 – Biały król | e8 – Czarny hetman · h8 – Czarny król · c7 – Czarna wieża · e7 – Czarna wieża · e6 – Biały pionek · f6 – Biała wieża · h6 – Czarny pionek · a5 – Czarny pionek · c5 – Czarny pionek · a4 – Biały pionek · c4 – Biały goniec · d4 – Czarny pionek · f4 – Biały hetman · h4 – Biały pionek · b3 – Biały pionek · g2 – Biały pionek · g1 – Biały król | e8 – Czarny hetman · h8 – Czarny król · c7 – Czarna wieża · e7 – Czarna wieża · e6 – Biały pionek · f6 – Biała wieża · h6 – Czarny pionek · a5 – Czarny pionek · c5 – Czarny pionek · a4 – Biały pionek · c4 – Biały goniec · d4 – Czarny pionek · f4 – Biały hetman · h4 – Biały pionek · b3 – Biały pionek · g2 – Biały pionek · g1 – Biały król | e8 – Czarny hetman · h8 – Czarny król · c7 – Czarna wieża · e7 – Czarna wieża · e6 – Biały pionek · f6 – Biała wieża · h6 – Czarny pionek · a5 – Czarny pionek · c5 – Czarny pionek · a4 – Biały pionek · c4 – Biały goniec · d4 – Czarny pionek · f4 – Biały hetman · h4 – Biały pionek · b3 – Biały pionek · g2 – Biały pionek · g1 – Biały król | e8 – Czarny hetman · h8 – Czarny król · c7 – Czarna wieża · e7 – Czarna wieża · e6 – Biały pionek · f6 – Biała wieża · h6 – Czarny pionek · a5 – Czarny pionek · c5 – Czarny pionek · a4 – Biały pionek · c4 – Biały goniec · d4 – Czarny pionek · f4 – Biały hetman · h4 – Biały pionek · b3 – Biały pionek · g2 – Biały pionek · g1 – Biały król | e8 – Czarny hetman · h8 – Czarny król · c7 – Czarna wieża · e7 – Czarna wieża · e6 – Biały pionek · f6 – Biała wieża · h6 – Czarny pionek · a5 – Czarny pionek · c5 – Czarny pionek · a4 – Biały pionek · c4 – Biały goniec · d4 – Czarny pionek · f4 – Biały hetman · h4 – Biały pionek · b3 – Biały pionek · g2 – Biały pionek · g1 – Biały król | e8 – Czarny hetman · h8 – Czarny król · c7 – Czarna wieża · e7 – Czarna wieża · e6 – Biały pionek · f6 – Biała wieża · h6 – Czarny pionek · a5 – Czarny pionek · c5 – Czarny pionek · a4 – Biały pionek · c4 – Biały goniec · d4 – Czarny pionek · f4 – Biały hetman · h4 – Biały pionek · b3 – Biały pionek · g2 – Biały pionek · g1 – Biały król | e8 – Czarny hetman · h8 – Czarny król · c7 – Czarna wieża · e7 – Czarna wieża · e6 – Biały pionek · f6 – Biała wieża · h6 – Czarny pionek · a5 – Czarny pionek · c5 – Czarny pionek · a4 – Biały pionek · c4 – Biały goniec · d4 – Czarny pionek · f4 – Biały hetman · h4 – Biały pionek · b3 – Biały pionek · g2 – Biały pionek · g1 – Biały król | 6 |
| 5 | e8 – Czarny hetman · h8 – Czarny król · c7 – Czarna wieża · e7 – Czarna wieża · e6 – Biały pionek · f6 – Biała wieża · h6 – Czarny pionek · a5 – Czarny pionek · c5 – Czarny pionek · a4 – Biały pionek · c4 – Biały goniec · d4 – Czarny pionek · f4 – Biały hetman · h4 – Biały pionek · b3 – Biały pionek · g2 – Biały pionek · g1 – Biały król | e8 – Czarny hetman · h8 – Czarny król · c7 – Czarna wieża · e7 – Czarna wieża · e6 – Biały pionek · f6 – Biała wieża · h6 – Czarny pionek · a5 – Czarny pionek · c5 – Czarny pionek · a4 – Biały pionek · c4 – Biały goniec · d4 – Czarny pionek · f4 – Biały hetman · h4 – Biały pionek · b3 – Biały pionek · g2 – Biały pionek · g1 – Biały król | e8 – Czarny hetman · h8 – Czarny król · c7 – Czarna wieża · e7 – Czarna wieża · e6 – Biały pionek · f6 – Biała wieża · h6 – Czarny pionek · a5 – Czarny pionek · c5 – Czarny pionek · a4 – Biały pionek · c4 – Biały goniec · d4 – Czarny pionek · f4 – Biały hetman · h4 – Biały pionek · b3 – Biały pionek · g2 – Biały pionek · g1 – Biały król | e8 – Czarny hetman · h8 – Czarny król · c7 – Czarna wieża · e7 – Czarna wieża · e6 – Biały pionek · f6 – Biała wieża · h6 – Czarny pionek · a5 – Czarny pionek · c5 – Czarny pionek · a4 – Biały pionek · c4 – Biały goniec · d4 – Czarny pionek · f4 – Biały hetman · h4 – Biały pionek · b3 – Biały pionek · g2 – Biały pionek · g1 – Biały król | e8 – Czarny hetman · h8 – Czarny król · c7 – Czarna wieża · e7 – Czarna wieża · e6 – Biały pionek · f6 – Biała wieża · h6 – Czarny pionek · a5 – Czarny pionek · c5 – Czarny pionek · a4 – Biały pionek · c4 – Biały goniec · d4 – Czarny pionek · f4 – Biały hetman · h4 – Biały pionek · b3 – Biały pionek · g2 – Biały pionek · g1 – Biały król | e8 – Czarny hetman · h8 – Czarny król · c7 – Czarna wieża · e7 – Czarna wieża · e6 – Biały pionek · f6 – Biała wieża · h6 – Czarny pionek · a5 – Czarny pionek · c5 – Czarny pionek · a4 – Biały pionek · c4 – Biały goniec · d4 – Czarny pionek · f4 – Biały hetman · h4 – Biały pionek · b3 – Biały pionek · g2 – Biały pionek · g1 – Biały król | e8 – Czarny hetman · h8 – Czarny król · c7 – Czarna wieża · e7 – Czarna wieża · e6 – Biały pionek · f6 – Biała wieża · h6 – Czarny pionek · a5 – Czarny pionek · c5 – Czarny pionek · a4 – Biały pionek · c4 – Biały goniec · d4 – Czarny pionek · f4 – Biały hetman · h4 – Biały pionek · b3 – Biały pionek · g2 – Biały pionek · g1 – Biały król | e8 – Czarny hetman · h8 – Czarny król · c7 – Czarna wieża · e7 – Czarna wieża · e6 – Biały pionek · f6 – Biała wieża · h6 – Czarny pionek · a5 – Czarny pionek · c5 – Czarny pionek · a4 – Biały pionek · c4 – Biały goniec · d4 – Czarny pionek · f4 – Biały hetman · h4 – Biały pionek · b3 – Biały pionek · g2 – Biały pionek · g1 – Biały król | 5 |
| 4 | e8 – Czarny hetman · h8 – Czarny król · c7 – Czarna wieża · e7 – Czarna wieża · e6 – Biały pionek · f6 – Biała wieża · h6 – Czarny pionek · a5 – Czarny pionek · c5 – Czarny pionek · a4 – Biały pionek · c4 – Biały goniec · d4 – Czarny pionek · f4 – Biały hetman · h4 – Biały pionek · b3 – Biały pionek · g2 – Biały pionek · g1 – Biały król | e8 – Czarny hetman · h8 – Czarny król · c7 – Czarna wieża · e7 – Czarna wieża · e6 – Biały pionek · f6 – Biała wieża · h6 – Czarny pionek · a5 – Czarny pionek · c5 – Czarny pionek · a4 – Biały pionek · c4 – Biały goniec · d4 – Czarny pionek · f4 – Biały hetman · h4 – Biały pionek · b3 – Biały pionek · g2 – Biały pionek · g1 – Biały król | e8 – Czarny hetman · h8 – Czarny król · c7 – Czarna wieża · e7 – Czarna wieża · e6 – Biały pionek · f6 – Biała wieża · h6 – Czarny pionek · a5 – Czarny pionek · c5 – Czarny pionek · a4 – Biały pionek · c4 – Biały goniec · d4 – Czarny pionek · f4 – Biały hetman · h4 – Biały pionek · b3 – Biały pionek · g2 – Biały pionek · g1 – Biały król | e8 – Czarny hetman · h8 – Czarny król · c7 – Czarna wieża · e7 – Czarna wieża · e6 – Biały pionek · f6 – Biała wieża · h6 – Czarny pionek · a5 – Czarny pionek · c5 – Czarny pionek · a4 – Biały pionek · c4 – Biały goniec · d4 – Czarny pionek · f4 – Biały hetman · h4 – Biały pionek · b3 – Biały pionek · g2 – Biały pionek · g1 – Biały król | e8 – Czarny hetman · h8 – Czarny król · c7 – Czarna wieża · e7 – Czarna wieża · e6 – Biały pionek · f6 – Biała wieża · h6 – Czarny pionek · a5 – Czarny pionek · c5 – Czarny pionek · a4 – Biały pionek · c4 – Biały goniec · d4 – Czarny pionek · f4 – Biały hetman · h4 – Biały pionek · b3 – Biały pionek · g2 – Biały pionek · g1 – Biały król | e8 – Czarny hetman · h8 – Czarny król · c7 – Czarna wieża · e7 – Czarna wieża · e6 – Biały pionek · f6 – Biała wieża · h6 – Czarny pionek · a5 – Czarny pionek · c5 – Czarny pionek · a4 – Biały pionek · c4 – Biały goniec · d4 – Czarny pionek · f4 – Biały hetman · h4 – Biały pionek · b3 – Biały pionek · g2 – Biały pionek · g1 – Biały król | e8 – Czarny hetman · h8 – Czarny król · c7 – Czarna wieża · e7 – Czarna wieża · e6 – Biały pionek · f6 – Biała wieża · h6 – Czarny pionek · a5 – Czarny pionek · c5 – Czarny pionek · a4 – Biały pionek · c4 – Biały goniec · d4 – Czarny pionek · f4 – Biały hetman · h4 – Biały pionek · b3 – Biały pionek · g2 – Biały pionek · g1 – Biały król | e8 – Czarny hetman · h8 – Czarny król · c7 – Czarna wieża · e7 – Czarna wieża · e6 – Biały pionek · f6 – Biała wieża · h6 – Czarny pionek · a5 – Czarny pionek · c5 – Czarny pionek · a4 – Biały pionek · c4 – Biały goniec · d4 – Czarny pionek · f4 – Biały hetman · h4 – Biały pionek · b3 – Biały pionek · g2 – Biały pionek · g1 – Biały król | 4 |
| 3 | e8 – Czarny hetman · h8 – Czarny król · c7 – Czarna wieża · e7 – Czarna wieża · e6 – Biały pionek · f6 – Biała wieża · h6 – Czarny pionek · a5 – Czarny pionek · c5 – Czarny pionek · a4 – Biały pionek · c4 – Biały goniec · d4 – Czarny pionek · f4 – Biały hetman · h4 – Biały pionek · b3 – Biały pionek · g2 – Biały pionek · g1 – Biały król | e8 – Czarny hetman · h8 – Czarny król · c7 – Czarna wieża · e7 – Czarna wieża · e6 – Biały pionek · f6 – Biała wieża · h6 – Czarny pionek · a5 – Czarny pionek · c5 – Czarny pionek · a4 – Biały pionek · c4 – Biały goniec · d4 – Czarny pionek · f4 – Biały hetman · h4 – Biały pionek · b3 – Biały pionek · g2 – Biały pionek · g1 – Biały król | e8 – Czarny hetman · h8 – Czarny król · c7 – Czarna wieża · e7 – Czarna wieża · e6 – Biały pionek · f6 – Biała wieża · h6 – Czarny pionek · a5 – Czarny pionek · c5 – Czarny pionek · a4 – Biały pionek · c4 – Biały goniec · d4 – Czarny pionek · f4 – Biały hetman · h4 – Biały pionek · b3 – Biały pionek · g2 – Biały pionek · g1 – Biały król | e8 – Czarny hetman · h8 – Czarny król · c7 – Czarna wieża · e7 – Czarna wieża · e6 – Biały pionek · f6 – Biała wieża · h6 – Czarny pionek · a5 – Czarny pionek · c5 – Czarny pionek · a4 – Biały pionek · c4 – Biały goniec · d4 – Czarny pionek · f4 – Biały hetman · h4 – Biały pionek · b3 – Biały pionek · g2 – Biały pionek · g1 – Biały król | e8 – Czarny hetman · h8 – Czarny król · c7 – Czarna wieża · e7 – Czarna wieża · e6 – Biały pionek · f6 – Biała wieża · h6 – Czarny pionek · a5 – Czarny pionek · c5 – Czarny pionek · a4 – Biały pionek · c4 – Biały goniec · d4 – Czarny pionek · f4 – Biały hetman · h4 – Biały pionek · b3 – Biały pionek · g2 – Biały pionek · g1 – Biały król | e8 – Czarny hetman · h8 – Czarny król · c7 – Czarna wieża · e7 – Czarna wieża · e6 – Biały pionek · f6 – Biała wieża · h6 – Czarny pionek · a5 – Czarny pionek · c5 – Czarny pionek · a4 – Biały pionek · c4 – Biały goniec · d4 – Czarny pionek · f4 – Biały hetman · h4 – Biały pionek · b3 – Biały pionek · g2 – Biały pionek · g1 – Biały król | e8 – Czarny hetman · h8 – Czarny król · c7 – Czarna wieża · e7 – Czarna wieża · e6 – Biały pionek · f6 – Biała wieża · h6 – Czarny pionek · a5 – Czarny pionek · c5 – Czarny pionek · a4 – Biały pionek · c4 – Biały goniec · d4 – Czarny pionek · f4 – Biały hetman · h4 – Biały pionek · b3 – Biały pionek · g2 – Biały pionek · g1 – Biały król | e8 – Czarny hetman · h8 – Czarny król · c7 – Czarna wieża · e7 – Czarna wieża · e6 – Biały pionek · f6 – Biała wieża · h6 – Czarny pionek · a5 – Czarny pionek · c5 – Czarny pionek · a4 – Biały pionek · c4 – Biały goniec · d4 – Czarny pionek · f4 – Biały hetman · h4 – Biały pionek · b3 – Biały pionek · g2 – Biały pionek · g1 – Biały król | 3 |
| 2 | e8 – Czarny hetman · h8 – Czarny król · c7 – Czarna wieża · e7 – Czarna wieża · e6 – Biały pionek · f6 – Biała wieża · h6 – Czarny pionek · a5 – Czarny pionek · c5 – Czarny pionek · a4 – Biały pionek · c4 – Biały goniec · d4 – Czarny pionek · f4 – Biały hetman · h4 – Biały pionek · b3 – Biały pionek · g2 – Biały pionek · g1 – Biały król | e8 – Czarny hetman · h8 – Czarny król · c7 – Czarna wieża · e7 – Czarna wieża · e6 – Biały pionek · f6 – Biała wieża · h6 – Czarny pionek · a5 – Czarny pionek · c5 – Czarny pionek · a4 – Biały pionek · c4 – Biały goniec · d4 – Czarny pionek · f4 – Biały hetman · h4 – Biały pionek · b3 – Biały pionek · g2 – Biały pionek · g1 – Biały król | e8 – Czarny hetman · h8 – Czarny król · c7 – Czarna wieża · e7 – Czarna wieża · e6 – Biały pionek · f6 – Biała wieża · h6 – Czarny pionek · a5 – Czarny pionek · c5 – Czarny pionek · a4 – Biały pionek · c4 – Biały goniec · d4 – Czarny pionek · f4 – Biały hetman · h4 – Biały pionek · b3 – Biały pionek · g2 – Biały pionek · g1 – Biały król | e8 – Czarny hetman · h8 – Czarny król · c7 – Czarna wieża · e7 – Czarna wieża · e6 – Biały pionek · f6 – Biała wieża · h6 – Czarny pionek · a5 – Czarny pionek · c5 – Czarny pionek · a4 – Biały pionek · c4 – Biały goniec · d4 – Czarny pionek · f4 – Biały hetman · h4 – Biały pionek · b3 – Biały pionek · g2 – Biały pionek · g1 – Biały król | e8 – Czarny hetman · h8 – Czarny król · c7 – Czarna wieża · e7 – Czarna wieża · e6 – Biały pionek · f6 – Biała wieża · h6 – Czarny pionek · a5 – Czarny pionek · c5 – Czarny pionek · a4 – Biały pionek · c4 – Biały goniec · d4 – Czarny pionek · f4 – Biały hetman · h4 – Biały pionek · b3 – Biały pionek · g2 – Biały pionek · g1 – Biały król | e8 – Czarny hetman · h8 – Czarny król · c7 – Czarna wieża · e7 – Czarna wieża · e6 – Biały pionek · f6 – Biała wieża · h6 – Czarny pionek · a5 – Czarny pionek · c5 – Czarny pionek · a4 – Biały pionek · c4 – Biały goniec · d4 – Czarny pionek · f4 – Biały hetman · h4 – Biały pionek · b3 – Biały pionek · g2 – Biały pionek · g1 – Biały król | e8 – Czarny hetman · h8 – Czarny król · c7 – Czarna wieża · e7 – Czarna wieża · e6 – Biały pionek · f6 – Biała wieża · h6 – Czarny pionek · a5 – Czarny pionek · c5 – Czarny pionek · a4 – Biały pionek · c4 – Biały goniec · d4 – Czarny pionek · f4 – Biały hetman · h4 – Biały pionek · b3 – Biały pionek · g2 – Biały pionek · g1 – Biały król | e8 – Czarny hetman · h8 – Czarny król · c7 – Czarna wieża · e7 – Czarna wieża · e6 – Biały pionek · f6 – Biała wieża · h6 – Czarny pionek · a5 – Czarny pionek · c5 – Czarny pionek · a4 – Biały pionek · c4 – Biały goniec · d4 – Czarny pionek · f4 – Biały hetman · h4 – Biały pionek · b3 – Biały pionek · g2 – Biały pionek · g1 – Biały król | 2 |
| 1 | e8 – Czarny hetman · h8 – Czarny król · c7 – Czarna wieża · e7 – Czarna wieża · e6 – Biały pionek · f6 – Biała wieża · h6 – Czarny pionek · a5 – Czarny pionek · c5 – Czarny pionek · a4 – Biały pionek · c4 – Biały goniec · d4 – Czarny pionek · f4 – Biały hetman · h4 – Biały pionek · b3 – Biały pionek · g2 – Biały pionek · g1 – Biały król | e8 – Czarny hetman · h8 – Czarny król · c7 – Czarna wieża · e7 – Czarna wieża · e6 – Biały pionek · f6 – Biała wieża · h6 – Czarny pionek · a5 – Czarny pionek · c5 – Czarny pionek · a4 – Biały pionek · c4 – Biały goniec · d4 – Czarny pionek · f4 – Biały hetman · h4 – Biały pionek · b3 – Biały pionek · g2 – Biały pionek · g1 – Biały król | e8 – Czarny hetman · h8 – Czarny król · c7 – Czarna wieża · e7 – Czarna wieża · e6 – Biały pionek · f6 – Biała wieża · h6 – Czarny pionek · a5 – Czarny pionek · c5 – Czarny pionek · a4 – Biały pionek · c4 – Biały goniec · d4 – Czarny pionek · f4 – Biały hetman · h4 – Biały pionek · b3 – Biały pionek · g2 – Biały pionek · g1 – Biały król | e8 – Czarny hetman · h8 – Czarny król · c7 – Czarna wieża · e7 – Czarna wieża · e6 – Biały pionek · f6 – Biała wieża · h6 – Czarny pionek · a5 – Czarny pionek · c5 – Czarny pionek · a4 – Biały pionek · c4 – Biały goniec · d4 – Czarny pionek · f4 – Biały hetman · h4 – Biały pionek · b3 – Biały pionek · g2 – Biały pionek · g1 – Biały król | e8 – Czarny hetman · h8 – Czarny król · c7 – Czarna wieża · e7 – Czarna wieża · e6 – Biały pionek · f6 – Biała wieża · h6 – Czarny pionek · a5 – Czarny pionek · c5 – Czarny pionek · a4 – Biały pionek · c4 – Biały goniec · d4 – Czarny pionek · f4 – Biały hetman · h4 – Biały pionek · b3 – Biały pionek · g2 – Biały pionek · g1 – Biały król | e8 – Czarny hetman · h8 – Czarny król · c7 – Czarna wieża · e7 – Czarna wieża · e6 – Biały pionek · f6 – Biała wieża · h6 – Czarny pionek · a5 – Czarny pionek · c5 – Czarny pionek · a4 – Biały pionek · c4 – Biały goniec · d4 – Czarny pionek · f4 – Biały hetman · h4 – Biały pionek · b3 – Biały pionek · g2 – Biały pionek · g1 – Biały król | e8 – Czarny hetman · h8 – Czarny król · c7 – Czarna wieża · e7 – Czarna wieża · e6 – Biały pionek · f6 – Biała wieża · h6 – Czarny pionek · a5 – Czarny pionek · c5 – Czarny pionek · a4 – Biały pionek · c4 – Biały goniec · d4 – Czarny pionek · f4 – Biały hetman · h4 – Biały pionek · b3 – Biały pionek · g2 – Biały pionek · g1 – Biały król | e8 – Czarny hetman · h8 – Czarny król · c7 – Czarna wieża · e7 – Czarna wieża · e6 – Biały pionek · f6 – Biała wieża · h6 – Czarny pionek · a5 – Czarny pionek · c5 – Czarny pionek · a4 – Biały pionek · c4 – Biały goniec · d4 – Czarny pionek · f4 – Biały hetman · h4 – Biały pionek · b3 – Biały pionek · g2 – Biały pionek · g1 – Biały król | 1 |
|   | a | b | c | d | e | f | g | h |   |

| 6 | 6 | 1. c4! e6 2. Sf3 d5 3. d4 Sf6 4. Sc3 Ge7 5. Gg5 O-O 6. e3 h6 7. Gh4 b6 8. c:d5 S:d5 9. G:e7 H:e7 10. S:d5 e:d5 11. Wc1 Ge6 12. Ha4 c5 13. Ha3 Wc8 14. Gb5! a6 15. d:c5 b:c5 16. O-O Wa7? 17. Ge2 Sd7 18. Sd4 Hf8? 19. S:e6 f:e6 20. e4! d4 21. f4 He7 22. e5! Wb8 23. Gc4 Kh8 24. Hh3 Sf8 25. b3 a5 26. f5 e:f5 27. W:f5 Sh7 28. Wcf1 Hd8 29. Hg3 We7 30. h4 Wbb7 31. e6 Wbc7 32. He5 He8 33. a4! Hd8 34. W1f2 He8 35. W2f3 Hd8 36. Gd3 He8 37. He4! Sf6 38. W:f6! g:f6 39. W:f6 Kg8 40. Gc4 Kh8 41. Hf4 1-0 |
| F | S | 1. c4! e6 2. Sf3 d5 3. d4 Sf6 4. Sc3 Ge7 5. Gg5 O-O 6. e3 h6 7. Gh4 b6 8. c:d5 S:d5 9. G:e7 H:e7 10. S:d5 e:d5 11. Wc1 Ge6 12. Ha4 c5 13. Ha3 Wc8 14. Gb5! a6 15. d:c5 b:c5 16. O-O Wa7? 17. Ge2 Sd7 18. Sd4 Hf8? 19. S:e6 f:e6 20. e4! d4 21. f4 He7 22. e5! Wb8 23. Gc4 Kh8 24. Hh3 Sf8 25. b3 a5 26. f5 e:f5 27. W:f5 Sh7 28. Wcf1 Hd8 29. Hg3 We7 30. h4 Wbb7 31. e6 Wbc7 32. He5 He8 33. a4! Hd8 34. W1f2 He8 35. W2f3 Hd8 36. Gd3 He8 37. He4! Sf6 38. W:f6! g:f6 39. W:f6 Kg8 40. Gc4 Kh8 41. Hf4 1-0 |

VII partia skończyła się remisem po długiej, zaciętej walce. Początkowo nie licząc się z ofiarami atakował Spasski, potem Fischer wypuścił z rąk prawie już pewną wygraną, popełniając kilka błędów (31...Wc8?,...43...Kf5?) i ostatecznie Spasski uratował pozornie już straconą partię, pomimo tego że Fischer miał dwa piony przewagi po posunięciach (8...H:b2,...12...S:e4).
| 7 | 7 | 1. e4! c5! 2. Sf3 d6 3. d4 c:d4 4. S:d4 Sf6 5. Sc3 a6! 6. Gg5! e6 7. f4 Hb6! 8. Hd2 H:b2 9. Sb3! Ha3! 10. Gd3 Ge7 11. O-O h6 12. Gh4 S:e4 13. S:e4 G:h4 14. f5 e:f5 15. Gb5+! a:b5! 16. S:d6+ Kf8 17. S:c8 Sc6! 18. Sd6 Wd8 19. S:b5 He7! 20. Hf4 g6 21. a4 Gg5 22. Hc4 Ge3+ 23. Kh1 f4 24. g3 g5 25. Wae1 Hb4 26. H:b4 S:b4 27. We2 Kg7 28. Sa5 b6 29. Sc4 Sd5 30. Scd6 Gc5 31. Sb7 Wc8? 32. c4! Se3 33. Wf3 S:c4 34. g:f4 g4 35. Wd3! h5 36. h3 Sa5 37. S7d6! G:d6 38. S:d6 Wc1+ 39. Kg2 Sc4 40. Se8+! Kg6 41. h4!! f6 42. We6! Wc2+ 43. Kg1 Kf5? 44. Sg7+ K:f4 45. Wd4+ Kg3 46. Sf5+ Kf3 47. Wee4! Wc1+ 48. Kh2 Wc2+ 49. Kg1 ½-½ |
| S | F | 1. e4! c5! 2. Sf3 d6 3. d4 c:d4 4. S:d4 Sf6 5. Sc3 a6! 6. Gg5! e6 7. f4 Hb6! 8. Hd2 H:b2 9. Sb3! Ha3! 10. Gd3 Ge7 11. O-O h6 12. Gh4 S:e4 13. S:e4 G:h4 14. f5 e:f5 15. Gb5+! a:b5! 16. S:d6+ Kf8 17. S:c8 Sc6! 18. Sd6 Wd8 19. S:b5 He7! 20. Hf4 g6 21. a4 Gg5 22. Hc4 Ge3+ 23. Kh1 f4 24. g3 g5 25. Wae1 Hb4 26. H:b4 S:b4 27. We2 Kg7 28. Sa5 b6 29. Sc4 Sd5 30. Scd6 Gc5 31. Sb7 Wc8? 32. c4! Se3 33. Wf3 S:c4 34. g:f4 g4 35. Wd3! h5 36. h3 Sa5 37. S7d6! G:d6 38. S:d6 Wc1+ 39. Kg2 Sc4 40. Se8+! Kg6 41. h4!! f6 42. We6! Wc2+ 43. Kg1 Kf5? 44. Sg7+ K:f4 45. Wd4+ Kg3 46. Sf5+ Kf3 47. Wee4! Wc1+ 48. Kh2 Wc2+ 49. Kg1 ½-½ |

W VIII partii (najsłabszej w meczu), Spasski nad jednym ruchem w debiucie zastanawiał się prawie godzinę, potem nastąpił niedoczas, pomyłka (15...b5??), potem wymiana w 17 posunięciu białego gońca za czarną wieżę (17.G:b8 W:b8) i wreszcie przegrywający błąd (19...Sd7??)  (→ diagram).
|   | a | b | c | d | e | f | g | h |   |
| 8 | e7 – Czarny król · c6 – Biała wieża · f6 – Czarny pionek · a5 – Czarny pionek · c5 – Czarny skoczek · h5 – Czarny pionek · a3 – Czarny goniec · g3 – Biały pionek · a2 – Biały pionek · d2 – Biała wieża · e2 – Biały goniec · g2 – Biały król · h2 – Biały pionek · b1 – Czarna wieża | e7 – Czarny król · c6 – Biała wieża · f6 – Czarny pionek · a5 – Czarny pionek · c5 – Czarny skoczek · h5 – Czarny pionek · a3 – Czarny goniec · g3 – Biały pionek · a2 – Biały pionek · d2 – Biała wieża · e2 – Biały goniec · g2 – Biały król · h2 – Biały pionek · b1 – Czarna wieża | e7 – Czarny król · c6 – Biała wieża · f6 – Czarny pionek · a5 – Czarny pionek · c5 – Czarny skoczek · h5 – Czarny pionek · a3 – Czarny goniec · g3 – Biały pionek · a2 – Biały pionek · d2 – Biała wieża · e2 – Biały goniec · g2 – Biały król · h2 – Biały pionek · b1 – Czarna wieża | e7 – Czarny król · c6 – Biała wieża · f6 – Czarny pionek · a5 – Czarny pionek · c5 – Czarny skoczek · h5 – Czarny pionek · a3 – Czarny goniec · g3 – Biały pionek · a2 – Biały pionek · d2 – Biała wieża · e2 – Biały goniec · g2 – Biały król · h2 – Biały pionek · b1 – Czarna wieża | e7 – Czarny król · c6 – Biała wieża · f6 – Czarny pionek · a5 – Czarny pionek · c5 – Czarny skoczek · h5 – Czarny pionek · a3 – Czarny goniec · g3 – Biały pionek · a2 – Biały pionek · d2 – Biała wieża · e2 – Biały goniec · g2 – Biały król · h2 – Biały pionek · b1 – Czarna wieża | e7 – Czarny król · c6 – Biała wieża · f6 – Czarny pionek · a5 – Czarny pionek · c5 – Czarny skoczek · h5 – Czarny pionek · a3 – Czarny goniec · g3 – Biały pionek · a2 – Biały pionek · d2 – Biała wieża · e2 – Biały goniec · g2 – Biały król · h2 – Biały pionek · b1 – Czarna wieża | e7 – Czarny król · c6 – Biała wieża · f6 – Czarny pionek · a5 – Czarny pionek · c5 – Czarny skoczek · h5 – Czarny pionek · a3 – Czarny goniec · g3 – Biały pionek · a2 – Biały pionek · d2 – Biała wieża · e2 – Biały goniec · g2 – Biały król · h2 – Biały pionek · b1 – Czarna wieża | e7 – Czarny król · c6 – Biała wieża · f6 – Czarny pionek · a5 – Czarny pionek · c5 – Czarny skoczek · h5 – Czarny pionek · a3 – Czarny goniec · g3 – Biały pionek · a2 – Biały pionek · d2 – Biała wieża · e2 – Biały goniec · g2 – Biały król · h2 – Biały pionek · b1 – Czarna wieża | 8 |
| 7 | e7 – Czarny król · c6 – Biała wieża · f6 – Czarny pionek · a5 – Czarny pionek · c5 – Czarny skoczek · h5 – Czarny pionek · a3 – Czarny goniec · g3 – Biały pionek · a2 – Biały pionek · d2 – Biała wieża · e2 – Biały goniec · g2 – Biały król · h2 – Biały pionek · b1 – Czarna wieża | e7 – Czarny król · c6 – Biała wieża · f6 – Czarny pionek · a5 – Czarny pionek · c5 – Czarny skoczek · h5 – Czarny pionek · a3 – Czarny goniec · g3 – Biały pionek · a2 – Biały pionek · d2 – Biała wieża · e2 – Biały goniec · g2 – Biały król · h2 – Biały pionek · b1 – Czarna wieża | e7 – Czarny król · c6 – Biała wieża · f6 – Czarny pionek · a5 – Czarny pionek · c5 – Czarny skoczek · h5 – Czarny pionek · a3 – Czarny goniec · g3 – Biały pionek · a2 – Biały pionek · d2 – Biała wieża · e2 – Biały goniec · g2 – Biały król · h2 – Biały pionek · b1 – Czarna wieża | e7 – Czarny król · c6 – Biała wieża · f6 – Czarny pionek · a5 – Czarny pionek · c5 – Czarny skoczek · h5 – Czarny pionek · a3 – Czarny goniec · g3 – Biały pionek · a2 – Biały pionek · d2 – Biała wieża · e2 – Biały goniec · g2 – Biały król · h2 – Biały pionek · b1 – Czarna wieża | e7 – Czarny król · c6 – Biała wieża · f6 – Czarny pionek · a5 – Czarny pionek · c5 – Czarny skoczek · h5 – Czarny pionek · a3 – Czarny goniec · g3 – Biały pionek · a2 – Biały pionek · d2 – Biała wieża · e2 – Biały goniec · g2 – Biały król · h2 – Biały pionek · b1 – Czarna wieża | e7 – Czarny król · c6 – Biała wieża · f6 – Czarny pionek · a5 – Czarny pionek · c5 – Czarny skoczek · h5 – Czarny pionek · a3 – Czarny goniec · g3 – Biały pionek · a2 – Biały pionek · d2 – Biała wieża · e2 – Biały goniec · g2 – Biały król · h2 – Biały pionek · b1 – Czarna wieża | e7 – Czarny król · c6 – Biała wieża · f6 – Czarny pionek · a5 – Czarny pionek · c5 – Czarny skoczek · h5 – Czarny pionek · a3 – Czarny goniec · g3 – Biały pionek · a2 – Biały pionek · d2 – Biała wieża · e2 – Biały goniec · g2 – Biały król · h2 – Biały pionek · b1 – Czarna wieża | e7 – Czarny król · c6 – Biała wieża · f6 – Czarny pionek · a5 – Czarny pionek · c5 – Czarny skoczek · h5 – Czarny pionek · a3 – Czarny goniec · g3 – Biały pionek · a2 – Biały pionek · d2 – Biała wieża · e2 – Biały goniec · g2 – Biały król · h2 – Biały pionek · b1 – Czarna wieża | 7 |
| 6 | e7 – Czarny król · c6 – Biała wieża · f6 – Czarny pionek · a5 – Czarny pionek · c5 – Czarny skoczek · h5 – Czarny pionek · a3 – Czarny goniec · g3 – Biały pionek · a2 – Biały pionek · d2 – Biała wieża · e2 – Biały goniec · g2 – Biały król · h2 – Biały pionek · b1 – Czarna wieża | e7 – Czarny król · c6 – Biała wieża · f6 – Czarny pionek · a5 – Czarny pionek · c5 – Czarny skoczek · h5 – Czarny pionek · a3 – Czarny goniec · g3 – Biały pionek · a2 – Biały pionek · d2 – Biała wieża · e2 – Biały goniec · g2 – Biały król · h2 – Biały pionek · b1 – Czarna wieża | e7 – Czarny król · c6 – Biała wieża · f6 – Czarny pionek · a5 – Czarny pionek · c5 – Czarny skoczek · h5 – Czarny pionek · a3 – Czarny goniec · g3 – Biały pionek · a2 – Biały pionek · d2 – Biała wieża · e2 – Biały goniec · g2 – Biały król · h2 – Biały pionek · b1 – Czarna wieża | e7 – Czarny król · c6 – Biała wieża · f6 – Czarny pionek · a5 – Czarny pionek · c5 – Czarny skoczek · h5 – Czarny pionek · a3 – Czarny goniec · g3 – Biały pionek · a2 – Biały pionek · d2 – Biała wieża · e2 – Biały goniec · g2 – Biały król · h2 – Biały pionek · b1 – Czarna wieża | e7 – Czarny król · c6 – Biała wieża · f6 – Czarny pionek · a5 – Czarny pionek · c5 – Czarny skoczek · h5 – Czarny pionek · a3 – Czarny goniec · g3 – Biały pionek · a2 – Biały pionek · d2 – Biała wieża · e2 – Biały goniec · g2 – Biały król · h2 – Biały pionek · b1 – Czarna wieża | e7 – Czarny król · c6 – Biała wieża · f6 – Czarny pionek · a5 – Czarny pionek · c5 – Czarny skoczek · h5 – Czarny pionek · a3 – Czarny goniec · g3 – Biały pionek · a2 – Biały pionek · d2 – Biała wieża · e2 – Biały goniec · g2 – Biały król · h2 – Biały pionek · b1 – Czarna wieża | e7 – Czarny król · c6 – Biała wieża · f6 – Czarny pionek · a5 – Czarny pionek · c5 – Czarny skoczek · h5 – Czarny pionek · a3 – Czarny goniec · g3 – Biały pionek · a2 – Biały pionek · d2 – Biała wieża · e2 – Biały goniec · g2 – Biały król · h2 – Biały pionek · b1 – Czarna wieża | e7 – Czarny król · c6 – Biała wieża · f6 – Czarny pionek · a5 – Czarny pionek · c5 – Czarny skoczek · h5 – Czarny pionek · a3 – Czarny goniec · g3 – Biały pionek · a2 – Biały pionek · d2 – Biała wieża · e2 – Biały goniec · g2 – Biały król · h2 – Biały pionek · b1 – Czarna wieża | 6 |
| 5 | e7 – Czarny król · c6 – Biała wieża · f6 – Czarny pionek · a5 – Czarny pionek · c5 – Czarny skoczek · h5 – Czarny pionek · a3 – Czarny goniec · g3 – Biały pionek · a2 – Biały pionek · d2 – Biała wieża · e2 – Biały goniec · g2 – Biały król · h2 – Biały pionek · b1 – Czarna wieża | e7 – Czarny król · c6 – Biała wieża · f6 – Czarny pionek · a5 – Czarny pionek · c5 – Czarny skoczek · h5 – Czarny pionek · a3 – Czarny goniec · g3 – Biały pionek · a2 – Biały pionek · d2 – Biała wieża · e2 – Biały goniec · g2 – Biały król · h2 – Biały pionek · b1 – Czarna wieża | e7 – Czarny król · c6 – Biała wieża · f6 – Czarny pionek · a5 – Czarny pionek · c5 – Czarny skoczek · h5 – Czarny pionek · a3 – Czarny goniec · g3 – Biały pionek · a2 – Biały pionek · d2 – Biała wieża · e2 – Biały goniec · g2 – Biały król · h2 – Biały pionek · b1 – Czarna wieża | e7 – Czarny król · c6 – Biała wieża · f6 – Czarny pionek · a5 – Czarny pionek · c5 – Czarny skoczek · h5 – Czarny pionek · a3 – Czarny goniec · g3 – Biały pionek · a2 – Biały pionek · d2 – Biała wieża · e2 – Biały goniec · g2 – Biały król · h2 – Biały pionek · b1 – Czarna wieża | e7 – Czarny król · c6 – Biała wieża · f6 – Czarny pionek · a5 – Czarny pionek · c5 – Czarny skoczek · h5 – Czarny pionek · a3 – Czarny goniec · g3 – Biały pionek · a2 – Biały pionek · d2 – Biała wieża · e2 – Biały goniec · g2 – Biały król · h2 – Biały pionek · b1 – Czarna wieża | e7 – Czarny król · c6 – Biała wieża · f6 – Czarny pionek · a5 – Czarny pionek · c5 – Czarny skoczek · h5 – Czarny pionek · a3 – Czarny goniec · g3 – Biały pionek · a2 – Biały pionek · d2 – Biała wieża · e2 – Biały goniec · g2 – Biały król · h2 – Biały pionek · b1 – Czarna wieża | e7 – Czarny król · c6 – Biała wieża · f6 – Czarny pionek · a5 – Czarny pionek · c5 – Czarny skoczek · h5 – Czarny pionek · a3 – Czarny goniec · g3 – Biały pionek · a2 – Biały pionek · d2 – Biała wieża · e2 – Biały goniec · g2 – Biały król · h2 – Biały pionek · b1 – Czarna wieża | e7 – Czarny król · c6 – Biała wieża · f6 – Czarny pionek · a5 – Czarny pionek · c5 – Czarny skoczek · h5 – Czarny pionek · a3 – Czarny goniec · g3 – Biały pionek · a2 – Biały pionek · d2 – Biała wieża · e2 – Biały goniec · g2 – Biały król · h2 – Biały pionek · b1 – Czarna wieża | 5 |
| 4 | e7 – Czarny król · c6 – Biała wieża · f6 – Czarny pionek · a5 – Czarny pionek · c5 – Czarny skoczek · h5 – Czarny pionek · a3 – Czarny goniec · g3 – Biały pionek · a2 – Biały pionek · d2 – Biała wieża · e2 – Biały goniec · g2 – Biały król · h2 – Biały pionek · b1 – Czarna wieża | e7 – Czarny król · c6 – Biała wieża · f6 – Czarny pionek · a5 – Czarny pionek · c5 – Czarny skoczek · h5 – Czarny pionek · a3 – Czarny goniec · g3 – Biały pionek · a2 – Biały pionek · d2 – Biała wieża · e2 – Biały goniec · g2 – Biały król · h2 – Biały pionek · b1 – Czarna wieża | e7 – Czarny król · c6 – Biała wieża · f6 – Czarny pionek · a5 – Czarny pionek · c5 – Czarny skoczek · h5 – Czarny pionek · a3 – Czarny goniec · g3 – Biały pionek · a2 – Biały pionek · d2 – Biała wieża · e2 – Biały goniec · g2 – Biały król · h2 – Biały pionek · b1 – Czarna wieża | e7 – Czarny król · c6 – Biała wieża · f6 – Czarny pionek · a5 – Czarny pionek · c5 – Czarny skoczek · h5 – Czarny pionek · a3 – Czarny goniec · g3 – Biały pionek · a2 – Biały pionek · d2 – Biała wieża · e2 – Biały goniec · g2 – Biały król · h2 – Biały pionek · b1 – Czarna wieża | e7 – Czarny król · c6 – Biała wieża · f6 – Czarny pionek · a5 – Czarny pionek · c5 – Czarny skoczek · h5 – Czarny pionek · a3 – Czarny goniec · g3 – Biały pionek · a2 – Biały pionek · d2 – Biała wieża · e2 – Biały goniec · g2 – Biały król · h2 – Biały pionek · b1 – Czarna wieża | e7 – Czarny król · c6 – Biała wieża · f6 – Czarny pionek · a5 – Czarny pionek · c5 – Czarny skoczek · h5 – Czarny pionek · a3 – Czarny goniec · g3 – Biały pionek · a2 – Biały pionek · d2 – Biała wieża · e2 – Biały goniec · g2 – Biały król · h2 – Biały pionek · b1 – Czarna wieża | e7 – Czarny król · c6 – Biała wieża · f6 – Czarny pionek · a5 – Czarny pionek · c5 – Czarny skoczek · h5 – Czarny pionek · a3 – Czarny goniec · g3 – Biały pionek · a2 – Biały pionek · d2 – Biała wieża · e2 – Biały goniec · g2 – Biały król · h2 – Biały pionek · b1 – Czarna wieża | e7 – Czarny król · c6 – Biała wieża · f6 – Czarny pionek · a5 – Czarny pionek · c5 – Czarny skoczek · h5 – Czarny pionek · a3 – Czarny goniec · g3 – Biały pionek · a2 – Biały pionek · d2 – Biała wieża · e2 – Biały goniec · g2 – Biały król · h2 – Biały pionek · b1 – Czarna wieża | 4 |
| 3 | e7 – Czarny król · c6 – Biała wieża · f6 – Czarny pionek · a5 – Czarny pionek · c5 – Czarny skoczek · h5 – Czarny pionek · a3 – Czarny goniec · g3 – Biały pionek · a2 – Biały pionek · d2 – Biała wieża · e2 – Biały goniec · g2 – Biały król · h2 – Biały pionek · b1 – Czarna wieża | e7 – Czarny król · c6 – Biała wieża · f6 – Czarny pionek · a5 – Czarny pionek · c5 – Czarny skoczek · h5 – Czarny pionek · a3 – Czarny goniec · g3 – Biały pionek · a2 – Biały pionek · d2 – Biała wieża · e2 – Biały goniec · g2 – Biały król · h2 – Biały pionek · b1 – Czarna wieża | e7 – Czarny król · c6 – Biała wieża · f6 – Czarny pionek · a5 – Czarny pionek · c5 – Czarny skoczek · h5 – Czarny pionek · a3 – Czarny goniec · g3 – Biały pionek · a2 – Biały pionek · d2 – Biała wieża · e2 – Biały goniec · g2 – Biały król · h2 – Biały pionek · b1 – Czarna wieża | e7 – Czarny król · c6 – Biała wieża · f6 – Czarny pionek · a5 – Czarny pionek · c5 – Czarny skoczek · h5 – Czarny pionek · a3 – Czarny goniec · g3 – Biały pionek · a2 – Biały pionek · d2 – Biała wieża · e2 – Biały goniec · g2 – Biały król · h2 – Biały pionek · b1 – Czarna wieża | e7 – Czarny król · c6 – Biała wieża · f6 – Czarny pionek · a5 – Czarny pionek · c5 – Czarny skoczek · h5 – Czarny pionek · a3 – Czarny goniec · g3 – Biały pionek · a2 – Biały pionek · d2 – Biała wieża · e2 – Biały goniec · g2 – Biały król · h2 – Biały pionek · b1 – Czarna wieża | e7 – Czarny król · c6 – Biała wieża · f6 – Czarny pionek · a5 – Czarny pionek · c5 – Czarny skoczek · h5 – Czarny pionek · a3 – Czarny goniec · g3 – Biały pionek · a2 – Biały pionek · d2 – Biała wieża · e2 – Biały goniec · g2 – Biały król · h2 – Biały pionek · b1 – Czarna wieża | e7 – Czarny król · c6 – Biała wieża · f6 – Czarny pionek · a5 – Czarny pionek · c5 – Czarny skoczek · h5 – Czarny pionek · a3 – Czarny goniec · g3 – Biały pionek · a2 – Biały pionek · d2 – Biała wieża · e2 – Biały goniec · g2 – Biały król · h2 – Biały pionek · b1 – Czarna wieża | e7 – Czarny król · c6 – Biała wieża · f6 – Czarny pionek · a5 – Czarny pionek · c5 – Czarny skoczek · h5 – Czarny pionek · a3 – Czarny goniec · g3 – Biały pionek · a2 – Biały pionek · d2 – Biała wieża · e2 – Biały goniec · g2 – Biały król · h2 – Biały pionek · b1 – Czarna wieża | 3 |
| 2 | e7 – Czarny król · c6 – Biała wieża · f6 – Czarny pionek · a5 – Czarny pionek · c5 – Czarny skoczek · h5 – Czarny pionek · a3 – Czarny goniec · g3 – Biały pionek · a2 – Biały pionek · d2 – Biała wieża · e2 – Biały goniec · g2 – Biały król · h2 – Biały pionek · b1 – Czarna wieża | e7 – Czarny król · c6 – Biała wieża · f6 – Czarny pionek · a5 – Czarny pionek · c5 – Czarny skoczek · h5 – Czarny pionek · a3 – Czarny goniec · g3 – Biały pionek · a2 – Biały pionek · d2 – Biała wieża · e2 – Biały goniec · g2 – Biały król · h2 – Biały pionek · b1 – Czarna wieża | e7 – Czarny król · c6 – Biała wieża · f6 – Czarny pionek · a5 – Czarny pionek · c5 – Czarny skoczek · h5 – Czarny pionek · a3 – Czarny goniec · g3 – Biały pionek · a2 – Biały pionek · d2 – Biała wieża · e2 – Biały goniec · g2 – Biały król · h2 – Biały pionek · b1 – Czarna wieża | e7 – Czarny król · c6 – Biała wieża · f6 – Czarny pionek · a5 – Czarny pionek · c5 – Czarny skoczek · h5 – Czarny pionek · a3 – Czarny goniec · g3 – Biały pionek · a2 – Biały pionek · d2 – Biała wieża · e2 – Biały goniec · g2 – Biały król · h2 – Biały pionek · b1 – Czarna wieża | e7 – Czarny król · c6 – Biała wieża · f6 – Czarny pionek · a5 – Czarny pionek · c5 – Czarny skoczek · h5 – Czarny pionek · a3 – Czarny goniec · g3 – Biały pionek · a2 – Biały pionek · d2 – Biała wieża · e2 – Biały goniec · g2 – Biały król · h2 – Biały pionek · b1 – Czarna wieża | e7 – Czarny król · c6 – Biała wieża · f6 – Czarny pionek · a5 – Czarny pionek · c5 – Czarny skoczek · h5 – Czarny pionek · a3 – Czarny goniec · g3 – Biały pionek · a2 – Biały pionek · d2 – Biała wieża · e2 – Biały goniec · g2 – Biały król · h2 – Biały pionek · b1 – Czarna wieża | e7 – Czarny król · c6 – Biała wieża · f6 – Czarny pionek · a5 – Czarny pionek · c5 – Czarny skoczek · h5 – Czarny pionek · a3 – Czarny goniec · g3 – Biały pionek · a2 – Biały pionek · d2 – Biała wieża · e2 – Biały goniec · g2 – Biały król · h2 – Biały pionek · b1 – Czarna wieża | e7 – Czarny król · c6 – Biała wieża · f6 – Czarny pionek · a5 – Czarny pionek · c5 – Czarny skoczek · h5 – Czarny pionek · a3 – Czarny goniec · g3 – Biały pionek · a2 – Biały pionek · d2 – Biała wieża · e2 – Biały goniec · g2 – Biały król · h2 – Biały pionek · b1 – Czarna wieża | 2 |
| 1 | e7 – Czarny król · c6 – Biała wieża · f6 – Czarny pionek · a5 – Czarny pionek · c5 – Czarny skoczek · h5 – Czarny pionek · a3 – Czarny goniec · g3 – Biały pionek · a2 – Biały pionek · d2 – Biała wieża · e2 – Biały goniec · g2 – Biały król · h2 – Biały pionek · b1 – Czarna wieża | e7 – Czarny król · c6 – Biała wieża · f6 – Czarny pionek · a5 – Czarny pionek · c5 – Czarny skoczek · h5 – Czarny pionek · a3 – Czarny goniec · g3 – Biały pionek · a2 – Biały pionek · d2 – Biała wieża · e2 – Biały goniec · g2 – Biały król · h2 – Biały pionek · b1 – Czarna wieża | e7 – Czarny król · c6 – Biała wieża · f6 – Czarny pionek · a5 – Czarny pionek · c5 – Czarny skoczek · h5 – Czarny pionek · a3 – Czarny goniec · g3 – Biały pionek · a2 – Biały pionek · d2 – Biała wieża · e2 – Biały goniec · g2 – Biały król · h2 – Biały pionek · b1 – Czarna wieża | e7 – Czarny król · c6 – Biała wieża · f6 – Czarny pionek · a5 – Czarny pionek · c5 – Czarny skoczek · h5 – Czarny pionek · a3 – Czarny goniec · g3 – Biały pionek · a2 – Biały pionek · d2 – Biała wieża · e2 – Biały goniec · g2 – Biały król · h2 – Biały pionek · b1 – Czarna wieża | e7 – Czarny król · c6 – Biała wieża · f6 – Czarny pionek · a5 – Czarny pionek · c5 – Czarny skoczek · h5 – Czarny pionek · a3 – Czarny goniec · g3 – Biały pionek · a2 – Biały pionek · d2 – Biała wieża · e2 – Biały goniec · g2 – Biały król · h2 – Biały pionek · b1 – Czarna wieża | e7 – Czarny król · c6 – Biała wieża · f6 – Czarny pionek · a5 – Czarny pionek · c5 – Czarny skoczek · h5 – Czarny pionek · a3 – Czarny goniec · g3 – Biały pionek · a2 – Biały pionek · d2 – Biała wieża · e2 – Biały goniec · g2 – Biały król · h2 – Biały pionek · b1 – Czarna wieża | e7 – Czarny król · c6 – Biała wieża · f6 – Czarny pionek · a5 – Czarny pionek · c5 – Czarny skoczek · h5 – Czarny pionek · a3 – Czarny goniec · g3 – Biały pionek · a2 – Biały pionek · d2 – Biała wieża · e2 – Biały goniec · g2 – Biały król · h2 – Biały pionek · b1 – Czarna wieża | e7 – Czarny król · c6 – Biała wieża · f6 – Czarny pionek · a5 – Czarny pionek · c5 – Czarny skoczek · h5 – Czarny pionek · a3 – Czarny goniec · g3 – Biały pionek · a2 – Biały pionek · d2 – Biała wieża · e2 – Biały goniec · g2 – Biały król · h2 – Biały pionek · b1 – Czarna wieża | 1 |
|   | a | b | c | d | e | f | g | h |   |

| 8 | 8 | 1. c4! c5! 2. Sc3 Sc6 3. Sf3 Sf6 4. g3 g6 5. Gg2 Gg7 6. O-O O-O 7. d4 c:d4 8. S:d4 S:d4 9. H:d4 d6 10. Gg5! Ge6 11. Hf4! Ha5 12. Wac1 Wab8 13. b3 Wfc8 14. Hd2 a6 15. Ge3 b5? 16. Ga7 b:c4? 17. G:b8 W:b8 18. b:c4 G:c4 19. Wfd1 Sd7?? 20. Sd5 H:d2 21. S:e7+ Kf8 22. W:d2 K:e7 23. W:c4 Wb1+ 24. Gf1 Sc5 25. Kg2 a5 26. e4 Ga1 27. f4 f6 28. We2 Ke6 29. Wec2 Gb2 30. Ge2 h5? 31. Wd2 Ga3 32. f5+ g:f5 33. e:f5+ Ke5 34. Wcd4 K:f5 35. Wd5+ Ke6 36. W:d6+ Ke7 37. Wc6 1-0 |
| F | S | 1. c4! c5! 2. Sc3 Sc6 3. Sf3 Sf6 4. g3 g6 5. Gg2 Gg7 6. O-O O-O 7. d4 c:d4 8. S:d4 S:d4 9. H:d4 d6 10. Gg5! Ge6 11. Hf4! Ha5 12. Wac1 Wab8 13. b3 Wfc8 14. Hd2 a6 15. Ge3 b5? 16. Ga7 b:c4? 17. G:b8 W:b8 18. b:c4 G:c4 19. Wfd1 Sd7?? 20. Sd5 H:d2 21. S:e7+ Kf8 22. W:d2 K:e7 23. W:c4 Wb1+ 24. Gf1 Sc5 25. Kg2 a5 26. e4 Ga1 27. f4 f6 28. We2 Ke6 29. Wec2 Gb2 30. Ge2 h5? 31. Wd2 Ga3 32. f5+ g:f5 33. e:f5+ Ke5 34. Wcd4 K:f5 35. Wd5+ Ke6 36. W:d6+ Ke7 37. Wc6 1-0 |

IX partia to pierwszy, krótki bezbarwny remis (obie strony wieża i trzy piony).
| 9 | 9 | 1. d4 Sf6 2. c4 e6 3. Sf3 d5 4. Sc3 c5! 5. c:d5 S:d5 6. e4! S:c3 7. b:c3 c:d4 8. c:d4 Sc6! 9. Gc4 b5! 10. Gd3 Gb4+ 11. Gd2 G:d2+ 12. H:d2 a6 13. a4!? O-O! 14. Hc3 Gb7 15. a:b5 a:b5 16. O-O Hb6!? 17. Wab1! b4 18. Hd2 S:d4 19. S:d4 H:d4 20. W:b4 Hd7 21. He3 Wfd8 22. Wfb1 H:d3 23. H:d3 W:d3 24. W:b7 g5 25. Wb8+ W:b8 26. W:b8+ Kg7 27. f3 Wd2 28. h4 h6 29. h:g5 h:g5 ½-½ |
| S | F | 1. d4 Sf6 2. c4 e6 3. Sf3 d5 4. Sc3 c5! 5. c:d5 S:d5 6. e4! S:c3 7. b:c3 c:d4 8. c:d4 Sc6! 9. Gc4 b5! 10. Gd3 Gb4+ 11. Gd2 G:d2+ 12. H:d2 a6 13. a4!? O-O! 14. Hc3 Gb7 15. a:b5 a:b5 16. O-O Hb6!? 17. Wab1! b4 18. Hd2 S:d4 19. S:d4 H:d4 20. W:b4 Hd7 21. He3 Wfd8 22. Wfb1 H:d3 23. H:d3 W:d3 24. W:b7 g5 25. Wb8+ W:b8 26. W:b8+ Kg7 27. f3 Wd2 28. h4 h6 29. h:g5 h:g5 ½-½ |

Następna – X partia zakończyła się zwycięstwem pretendenta, który w ostrej grze środkowej, uzyskał przewagę materialną, a Spasski popełnił w niej kilka błędów (25...H:a5?,...27...Wd7?,...40...Kf7?) (→ diagram).
|   | a | b | c | d | e | f | g | h |   |
| 8 | d7 – Czarna wieża · f6 – Biały pionek · c5 – Czarny pionek · e5 – Czarny goniec · g5 – Biała wieża · d4 – Czarny król · g4 – Biały pionek · f3 – Biały król · b1 – Biała wieża | d7 – Czarna wieża · f6 – Biały pionek · c5 – Czarny pionek · e5 – Czarny goniec · g5 – Biała wieża · d4 – Czarny król · g4 – Biały pionek · f3 – Biały król · b1 – Biała wieża | d7 – Czarna wieża · f6 – Biały pionek · c5 – Czarny pionek · e5 – Czarny goniec · g5 – Biała wieża · d4 – Czarny król · g4 – Biały pionek · f3 – Biały król · b1 – Biała wieża | d7 – Czarna wieża · f6 – Biały pionek · c5 – Czarny pionek · e5 – Czarny goniec · g5 – Biała wieża · d4 – Czarny król · g4 – Biały pionek · f3 – Biały król · b1 – Biała wieża | d7 – Czarna wieża · f6 – Biały pionek · c5 – Czarny pionek · e5 – Czarny goniec · g5 – Biała wieża · d4 – Czarny król · g4 – Biały pionek · f3 – Biały król · b1 – Biała wieża | d7 – Czarna wieża · f6 – Biały pionek · c5 – Czarny pionek · e5 – Czarny goniec · g5 – Biała wieża · d4 – Czarny król · g4 – Biały pionek · f3 – Biały król · b1 – Biała wieża | d7 – Czarna wieża · f6 – Biały pionek · c5 – Czarny pionek · e5 – Czarny goniec · g5 – Biała wieża · d4 – Czarny król · g4 – Biały pionek · f3 – Biały król · b1 – Biała wieża | d7 – Czarna wieża · f6 – Biały pionek · c5 – Czarny pionek · e5 – Czarny goniec · g5 – Biała wieża · d4 – Czarny król · g4 – Biały pionek · f3 – Biały król · b1 – Biała wieża | 8 |
| 7 | d7 – Czarna wieża · f6 – Biały pionek · c5 – Czarny pionek · e5 – Czarny goniec · g5 – Biała wieża · d4 – Czarny król · g4 – Biały pionek · f3 – Biały król · b1 – Biała wieża | d7 – Czarna wieża · f6 – Biały pionek · c5 – Czarny pionek · e5 – Czarny goniec · g5 – Biała wieża · d4 – Czarny król · g4 – Biały pionek · f3 – Biały król · b1 – Biała wieża | d7 – Czarna wieża · f6 – Biały pionek · c5 – Czarny pionek · e5 – Czarny goniec · g5 – Biała wieża · d4 – Czarny król · g4 – Biały pionek · f3 – Biały król · b1 – Biała wieża | d7 – Czarna wieża · f6 – Biały pionek · c5 – Czarny pionek · e5 – Czarny goniec · g5 – Biała wieża · d4 – Czarny król · g4 – Biały pionek · f3 – Biały król · b1 – Biała wieża | d7 – Czarna wieża · f6 – Biały pionek · c5 – Czarny pionek · e5 – Czarny goniec · g5 – Biała wieża · d4 – Czarny król · g4 – Biały pionek · f3 – Biały król · b1 – Biała wieża | d7 – Czarna wieża · f6 – Biały pionek · c5 – Czarny pionek · e5 – Czarny goniec · g5 – Biała wieża · d4 – Czarny król · g4 – Biały pionek · f3 – Biały król · b1 – Biała wieża | d7 – Czarna wieża · f6 – Biały pionek · c5 – Czarny pionek · e5 – Czarny goniec · g5 – Biała wieża · d4 – Czarny król · g4 – Biały pionek · f3 – Biały król · b1 – Biała wieża | d7 – Czarna wieża · f6 – Biały pionek · c5 – Czarny pionek · e5 – Czarny goniec · g5 – Biała wieża · d4 – Czarny król · g4 – Biały pionek · f3 – Biały król · b1 – Biała wieża | 7 |
| 6 | d7 – Czarna wieża · f6 – Biały pionek · c5 – Czarny pionek · e5 – Czarny goniec · g5 – Biała wieża · d4 – Czarny król · g4 – Biały pionek · f3 – Biały król · b1 – Biała wieża | d7 – Czarna wieża · f6 – Biały pionek · c5 – Czarny pionek · e5 – Czarny goniec · g5 – Biała wieża · d4 – Czarny król · g4 – Biały pionek · f3 – Biały król · b1 – Biała wieża | d7 – Czarna wieża · f6 – Biały pionek · c5 – Czarny pionek · e5 – Czarny goniec · g5 – Biała wieża · d4 – Czarny król · g4 – Biały pionek · f3 – Biały król · b1 – Biała wieża | d7 – Czarna wieża · f6 – Biały pionek · c5 – Czarny pionek · e5 – Czarny goniec · g5 – Biała wieża · d4 – Czarny król · g4 – Biały pionek · f3 – Biały król · b1 – Biała wieża | d7 – Czarna wieża · f6 – Biały pionek · c5 – Czarny pionek · e5 – Czarny goniec · g5 – Biała wieża · d4 – Czarny król · g4 – Biały pionek · f3 – Biały król · b1 – Biała wieża | d7 – Czarna wieża · f6 – Biały pionek · c5 – Czarny pionek · e5 – Czarny goniec · g5 – Biała wieża · d4 – Czarny król · g4 – Biały pionek · f3 – Biały król · b1 – Biała wieża | d7 – Czarna wieża · f6 – Biały pionek · c5 – Czarny pionek · e5 – Czarny goniec · g5 – Biała wieża · d4 – Czarny król · g4 – Biały pionek · f3 – Biały król · b1 – Biała wieża | d7 – Czarna wieża · f6 – Biały pionek · c5 – Czarny pionek · e5 – Czarny goniec · g5 – Biała wieża · d4 – Czarny król · g4 – Biały pionek · f3 – Biały król · b1 – Biała wieża | 6 |
| 5 | d7 – Czarna wieża · f6 – Biały pionek · c5 – Czarny pionek · e5 – Czarny goniec · g5 – Biała wieża · d4 – Czarny król · g4 – Biały pionek · f3 – Biały król · b1 – Biała wieża | d7 – Czarna wieża · f6 – Biały pionek · c5 – Czarny pionek · e5 – Czarny goniec · g5 – Biała wieża · d4 – Czarny król · g4 – Biały pionek · f3 – Biały król · b1 – Biała wieża | d7 – Czarna wieża · f6 – Biały pionek · c5 – Czarny pionek · e5 – Czarny goniec · g5 – Biała wieża · d4 – Czarny król · g4 – Biały pionek · f3 – Biały król · b1 – Biała wieża | d7 – Czarna wieża · f6 – Biały pionek · c5 – Czarny pionek · e5 – Czarny goniec · g5 – Biała wieża · d4 – Czarny król · g4 – Biały pionek · f3 – Biały król · b1 – Biała wieża | d7 – Czarna wieża · f6 – Biały pionek · c5 – Czarny pionek · e5 – Czarny goniec · g5 – Biała wieża · d4 – Czarny król · g4 – Biały pionek · f3 – Biały król · b1 – Biała wieża | d7 – Czarna wieża · f6 – Biały pionek · c5 – Czarny pionek · e5 – Czarny goniec · g5 – Biała wieża · d4 – Czarny król · g4 – Biały pionek · f3 – Biały król · b1 – Biała wieża | d7 – Czarna wieża · f6 – Biały pionek · c5 – Czarny pionek · e5 – Czarny goniec · g5 – Biała wieża · d4 – Czarny król · g4 – Biały pionek · f3 – Biały król · b1 – Biała wieża | d7 – Czarna wieża · f6 – Biały pionek · c5 – Czarny pionek · e5 – Czarny goniec · g5 – Biała wieża · d4 – Czarny król · g4 – Biały pionek · f3 – Biały król · b1 – Biała wieża | 5 |
| 4 | d7 – Czarna wieża · f6 – Biały pionek · c5 – Czarny pionek · e5 – Czarny goniec · g5 – Biała wieża · d4 – Czarny król · g4 – Biały pionek · f3 – Biały król · b1 – Biała wieża | d7 – Czarna wieża · f6 – Biały pionek · c5 – Czarny pionek · e5 – Czarny goniec · g5 – Biała wieża · d4 – Czarny król · g4 – Biały pionek · f3 – Biały król · b1 – Biała wieża | d7 – Czarna wieża · f6 – Biały pionek · c5 – Czarny pionek · e5 – Czarny goniec · g5 – Biała wieża · d4 – Czarny król · g4 – Biały pionek · f3 – Biały król · b1 – Biała wieża | d7 – Czarna wieża · f6 – Biały pionek · c5 – Czarny pionek · e5 – Czarny goniec · g5 – Biała wieża · d4 – Czarny król · g4 – Biały pionek · f3 – Biały król · b1 – Biała wieża | d7 – Czarna wieża · f6 – Biały pionek · c5 – Czarny pionek · e5 – Czarny goniec · g5 – Biała wieża · d4 – Czarny król · g4 – Biały pionek · f3 – Biały król · b1 – Biała wieża | d7 – Czarna wieża · f6 – Biały pionek · c5 – Czarny pionek · e5 – Czarny goniec · g5 – Biała wieża · d4 – Czarny król · g4 – Biały pionek · f3 – Biały król · b1 – Biała wieża | d7 – Czarna wieża · f6 – Biały pionek · c5 – Czarny pionek · e5 – Czarny goniec · g5 – Biała wieża · d4 – Czarny król · g4 – Biały pionek · f3 – Biały król · b1 – Biała wieża | d7 – Czarna wieża · f6 – Biały pionek · c5 – Czarny pionek · e5 – Czarny goniec · g5 – Biała wieża · d4 – Czarny król · g4 – Biały pionek · f3 – Biały król · b1 – Biała wieża | 4 |
| 3 | d7 – Czarna wieża · f6 – Biały pionek · c5 – Czarny pionek · e5 – Czarny goniec · g5 – Biała wieża · d4 – Czarny król · g4 – Biały pionek · f3 – Biały król · b1 – Biała wieża | d7 – Czarna wieża · f6 – Biały pionek · c5 – Czarny pionek · e5 – Czarny goniec · g5 – Biała wieża · d4 – Czarny król · g4 – Biały pionek · f3 – Biały król · b1 – Biała wieża | d7 – Czarna wieża · f6 – Biały pionek · c5 – Czarny pionek · e5 – Czarny goniec · g5 – Biała wieża · d4 – Czarny król · g4 – Biały pionek · f3 – Biały król · b1 – Biała wieża | d7 – Czarna wieża · f6 – Biały pionek · c5 – Czarny pionek · e5 – Czarny goniec · g5 – Biała wieża · d4 – Czarny król · g4 – Biały pionek · f3 – Biały król · b1 – Biała wieża | d7 – Czarna wieża · f6 – Biały pionek · c5 – Czarny pionek · e5 – Czarny goniec · g5 – Biała wieża · d4 – Czarny król · g4 – Biały pionek · f3 – Biały król · b1 – Biała wieża | d7 – Czarna wieża · f6 – Biały pionek · c5 – Czarny pionek · e5 – Czarny goniec · g5 – Biała wieża · d4 – Czarny król · g4 – Biały pionek · f3 – Biały król · b1 – Biała wieża | d7 – Czarna wieża · f6 – Biały pionek · c5 – Czarny pionek · e5 – Czarny goniec · g5 – Biała wieża · d4 – Czarny król · g4 – Biały pionek · f3 – Biały król · b1 – Biała wieża | d7 – Czarna wieża · f6 – Biały pionek · c5 – Czarny pionek · e5 – Czarny goniec · g5 – Biała wieża · d4 – Czarny król · g4 – Biały pionek · f3 – Biały król · b1 – Biała wieża | 3 |
| 2 | d7 – Czarna wieża · f6 – Biały pionek · c5 – Czarny pionek · e5 – Czarny goniec · g5 – Biała wieża · d4 – Czarny król · g4 – Biały pionek · f3 – Biały król · b1 – Biała wieża | d7 – Czarna wieża · f6 – Biały pionek · c5 – Czarny pionek · e5 – Czarny goniec · g5 – Biała wieża · d4 – Czarny król · g4 – Biały pionek · f3 – Biały król · b1 – Biała wieża | d7 – Czarna wieża · f6 – Biały pionek · c5 – Czarny pionek · e5 – Czarny goniec · g5 – Biała wieża · d4 – Czarny król · g4 – Biały pionek · f3 – Biały król · b1 – Biała wieża | d7 – Czarna wieża · f6 – Biały pionek · c5 – Czarny pionek · e5 – Czarny goniec · g5 – Biała wieża · d4 – Czarny król · g4 – Biały pionek · f3 – Biały król · b1 – Biała wieża | d7 – Czarna wieża · f6 – Biały pionek · c5 – Czarny pionek · e5 – Czarny goniec · g5 – Biała wieża · d4 – Czarny król · g4 – Biały pionek · f3 – Biały król · b1 – Biała wieża | d7 – Czarna wieża · f6 – Biały pionek · c5 – Czarny pionek · e5 – Czarny goniec · g5 – Biała wieża · d4 – Czarny król · g4 – Biały pionek · f3 – Biały król · b1 – Biała wieża | d7 – Czarna wieża · f6 – Biały pionek · c5 – Czarny pionek · e5 – Czarny goniec · g5 – Biała wieża · d4 – Czarny król · g4 – Biały pionek · f3 – Biały król · b1 – Biała wieża | d7 – Czarna wieża · f6 – Biały pionek · c5 – Czarny pionek · e5 – Czarny goniec · g5 – Biała wieża · d4 – Czarny król · g4 – Biały pionek · f3 – Biały król · b1 – Biała wieża | 2 |
| 1 | d7 – Czarna wieża · f6 – Biały pionek · c5 – Czarny pionek · e5 – Czarny goniec · g5 – Biała wieża · d4 – Czarny król · g4 – Biały pionek · f3 – Biały król · b1 – Biała wieża | d7 – Czarna wieża · f6 – Biały pionek · c5 – Czarny pionek · e5 – Czarny goniec · g5 – Biała wieża · d4 – Czarny król · g4 – Biały pionek · f3 – Biały król · b1 – Biała wieża | d7 – Czarna wieża · f6 – Biały pionek · c5 – Czarny pionek · e5 – Czarny goniec · g5 – Biała wieża · d4 – Czarny król · g4 – Biały pionek · f3 – Biały król · b1 – Biała wieża | d7 – Czarna wieża · f6 – Biały pionek · c5 – Czarny pionek · e5 – Czarny goniec · g5 – Biała wieża · d4 – Czarny król · g4 – Biały pionek · f3 – Biały król · b1 – Biała wieża | d7 – Czarna wieża · f6 – Biały pionek · c5 – Czarny pionek · e5 – Czarny goniec · g5 – Biała wieża · d4 – Czarny król · g4 – Biały pionek · f3 – Biały król · b1 – Biała wieża | d7 – Czarna wieża · f6 – Biały pionek · c5 – Czarny pionek · e5 – Czarny goniec · g5 – Biała wieża · d4 – Czarny król · g4 – Biały pionek · f3 – Biały król · b1 – Biała wieża | d7 – Czarna wieża · f6 – Biały pionek · c5 – Czarny pionek · e5 – Czarny goniec · g5 – Biała wieża · d4 – Czarny król · g4 – Biały pionek · f3 – Biały król · b1 – Biała wieża | d7 – Czarna wieża · f6 – Biały pionek · c5 – Czarny pionek · e5 – Czarny goniec · g5 – Biała wieża · d4 – Czarny król · g4 – Biały pionek · f3 – Biały król · b1 – Biała wieża | 1 |
|   | a | b | c | d | e | f | g | h |   |

| 10 | 10 | 1. e4! e5! 2. Sf3 Sc6 3. Gb5 a6 4. Ga4 Sf6 5. O-O Ge7 6. We1 b5 7. Gb3 d6 8. c3 O-O 9. h3 Sb8 10. d4 Sbd7 11. Sbd2 Gb7 12. Gc2 We8 13. b4 Gf8 14. a4 Sb6 15. a5 Sbd7 16. Gb2 Hb8 17. Wb1! c5 18. b:c5 d:c5 19. d:e5 S:e5 20. S:e5 H:e5 21. c4 Hf4 22. G:f6 H:f6 23. c:b5 Wed8 24. Hc1 Hc3 25. Sf3 H:a5? 26. Gb3! a:b5 27. Hf4 Wd7? 28. Se5 Hc7 29. Wbd1! We7 30. G:f7+ W:f7 31. H:f7+ H:f7 32. S:f7 G:e4 33. W:e4 K:f7 34. Wd7+ Kf6 35. Wb7 Wa1+? 36. Kh2 Gd6+ 37. g3 b4 38. Kg2 h5 39. Wb6 Wd1 40. Kf3? Kf7? 41. Ke2 Wd5 42. f4 g6 43. g4 h:g4 44. h:g4 g5 45. f5 Ge5 46. Wb5! Kf6 47. We:b4 Gd4 48. Wb6+ Ke5 49. Kf3 Wd8 50. Wb8 Wd7 51. W4b7 Wd6 52. Wb6 Wd7 53. Wg6 Kd5 54. W:g5 Ge5 55. f6 Kd4 56. Wb1 1-0 |
| F  | S  | 1. e4! e5! 2. Sf3 Sc6 3. Gb5 a6 4. Ga4 Sf6 5. O-O Ge7 6. We1 b5 7. Gb3 d6 8. c3 O-O 9. h3 Sb8 10. d4 Sbd7 11. Sbd2 Gb7 12. Gc2 We8 13. b4 Gf8 14. a4 Sb6 15. a5 Sbd7 16. Gb2 Hb8 17. Wb1! c5 18. b:c5 d:c5 19. d:e5 S:e5 20. S:e5 H:e5 21. c4 Hf4 22. G:f6 H:f6 23. c:b5 Wed8 24. Hc1 Hc3 25. Sf3 H:a5? 26. Gb3! a:b5 27. Hf4 Wd7? 28. Se5 Hc7 29. Wbd1! We7 30. G:f7+ W:f7 31. H:f7+ H:f7 32. S:f7 G:e4 33. W:e4 K:f7 34. Wd7+ Kf6 35. Wb7 Wa1+? 36. Kh2 Gd6+ 37. g3 b4 38. Kg2 h5 39. Wb6 Wd1 40. Kf3? Kf7? 41. Ke2 Wd5 42. f4 g6 43. g4 h:g4 44. h:g4 g5 45. f5 Ge5 46. Wb5! Kf6 47. We:b4 Gd4 48. Wb6+ Ke5 49. Kf3 Wd8 50. Wb8 Wd7 51. W4b7 Wd6 52. Wb6 Wd7 53. Wg6 Kd5 54. W:g5 Ge5 55. f6 Kd4 56. Wb1 1-0 |

W XI partii Fischer powtórzył debiut i wariant z VII partii, ale wpadł na przygotowaną przez Spasskiego kontrę i ostatecznie ją przegrał, popełniając w niej kilka błędów (18...h4?, 19...Sd6?, 20...f5?,...22...Hb5?), potem w 25 posunięciu stracił hetmana (25.a:b5) (→ diagram).
|   | a | b | c | d | e | f | g | h |   |
| 8 | a8 – Czarna wieża · c8 – Czarny goniec · e8 – Czarny król · b7 – Czarny pionek · e7 – Czarny goniec · a6 – Czarny pionek · c6 – Biały pionek · e6 – Biała wieża · f6 – Biały hetman · b5 – Biały pionek · f5 – Czarny skoczek · f4 – Biały pionek · g4 – Czarny pionek · b3 – Biały skoczek · h3 – Czarna wieża · d2 – Biały skoczek · g2 – Biały król · h2 – Biały pionek · a1 – Biała wieża | a8 – Czarna wieża · c8 – Czarny goniec · e8 – Czarny król · b7 – Czarny pionek · e7 – Czarny goniec · a6 – Czarny pionek · c6 – Biały pionek · e6 – Biała wieża · f6 – Biały hetman · b5 – Biały pionek · f5 – Czarny skoczek · f4 – Biały pionek · g4 – Czarny pionek · b3 – Biały skoczek · h3 – Czarna wieża · d2 – Biały skoczek · g2 – Biały król · h2 – Biały pionek · a1 – Biała wieża | a8 – Czarna wieża · c8 – Czarny goniec · e8 – Czarny król · b7 – Czarny pionek · e7 – Czarny goniec · a6 – Czarny pionek · c6 – Biały pionek · e6 – Biała wieża · f6 – Biały hetman · b5 – Biały pionek · f5 – Czarny skoczek · f4 – Biały pionek · g4 – Czarny pionek · b3 – Biały skoczek · h3 – Czarna wieża · d2 – Biały skoczek · g2 – Biały król · h2 – Biały pionek · a1 – Biała wieża | a8 – Czarna wieża · c8 – Czarny goniec · e8 – Czarny król · b7 – Czarny pionek · e7 – Czarny goniec · a6 – Czarny pionek · c6 – Biały pionek · e6 – Biała wieża · f6 – Biały hetman · b5 – Biały pionek · f5 – Czarny skoczek · f4 – Biały pionek · g4 – Czarny pionek · b3 – Biały skoczek · h3 – Czarna wieża · d2 – Biały skoczek · g2 – Biały król · h2 – Biały pionek · a1 – Biała wieża | a8 – Czarna wieża · c8 – Czarny goniec · e8 – Czarny król · b7 – Czarny pionek · e7 – Czarny goniec · a6 – Czarny pionek · c6 – Biały pionek · e6 – Biała wieża · f6 – Biały hetman · b5 – Biały pionek · f5 – Czarny skoczek · f4 – Biały pionek · g4 – Czarny pionek · b3 – Biały skoczek · h3 – Czarna wieża · d2 – Biały skoczek · g2 – Biały król · h2 – Biały pionek · a1 – Biała wieża | a8 – Czarna wieża · c8 – Czarny goniec · e8 – Czarny król · b7 – Czarny pionek · e7 – Czarny goniec · a6 – Czarny pionek · c6 – Biały pionek · e6 – Biała wieża · f6 – Biały hetman · b5 – Biały pionek · f5 – Czarny skoczek · f4 – Biały pionek · g4 – Czarny pionek · b3 – Biały skoczek · h3 – Czarna wieża · d2 – Biały skoczek · g2 – Biały król · h2 – Biały pionek · a1 – Biała wieża | a8 – Czarna wieża · c8 – Czarny goniec · e8 – Czarny król · b7 – Czarny pionek · e7 – Czarny goniec · a6 – Czarny pionek · c6 – Biały pionek · e6 – Biała wieża · f6 – Biały hetman · b5 – Biały pionek · f5 – Czarny skoczek · f4 – Biały pionek · g4 – Czarny pionek · b3 – Biały skoczek · h3 – Czarna wieża · d2 – Biały skoczek · g2 – Biały król · h2 – Biały pionek · a1 – Biała wieża | a8 – Czarna wieża · c8 – Czarny goniec · e8 – Czarny król · b7 – Czarny pionek · e7 – Czarny goniec · a6 – Czarny pionek · c6 – Biały pionek · e6 – Biała wieża · f6 – Biały hetman · b5 – Biały pionek · f5 – Czarny skoczek · f4 – Biały pionek · g4 – Czarny pionek · b3 – Biały skoczek · h3 – Czarna wieża · d2 – Biały skoczek · g2 – Biały król · h2 – Biały pionek · a1 – Biała wieża | 8 |
| 7 | a8 – Czarna wieża · c8 – Czarny goniec · e8 – Czarny król · b7 – Czarny pionek · e7 – Czarny goniec · a6 – Czarny pionek · c6 – Biały pionek · e6 – Biała wieża · f6 – Biały hetman · b5 – Biały pionek · f5 – Czarny skoczek · f4 – Biały pionek · g4 – Czarny pionek · b3 – Biały skoczek · h3 – Czarna wieża · d2 – Biały skoczek · g2 – Biały król · h2 – Biały pionek · a1 – Biała wieża | a8 – Czarna wieża · c8 – Czarny goniec · e8 – Czarny król · b7 – Czarny pionek · e7 – Czarny goniec · a6 – Czarny pionek · c6 – Biały pionek · e6 – Biała wieża · f6 – Biały hetman · b5 – Biały pionek · f5 – Czarny skoczek · f4 – Biały pionek · g4 – Czarny pionek · b3 – Biały skoczek · h3 – Czarna wieża · d2 – Biały skoczek · g2 – Biały król · h2 – Biały pionek · a1 – Biała wieża | a8 – Czarna wieża · c8 – Czarny goniec · e8 – Czarny król · b7 – Czarny pionek · e7 – Czarny goniec · a6 – Czarny pionek · c6 – Biały pionek · e6 – Biała wieża · f6 – Biały hetman · b5 – Biały pionek · f5 – Czarny skoczek · f4 – Biały pionek · g4 – Czarny pionek · b3 – Biały skoczek · h3 – Czarna wieża · d2 – Biały skoczek · g2 – Biały król · h2 – Biały pionek · a1 – Biała wieża | a8 – Czarna wieża · c8 – Czarny goniec · e8 – Czarny król · b7 – Czarny pionek · e7 – Czarny goniec · a6 – Czarny pionek · c6 – Biały pionek · e6 – Biała wieża · f6 – Biały hetman · b5 – Biały pionek · f5 – Czarny skoczek · f4 – Biały pionek · g4 – Czarny pionek · b3 – Biały skoczek · h3 – Czarna wieża · d2 – Biały skoczek · g2 – Biały król · h2 – Biały pionek · a1 – Biała wieża | a8 – Czarna wieża · c8 – Czarny goniec · e8 – Czarny król · b7 – Czarny pionek · e7 – Czarny goniec · a6 – Czarny pionek · c6 – Biały pionek · e6 – Biała wieża · f6 – Biały hetman · b5 – Biały pionek · f5 – Czarny skoczek · f4 – Biały pionek · g4 – Czarny pionek · b3 – Biały skoczek · h3 – Czarna wieża · d2 – Biały skoczek · g2 – Biały król · h2 – Biały pionek · a1 – Biała wieża | a8 – Czarna wieża · c8 – Czarny goniec · e8 – Czarny król · b7 – Czarny pionek · e7 – Czarny goniec · a6 – Czarny pionek · c6 – Biały pionek · e6 – Biała wieża · f6 – Biały hetman · b5 – Biały pionek · f5 – Czarny skoczek · f4 – Biały pionek · g4 – Czarny pionek · b3 – Biały skoczek · h3 – Czarna wieża · d2 – Biały skoczek · g2 – Biały król · h2 – Biały pionek · a1 – Biała wieża | a8 – Czarna wieża · c8 – Czarny goniec · e8 – Czarny król · b7 – Czarny pionek · e7 – Czarny goniec · a6 – Czarny pionek · c6 – Biały pionek · e6 – Biała wieża · f6 – Biały hetman · b5 – Biały pionek · f5 – Czarny skoczek · f4 – Biały pionek · g4 – Czarny pionek · b3 – Biały skoczek · h3 – Czarna wieża · d2 – Biały skoczek · g2 – Biały król · h2 – Biały pionek · a1 – Biała wieża | a8 – Czarna wieża · c8 – Czarny goniec · e8 – Czarny król · b7 – Czarny pionek · e7 – Czarny goniec · a6 – Czarny pionek · c6 – Biały pionek · e6 – Biała wieża · f6 – Biały hetman · b5 – Biały pionek · f5 – Czarny skoczek · f4 – Biały pionek · g4 – Czarny pionek · b3 – Biały skoczek · h3 – Czarna wieża · d2 – Biały skoczek · g2 – Biały król · h2 – Biały pionek · a1 – Biała wieża | 7 |
| 6 | a8 – Czarna wieża · c8 – Czarny goniec · e8 – Czarny król · b7 – Czarny pionek · e7 – Czarny goniec · a6 – Czarny pionek · c6 – Biały pionek · e6 – Biała wieża · f6 – Biały hetman · b5 – Biały pionek · f5 – Czarny skoczek · f4 – Biały pionek · g4 – Czarny pionek · b3 – Biały skoczek · h3 – Czarna wieża · d2 – Biały skoczek · g2 – Biały król · h2 – Biały pionek · a1 – Biała wieża | a8 – Czarna wieża · c8 – Czarny goniec · e8 – Czarny król · b7 – Czarny pionek · e7 – Czarny goniec · a6 – Czarny pionek · c6 – Biały pionek · e6 – Biała wieża · f6 – Biały hetman · b5 – Biały pionek · f5 – Czarny skoczek · f4 – Biały pionek · g4 – Czarny pionek · b3 – Biały skoczek · h3 – Czarna wieża · d2 – Biały skoczek · g2 – Biały król · h2 – Biały pionek · a1 – Biała wieża | a8 – Czarna wieża · c8 – Czarny goniec · e8 – Czarny król · b7 – Czarny pionek · e7 – Czarny goniec · a6 – Czarny pionek · c6 – Biały pionek · e6 – Biała wieża · f6 – Biały hetman · b5 – Biały pionek · f5 – Czarny skoczek · f4 – Biały pionek · g4 – Czarny pionek · b3 – Biały skoczek · h3 – Czarna wieża · d2 – Biały skoczek · g2 – Biały król · h2 – Biały pionek · a1 – Biała wieża | a8 – Czarna wieża · c8 – Czarny goniec · e8 – Czarny król · b7 – Czarny pionek · e7 – Czarny goniec · a6 – Czarny pionek · c6 – Biały pionek · e6 – Biała wieża · f6 – Biały hetman · b5 – Biały pionek · f5 – Czarny skoczek · f4 – Biały pionek · g4 – Czarny pionek · b3 – Biały skoczek · h3 – Czarna wieża · d2 – Biały skoczek · g2 – Biały król · h2 – Biały pionek · a1 – Biała wieża | a8 – Czarna wieża · c8 – Czarny goniec · e8 – Czarny król · b7 – Czarny pionek · e7 – Czarny goniec · a6 – Czarny pionek · c6 – Biały pionek · e6 – Biała wieża · f6 – Biały hetman · b5 – Biały pionek · f5 – Czarny skoczek · f4 – Biały pionek · g4 – Czarny pionek · b3 – Biały skoczek · h3 – Czarna wieża · d2 – Biały skoczek · g2 – Biały król · h2 – Biały pionek · a1 – Biała wieża | a8 – Czarna wieża · c8 – Czarny goniec · e8 – Czarny król · b7 – Czarny pionek · e7 – Czarny goniec · a6 – Czarny pionek · c6 – Biały pionek · e6 – Biała wieża · f6 – Biały hetman · b5 – Biały pionek · f5 – Czarny skoczek · f4 – Biały pionek · g4 – Czarny pionek · b3 – Biały skoczek · h3 – Czarna wieża · d2 – Biały skoczek · g2 – Biały król · h2 – Biały pionek · a1 – Biała wieża | a8 – Czarna wieża · c8 – Czarny goniec · e8 – Czarny król · b7 – Czarny pionek · e7 – Czarny goniec · a6 – Czarny pionek · c6 – Biały pionek · e6 – Biała wieża · f6 – Biały hetman · b5 – Biały pionek · f5 – Czarny skoczek · f4 – Biały pionek · g4 – Czarny pionek · b3 – Biały skoczek · h3 – Czarna wieża · d2 – Biały skoczek · g2 – Biały król · h2 – Biały pionek · a1 – Biała wieża | a8 – Czarna wieża · c8 – Czarny goniec · e8 – Czarny król · b7 – Czarny pionek · e7 – Czarny goniec · a6 – Czarny pionek · c6 – Biały pionek · e6 – Biała wieża · f6 – Biały hetman · b5 – Biały pionek · f5 – Czarny skoczek · f4 – Biały pionek · g4 – Czarny pionek · b3 – Biały skoczek · h3 – Czarna wieża · d2 – Biały skoczek · g2 – Biały król · h2 – Biały pionek · a1 – Biała wieża | 6 |
| 5 | a8 – Czarna wieża · c8 – Czarny goniec · e8 – Czarny król · b7 – Czarny pionek · e7 – Czarny goniec · a6 – Czarny pionek · c6 – Biały pionek · e6 – Biała wieża · f6 – Biały hetman · b5 – Biały pionek · f5 – Czarny skoczek · f4 – Biały pionek · g4 – Czarny pionek · b3 – Biały skoczek · h3 – Czarna wieża · d2 – Biały skoczek · g2 – Biały król · h2 – Biały pionek · a1 – Biała wieża | a8 – Czarna wieża · c8 – Czarny goniec · e8 – Czarny król · b7 – Czarny pionek · e7 – Czarny goniec · a6 – Czarny pionek · c6 – Biały pionek · e6 – Biała wieża · f6 – Biały hetman · b5 – Biały pionek · f5 – Czarny skoczek · f4 – Biały pionek · g4 – Czarny pionek · b3 – Biały skoczek · h3 – Czarna wieża · d2 – Biały skoczek · g2 – Biały król · h2 – Biały pionek · a1 – Biała wieża | a8 – Czarna wieża · c8 – Czarny goniec · e8 – Czarny król · b7 – Czarny pionek · e7 – Czarny goniec · a6 – Czarny pionek · c6 – Biały pionek · e6 – Biała wieża · f6 – Biały hetman · b5 – Biały pionek · f5 – Czarny skoczek · f4 – Biały pionek · g4 – Czarny pionek · b3 – Biały skoczek · h3 – Czarna wieża · d2 – Biały skoczek · g2 – Biały król · h2 – Biały pionek · a1 – Biała wieża | a8 – Czarna wieża · c8 – Czarny goniec · e8 – Czarny król · b7 – Czarny pionek · e7 – Czarny goniec · a6 – Czarny pionek · c6 – Biały pionek · e6 – Biała wieża · f6 – Biały hetman · b5 – Biały pionek · f5 – Czarny skoczek · f4 – Biały pionek · g4 – Czarny pionek · b3 – Biały skoczek · h3 – Czarna wieża · d2 – Biały skoczek · g2 – Biały król · h2 – Biały pionek · a1 – Biała wieża | a8 – Czarna wieża · c8 – Czarny goniec · e8 – Czarny król · b7 – Czarny pionek · e7 – Czarny goniec · a6 – Czarny pionek · c6 – Biały pionek · e6 – Biała wieża · f6 – Biały hetman · b5 – Biały pionek · f5 – Czarny skoczek · f4 – Biały pionek · g4 – Czarny pionek · b3 – Biały skoczek · h3 – Czarna wieża · d2 – Biały skoczek · g2 – Biały król · h2 – Biały pionek · a1 – Biała wieża | a8 – Czarna wieża · c8 – Czarny goniec · e8 – Czarny król · b7 – Czarny pionek · e7 – Czarny goniec · a6 – Czarny pionek · c6 – Biały pionek · e6 – Biała wieża · f6 – Biały hetman · b5 – Biały pionek · f5 – Czarny skoczek · f4 – Biały pionek · g4 – Czarny pionek · b3 – Biały skoczek · h3 – Czarna wieża · d2 – Biały skoczek · g2 – Biały król · h2 – Biały pionek · a1 – Biała wieża | a8 – Czarna wieża · c8 – Czarny goniec · e8 – Czarny król · b7 – Czarny pionek · e7 – Czarny goniec · a6 – Czarny pionek · c6 – Biały pionek · e6 – Biała wieża · f6 – Biały hetman · b5 – Biały pionek · f5 – Czarny skoczek · f4 – Biały pionek · g4 – Czarny pionek · b3 – Biały skoczek · h3 – Czarna wieża · d2 – Biały skoczek · g2 – Biały król · h2 – Biały pionek · a1 – Biała wieża | a8 – Czarna wieża · c8 – Czarny goniec · e8 – Czarny król · b7 – Czarny pionek · e7 – Czarny goniec · a6 – Czarny pionek · c6 – Biały pionek · e6 – Biała wieża · f6 – Biały hetman · b5 – Biały pionek · f5 – Czarny skoczek · f4 – Biały pionek · g4 – Czarny pionek · b3 – Biały skoczek · h3 – Czarna wieża · d2 – Biały skoczek · g2 – Biały król · h2 – Biały pionek · a1 – Biała wieża | 5 |
| 4 | a8 – Czarna wieża · c8 – Czarny goniec · e8 – Czarny król · b7 – Czarny pionek · e7 – Czarny goniec · a6 – Czarny pionek · c6 – Biały pionek · e6 – Biała wieża · f6 – Biały hetman · b5 – Biały pionek · f5 – Czarny skoczek · f4 – Biały pionek · g4 – Czarny pionek · b3 – Biały skoczek · h3 – Czarna wieża · d2 – Biały skoczek · g2 – Biały król · h2 – Biały pionek · a1 – Biała wieża | a8 – Czarna wieża · c8 – Czarny goniec · e8 – Czarny król · b7 – Czarny pionek · e7 – Czarny goniec · a6 – Czarny pionek · c6 – Biały pionek · e6 – Biała wieża · f6 – Biały hetman · b5 – Biały pionek · f5 – Czarny skoczek · f4 – Biały pionek · g4 – Czarny pionek · b3 – Biały skoczek · h3 – Czarna wieża · d2 – Biały skoczek · g2 – Biały król · h2 – Biały pionek · a1 – Biała wieża | a8 – Czarna wieża · c8 – Czarny goniec · e8 – Czarny król · b7 – Czarny pionek · e7 – Czarny goniec · a6 – Czarny pionek · c6 – Biały pionek · e6 – Biała wieża · f6 – Biały hetman · b5 – Biały pionek · f5 – Czarny skoczek · f4 – Biały pionek · g4 – Czarny pionek · b3 – Biały skoczek · h3 – Czarna wieża · d2 – Biały skoczek · g2 – Biały król · h2 – Biały pionek · a1 – Biała wieża | a8 – Czarna wieża · c8 – Czarny goniec · e8 – Czarny król · b7 – Czarny pionek · e7 – Czarny goniec · a6 – Czarny pionek · c6 – Biały pionek · e6 – Biała wieża · f6 – Biały hetman · b5 – Biały pionek · f5 – Czarny skoczek · f4 – Biały pionek · g4 – Czarny pionek · b3 – Biały skoczek · h3 – Czarna wieża · d2 – Biały skoczek · g2 – Biały król · h2 – Biały pionek · a1 – Biała wieża | a8 – Czarna wieża · c8 – Czarny goniec · e8 – Czarny król · b7 – Czarny pionek · e7 – Czarny goniec · a6 – Czarny pionek · c6 – Biały pionek · e6 – Biała wieża · f6 – Biały hetman · b5 – Biały pionek · f5 – Czarny skoczek · f4 – Biały pionek · g4 – Czarny pionek · b3 – Biały skoczek · h3 – Czarna wieża · d2 – Biały skoczek · g2 – Biały król · h2 – Biały pionek · a1 – Biała wieża | a8 – Czarna wieża · c8 – Czarny goniec · e8 – Czarny król · b7 – Czarny pionek · e7 – Czarny goniec · a6 – Czarny pionek · c6 – Biały pionek · e6 – Biała wieża · f6 – Biały hetman · b5 – Biały pionek · f5 – Czarny skoczek · f4 – Biały pionek · g4 – Czarny pionek · b3 – Biały skoczek · h3 – Czarna wieża · d2 – Biały skoczek · g2 – Biały król · h2 – Biały pionek · a1 – Biała wieża | a8 – Czarna wieża · c8 – Czarny goniec · e8 – Czarny król · b7 – Czarny pionek · e7 – Czarny goniec · a6 – Czarny pionek · c6 – Biały pionek · e6 – Biała wieża · f6 – Biały hetman · b5 – Biały pionek · f5 – Czarny skoczek · f4 – Biały pionek · g4 – Czarny pionek · b3 – Biały skoczek · h3 – Czarna wieża · d2 – Biały skoczek · g2 – Biały król · h2 – Biały pionek · a1 – Biała wieża | a8 – Czarna wieża · c8 – Czarny goniec · e8 – Czarny król · b7 – Czarny pionek · e7 – Czarny goniec · a6 – Czarny pionek · c6 – Biały pionek · e6 – Biała wieża · f6 – Biały hetman · b5 – Biały pionek · f5 – Czarny skoczek · f4 – Biały pionek · g4 – Czarny pionek · b3 – Biały skoczek · h3 – Czarna wieża · d2 – Biały skoczek · g2 – Biały król · h2 – Biały pionek · a1 – Biała wieża | 4 |
| 3 | a8 – Czarna wieża · c8 – Czarny goniec · e8 – Czarny król · b7 – Czarny pionek · e7 – Czarny goniec · a6 – Czarny pionek · c6 – Biały pionek · e6 – Biała wieża · f6 – Biały hetman · b5 – Biały pionek · f5 – Czarny skoczek · f4 – Biały pionek · g4 – Czarny pionek · b3 – Biały skoczek · h3 – Czarna wieża · d2 – Biały skoczek · g2 – Biały król · h2 – Biały pionek · a1 – Biała wieża | a8 – Czarna wieża · c8 – Czarny goniec · e8 – Czarny król · b7 – Czarny pionek · e7 – Czarny goniec · a6 – Czarny pionek · c6 – Biały pionek · e6 – Biała wieża · f6 – Biały hetman · b5 – Biały pionek · f5 – Czarny skoczek · f4 – Biały pionek · g4 – Czarny pionek · b3 – Biały skoczek · h3 – Czarna wieża · d2 – Biały skoczek · g2 – Biały król · h2 – Biały pionek · a1 – Biała wieża | a8 – Czarna wieża · c8 – Czarny goniec · e8 – Czarny król · b7 – Czarny pionek · e7 – Czarny goniec · a6 – Czarny pionek · c6 – Biały pionek · e6 – Biała wieża · f6 – Biały hetman · b5 – Biały pionek · f5 – Czarny skoczek · f4 – Biały pionek · g4 – Czarny pionek · b3 – Biały skoczek · h3 – Czarna wieża · d2 – Biały skoczek · g2 – Biały król · h2 – Biały pionek · a1 – Biała wieża | a8 – Czarna wieża · c8 – Czarny goniec · e8 – Czarny król · b7 – Czarny pionek · e7 – Czarny goniec · a6 – Czarny pionek · c6 – Biały pionek · e6 – Biała wieża · f6 – Biały hetman · b5 – Biały pionek · f5 – Czarny skoczek · f4 – Biały pionek · g4 – Czarny pionek · b3 – Biały skoczek · h3 – Czarna wieża · d2 – Biały skoczek · g2 – Biały król · h2 – Biały pionek · a1 – Biała wieża | a8 – Czarna wieża · c8 – Czarny goniec · e8 – Czarny król · b7 – Czarny pionek · e7 – Czarny goniec · a6 – Czarny pionek · c6 – Biały pionek · e6 – Biała wieża · f6 – Biały hetman · b5 – Biały pionek · f5 – Czarny skoczek · f4 – Biały pionek · g4 – Czarny pionek · b3 – Biały skoczek · h3 – Czarna wieża · d2 – Biały skoczek · g2 – Biały król · h2 – Biały pionek · a1 – Biała wieża | a8 – Czarna wieża · c8 – Czarny goniec · e8 – Czarny król · b7 – Czarny pionek · e7 – Czarny goniec · a6 – Czarny pionek · c6 – Biały pionek · e6 – Biała wieża · f6 – Biały hetman · b5 – Biały pionek · f5 – Czarny skoczek · f4 – Biały pionek · g4 – Czarny pionek · b3 – Biały skoczek · h3 – Czarna wieża · d2 – Biały skoczek · g2 – Biały król · h2 – Biały pionek · a1 – Biała wieża | a8 – Czarna wieża · c8 – Czarny goniec · e8 – Czarny król · b7 – Czarny pionek · e7 – Czarny goniec · a6 – Czarny pionek · c6 – Biały pionek · e6 – Biała wieża · f6 – Biały hetman · b5 – Biały pionek · f5 – Czarny skoczek · f4 – Biały pionek · g4 – Czarny pionek · b3 – Biały skoczek · h3 – Czarna wieża · d2 – Biały skoczek · g2 – Biały król · h2 – Biały pionek · a1 – Biała wieża | a8 – Czarna wieża · c8 – Czarny goniec · e8 – Czarny król · b7 – Czarny pionek · e7 – Czarny goniec · a6 – Czarny pionek · c6 – Biały pionek · e6 – Biała wieża · f6 – Biały hetman · b5 – Biały pionek · f5 – Czarny skoczek · f4 – Biały pionek · g4 – Czarny pionek · b3 – Biały skoczek · h3 – Czarna wieża · d2 – Biały skoczek · g2 – Biały król · h2 – Biały pionek · a1 – Biała wieża | 3 |
| 2 | a8 – Czarna wieża · c8 – Czarny goniec · e8 – Czarny król · b7 – Czarny pionek · e7 – Czarny goniec · a6 – Czarny pionek · c6 – Biały pionek · e6 – Biała wieża · f6 – Biały hetman · b5 – Biały pionek · f5 – Czarny skoczek · f4 – Biały pionek · g4 – Czarny pionek · b3 – Biały skoczek · h3 – Czarna wieża · d2 – Biały skoczek · g2 – Biały król · h2 – Biały pionek · a1 – Biała wieża | a8 – Czarna wieża · c8 – Czarny goniec · e8 – Czarny król · b7 – Czarny pionek · e7 – Czarny goniec · a6 – Czarny pionek · c6 – Biały pionek · e6 – Biała wieża · f6 – Biały hetman · b5 – Biały pionek · f5 – Czarny skoczek · f4 – Biały pionek · g4 – Czarny pionek · b3 – Biały skoczek · h3 – Czarna wieża · d2 – Biały skoczek · g2 – Biały król · h2 – Biały pionek · a1 – Biała wieża | a8 – Czarna wieża · c8 – Czarny goniec · e8 – Czarny król · b7 – Czarny pionek · e7 – Czarny goniec · a6 – Czarny pionek · c6 – Biały pionek · e6 – Biała wieża · f6 – Biały hetman · b5 – Biały pionek · f5 – Czarny skoczek · f4 – Biały pionek · g4 – Czarny pionek · b3 – Biały skoczek · h3 – Czarna wieża · d2 – Biały skoczek · g2 – Biały król · h2 – Biały pionek · a1 – Biała wieża | a8 – Czarna wieża · c8 – Czarny goniec · e8 – Czarny król · b7 – Czarny pionek · e7 – Czarny goniec · a6 – Czarny pionek · c6 – Biały pionek · e6 – Biała wieża · f6 – Biały hetman · b5 – Biały pionek · f5 – Czarny skoczek · f4 – Biały pionek · g4 – Czarny pionek · b3 – Biały skoczek · h3 – Czarna wieża · d2 – Biały skoczek · g2 – Biały król · h2 – Biały pionek · a1 – Biała wieża | a8 – Czarna wieża · c8 – Czarny goniec · e8 – Czarny król · b7 – Czarny pionek · e7 – Czarny goniec · a6 – Czarny pionek · c6 – Biały pionek · e6 – Biała wieża · f6 – Biały hetman · b5 – Biały pionek · f5 – Czarny skoczek · f4 – Biały pionek · g4 – Czarny pionek · b3 – Biały skoczek · h3 – Czarna wieża · d2 – Biały skoczek · g2 – Biały król · h2 – Biały pionek · a1 – Biała wieża | a8 – Czarna wieża · c8 – Czarny goniec · e8 – Czarny król · b7 – Czarny pionek · e7 – Czarny goniec · a6 – Czarny pionek · c6 – Biały pionek · e6 – Biała wieża · f6 – Biały hetman · b5 – Biały pionek · f5 – Czarny skoczek · f4 – Biały pionek · g4 – Czarny pionek · b3 – Biały skoczek · h3 – Czarna wieża · d2 – Biały skoczek · g2 – Biały król · h2 – Biały pionek · a1 – Biała wieża | a8 – Czarna wieża · c8 – Czarny goniec · e8 – Czarny król · b7 – Czarny pionek · e7 – Czarny goniec · a6 – Czarny pionek · c6 – Biały pionek · e6 – Biała wieża · f6 – Biały hetman · b5 – Biały pionek · f5 – Czarny skoczek · f4 – Biały pionek · g4 – Czarny pionek · b3 – Biały skoczek · h3 – Czarna wieża · d2 – Biały skoczek · g2 – Biały król · h2 – Biały pionek · a1 – Biała wieża | a8 – Czarna wieża · c8 – Czarny goniec · e8 – Czarny król · b7 – Czarny pionek · e7 – Czarny goniec · a6 – Czarny pionek · c6 – Biały pionek · e6 – Biała wieża · f6 – Biały hetman · b5 – Biały pionek · f5 – Czarny skoczek · f4 – Biały pionek · g4 – Czarny pionek · b3 – Biały skoczek · h3 – Czarna wieża · d2 – Biały skoczek · g2 – Biały król · h2 – Biały pionek · a1 – Biała wieża | 2 |
| 1 | a8 – Czarna wieża · c8 – Czarny goniec · e8 – Czarny król · b7 – Czarny pionek · e7 – Czarny goniec · a6 – Czarny pionek · c6 – Biały pionek · e6 – Biała wieża · f6 – Biały hetman · b5 – Biały pionek · f5 – Czarny skoczek · f4 – Biały pionek · g4 – Czarny pionek · b3 – Biały skoczek · h3 – Czarna wieża · d2 – Biały skoczek · g2 – Biały król · h2 – Biały pionek · a1 – Biała wieża | a8 – Czarna wieża · c8 – Czarny goniec · e8 – Czarny król · b7 – Czarny pionek · e7 – Czarny goniec · a6 – Czarny pionek · c6 – Biały pionek · e6 – Biała wieża · f6 – Biały hetman · b5 – Biały pionek · f5 – Czarny skoczek · f4 – Biały pionek · g4 – Czarny pionek · b3 – Biały skoczek · h3 – Czarna wieża · d2 – Biały skoczek · g2 – Biały król · h2 – Biały pionek · a1 – Biała wieża | a8 – Czarna wieża · c8 – Czarny goniec · e8 – Czarny król · b7 – Czarny pionek · e7 – Czarny goniec · a6 – Czarny pionek · c6 – Biały pionek · e6 – Biała wieża · f6 – Biały hetman · b5 – Biały pionek · f5 – Czarny skoczek · f4 – Biały pionek · g4 – Czarny pionek · b3 – Biały skoczek · h3 – Czarna wieża · d2 – Biały skoczek · g2 – Biały król · h2 – Biały pionek · a1 – Biała wieża | a8 – Czarna wieża · c8 – Czarny goniec · e8 – Czarny król · b7 – Czarny pionek · e7 – Czarny goniec · a6 – Czarny pionek · c6 – Biały pionek · e6 – Biała wieża · f6 – Biały hetman · b5 – Biały pionek · f5 – Czarny skoczek · f4 – Biały pionek · g4 – Czarny pionek · b3 – Biały skoczek · h3 – Czarna wieża · d2 – Biały skoczek · g2 – Biały król · h2 – Biały pionek · a1 – Biała wieża | a8 – Czarna wieża · c8 – Czarny goniec · e8 – Czarny król · b7 – Czarny pionek · e7 – Czarny goniec · a6 – Czarny pionek · c6 – Biały pionek · e6 – Biała wieża · f6 – Biały hetman · b5 – Biały pionek · f5 – Czarny skoczek · f4 – Biały pionek · g4 – Czarny pionek · b3 – Biały skoczek · h3 – Czarna wieża · d2 – Biały skoczek · g2 – Biały król · h2 – Biały pionek · a1 – Biała wieża | a8 – Czarna wieża · c8 – Czarny goniec · e8 – Czarny król · b7 – Czarny pionek · e7 – Czarny goniec · a6 – Czarny pionek · c6 – Biały pionek · e6 – Biała wieża · f6 – Biały hetman · b5 – Biały pionek · f5 – Czarny skoczek · f4 – Biały pionek · g4 – Czarny pionek · b3 – Biały skoczek · h3 – Czarna wieża · d2 – Biały skoczek · g2 – Biały król · h2 – Biały pionek · a1 – Biała wieża | a8 – Czarna wieża · c8 – Czarny goniec · e8 – Czarny król · b7 – Czarny pionek · e7 – Czarny goniec · a6 – Czarny pionek · c6 – Biały pionek · e6 – Biała wieża · f6 – Biały hetman · b5 – Biały pionek · f5 – Czarny skoczek · f4 – Biały pionek · g4 – Czarny pionek · b3 – Biały skoczek · h3 – Czarna wieża · d2 – Biały skoczek · g2 – Biały król · h2 – Biały pionek · a1 – Biała wieża | a8 – Czarna wieża · c8 – Czarny goniec · e8 – Czarny król · b7 – Czarny pionek · e7 – Czarny goniec · a6 – Czarny pionek · c6 – Biały pionek · e6 – Biała wieża · f6 – Biały hetman · b5 – Biały pionek · f5 – Czarny skoczek · f4 – Biały pionek · g4 – Czarny pionek · b3 – Biały skoczek · h3 – Czarna wieża · d2 – Biały skoczek · g2 – Biały król · h2 – Biały pionek · a1 – Biała wieża | 1 |
|   | a | b | c | d | e | f | g | h |   |

| 11 | 11 | 1. e4! c5! 2. Sf3 d6 3. d4 c:d4 4. S:d4 Sf6 5. Sc3 a6 6. Gg5! e6 7. f4 Hb6! 8. Hd2 H:b2 9. Sb3 Ha3 10. G:f6! g:f6 11. Ge2! h5 12. O-O Sc6 13. Kh1 Gd7? 14. Sb1 Hb4 15. He3 d5? 16. e:d5 Se7 17. c4! Sf5 18. Hd3! h4? 19. Gg4 Sd6? 20. S1d2 f5? 21. a3! Hb6 22. c5 Hb5? 23. Hc3! f:g4 24. a4! h3 25. a:b5 h:g2+ 26. K:g2 Wh3 27. Hf6! Sf5 28. c6! Gc8 29. d:e6 f:e6 30. Wfe1 Ge7 31. W:e6 1-0 |
| S  | F  | 1. e4! c5! 2. Sf3 d6 3. d4 c:d4 4. S:d4 Sf6 5. Sc3 a6 6. Gg5! e6 7. f4 Hb6! 8. Hd2 H:b2 9. Sb3 Ha3 10. G:f6! g:f6 11. Ge2! h5 12. O-O Sc6 13. Kh1 Gd7? 14. Sb1 Hb4 15. He3 d5? 16. e:d5 Se7 17. c4! Sf5 18. Hd3! h4? 19. Gg4 Sd6? 20. S1d2 f5? 21. a3! Hb6 22. c5 Hb5? 23. Hc3! f:g4 24. a4! h3 25. a:b5 h:g2+ 26. K:g2 Wh3 27. Hf6! Sf5 28. c6! Gc8 29. d:e6 f:e6 30. Wfe1 Ge7 31. W:e6 1-0 |

XII partia zakończyła się praktycznie bez emocji – remisem po dłuższej walce o charakterze kombinacyjnym, pomimo że Spasski uzyskał po 52 posunięciu (52...W:f2+) przewagę piona.
| 12 | 12 | 1. c4! e6 2. Sf3 d5 3. d4 Sf6 4. Sc3 Ge7 5. Gg5 h6 6. Gh4 O-O 7. e3 Sbd7! 8. Wc1 c6 9. Gd3 d:c4 10. G:c4 b5 11. Gd3 a6 12. a4! b:a4! 13. S:a4 Ha5+ 14. Sd2 Gb4 15. Sc3 c5 16. Sb3 Hd8 17. O-O c:d4 18. S:d4 Gb7 19. Ge4! Hb8! 20. Gg3 Ha7 21. Sc6 G:c6 22. G:c6 Wac8 23. Sa4 Wfd8 24. Gf3 a5! 25. Wc6 W:c6 26. G:c6 Wc8 27. Gf3 Ha6! 28. h3 Hb5 29. Ge2 Hc6 30. Gf3 Hb5 31. b3! Ge7 32. Ge2 Hb4 33. Ga6 Wc6 34. Gd3 Sc5! 35. Hf3! Wc8 36. S:c5 G:c5 37. Wc1 Wd8 38. Gc4 Hd2 39. Wf1 Gb4 40. Gc7 Wd7 41. Hc6 Hc2 42. Ge5 Wd2 43. Ha8+ Kh7 44. G:f6 g:f6 45. Hf3 f5 46. g4 He4 47. Kg2 Kg6! 48. Wc1 Ga3 49. Wa1 Gb4 50. Wc1 Ge7! 51. g:f5+ e:f5 52. We1 W:f2+ 53. K:f2 Gh4+ 54. Ke2 H:f3+ 55. K:f3 G:e1 ½-½ |
| F  | S  | 1. c4! e6 2. Sf3 d5 3. d4 Sf6 4. Sc3 Ge7 5. Gg5 h6 6. Gh4 O-O 7. e3 Sbd7! 8. Wc1 c6 9. Gd3 d:c4 10. G:c4 b5 11. Gd3 a6 12. a4! b:a4! 13. S:a4 Ha5+ 14. Sd2 Gb4 15. Sc3 c5 16. Sb3 Hd8 17. O-O c:d4 18. S:d4 Gb7 19. Ge4! Hb8! 20. Gg3 Ha7 21. Sc6 G:c6 22. G:c6 Wac8 23. Sa4 Wfd8 24. Gf3 a5! 25. Wc6 W:c6 26. G:c6 Wc8 27. Gf3 Ha6! 28. h3 Hb5 29. Ge2 Hc6 30. Gf3 Hb5 31. b3! Ge7 32. Ge2 Hb4 33. Ga6 Wc6 34. Gd3 Sc5! 35. Hf3! Wc8 36. S:c5 G:c5 37. Wc1 Wd8 38. Gc4 Hd2 39. Wf1 Gb4 40. Gc7 Wd7 41. Hc6 Hc2 42. Ge5 Wd2 43. Ha8+ Kh7 44. G:f6 g:f6 45. Hf3 f5 46. g4 He4 47. Kg2 Kg6! 48. Wc1 Ga3 49. Wa1 Gb4 50. Wc1 Ge7! 51. g:f5+ e:f5 52. We1 W:f2+ 53. K:f2 Gh4+ 54. Ke2 H:f3+ 55. K:f3 G:e1 ½-½ |

Bardzo ważna, a zarazem najdłuższa, trwająca 9,5 godziny okazała się XIII partia. Fischer w debiucie ofiarował piona, po wcześniejszym błędzie Spasskiego (9.a4?), a Spasski miał inicjatywę, której nie wykorzystał. Wytworzyła się ostra końcówka z lepszymi szansami dla Fischera, pretendent wypuścił jednak przewagę, a w dogrywce Spasski mógł parokrotnie zremisować, ale jednak popełnił błąd (69.Wd1+??) i Fischer odniósł kolejne zwycięstwo (→ diagram). Po rozegraniu całego meczu wspomniany wcześniej Krogius stwierdził:

Po meczu Fischer powiedział mi, że jeszcze zanim Spasski popełnił ten fatalny błąd, wiedział, patrząc na twarz Spasskiego, że mistrz był już zrezygnowany z przegranej gry.

|   | a | b | c | d | e | f | g | h |   |
| 8 | d7 – Czarna wieża · d4 – Biały goniec · e4 – Biała wieża · b3 – Czarny pionek · a2 – Czarny pionek · b2 – Biały król · f2 – Czarny pionek · f1 – Czarny król | d7 – Czarna wieża · d4 – Biały goniec · e4 – Biała wieża · b3 – Czarny pionek · a2 – Czarny pionek · b2 – Biały król · f2 – Czarny pionek · f1 – Czarny król | d7 – Czarna wieża · d4 – Biały goniec · e4 – Biała wieża · b3 – Czarny pionek · a2 – Czarny pionek · b2 – Biały król · f2 – Czarny pionek · f1 – Czarny król | d7 – Czarna wieża · d4 – Biały goniec · e4 – Biała wieża · b3 – Czarny pionek · a2 – Czarny pionek · b2 – Biały król · f2 – Czarny pionek · f1 – Czarny król | d7 – Czarna wieża · d4 – Biały goniec · e4 – Biała wieża · b3 – Czarny pionek · a2 – Czarny pionek · b2 – Biały król · f2 – Czarny pionek · f1 – Czarny król | d7 – Czarna wieża · d4 – Biały goniec · e4 – Biała wieża · b3 – Czarny pionek · a2 – Czarny pionek · b2 – Biały król · f2 – Czarny pionek · f1 – Czarny król | d7 – Czarna wieża · d4 – Biały goniec · e4 – Biała wieża · b3 – Czarny pionek · a2 – Czarny pionek · b2 – Biały król · f2 – Czarny pionek · f1 – Czarny król | d7 – Czarna wieża · d4 – Biały goniec · e4 – Biała wieża · b3 – Czarny pionek · a2 – Czarny pionek · b2 – Biały król · f2 – Czarny pionek · f1 – Czarny król | 8 |
| 7 | d7 – Czarna wieża · d4 – Biały goniec · e4 – Biała wieża · b3 – Czarny pionek · a2 – Czarny pionek · b2 – Biały król · f2 – Czarny pionek · f1 – Czarny król | d7 – Czarna wieża · d4 – Biały goniec · e4 – Biała wieża · b3 – Czarny pionek · a2 – Czarny pionek · b2 – Biały król · f2 – Czarny pionek · f1 – Czarny król | d7 – Czarna wieża · d4 – Biały goniec · e4 – Biała wieża · b3 – Czarny pionek · a2 – Czarny pionek · b2 – Biały król · f2 – Czarny pionek · f1 – Czarny król | d7 – Czarna wieża · d4 – Biały goniec · e4 – Biała wieża · b3 – Czarny pionek · a2 – Czarny pionek · b2 – Biały król · f2 – Czarny pionek · f1 – Czarny król | d7 – Czarna wieża · d4 – Biały goniec · e4 – Biała wieża · b3 – Czarny pionek · a2 – Czarny pionek · b2 – Biały król · f2 – Czarny pionek · f1 – Czarny król | d7 – Czarna wieża · d4 – Biały goniec · e4 – Biała wieża · b3 – Czarny pionek · a2 – Czarny pionek · b2 – Biały król · f2 – Czarny pionek · f1 – Czarny król | d7 – Czarna wieża · d4 – Biały goniec · e4 – Biała wieża · b3 – Czarny pionek · a2 – Czarny pionek · b2 – Biały król · f2 – Czarny pionek · f1 – Czarny król | d7 – Czarna wieża · d4 – Biały goniec · e4 – Biała wieża · b3 – Czarny pionek · a2 – Czarny pionek · b2 – Biały król · f2 – Czarny pionek · f1 – Czarny król | 7 |
| 6 | d7 – Czarna wieża · d4 – Biały goniec · e4 – Biała wieża · b3 – Czarny pionek · a2 – Czarny pionek · b2 – Biały król · f2 – Czarny pionek · f1 – Czarny król | d7 – Czarna wieża · d4 – Biały goniec · e4 – Biała wieża · b3 – Czarny pionek · a2 – Czarny pionek · b2 – Biały król · f2 – Czarny pionek · f1 – Czarny król | d7 – Czarna wieża · d4 – Biały goniec · e4 – Biała wieża · b3 – Czarny pionek · a2 – Czarny pionek · b2 – Biały król · f2 – Czarny pionek · f1 – Czarny król | d7 – Czarna wieża · d4 – Biały goniec · e4 – Biała wieża · b3 – Czarny pionek · a2 – Czarny pionek · b2 – Biały król · f2 – Czarny pionek · f1 – Czarny król | d7 – Czarna wieża · d4 – Biały goniec · e4 – Biała wieża · b3 – Czarny pionek · a2 – Czarny pionek · b2 – Biały król · f2 – Czarny pionek · f1 – Czarny król | d7 – Czarna wieża · d4 – Biały goniec · e4 – Biała wieża · b3 – Czarny pionek · a2 – Czarny pionek · b2 – Biały król · f2 – Czarny pionek · f1 – Czarny król | d7 – Czarna wieża · d4 – Biały goniec · e4 – Biała wieża · b3 – Czarny pionek · a2 – Czarny pionek · b2 – Biały król · f2 – Czarny pionek · f1 – Czarny król | d7 – Czarna wieża · d4 – Biały goniec · e4 – Biała wieża · b3 – Czarny pionek · a2 – Czarny pionek · b2 – Biały król · f2 – Czarny pionek · f1 – Czarny król | 6 |
| 5 | d7 – Czarna wieża · d4 – Biały goniec · e4 – Biała wieża · b3 – Czarny pionek · a2 – Czarny pionek · b2 – Biały król · f2 – Czarny pionek · f1 – Czarny król | d7 – Czarna wieża · d4 – Biały goniec · e4 – Biała wieża · b3 – Czarny pionek · a2 – Czarny pionek · b2 – Biały król · f2 – Czarny pionek · f1 – Czarny król | d7 – Czarna wieża · d4 – Biały goniec · e4 – Biała wieża · b3 – Czarny pionek · a2 – Czarny pionek · b2 – Biały król · f2 – Czarny pionek · f1 – Czarny król | d7 – Czarna wieża · d4 – Biały goniec · e4 – Biała wieża · b3 – Czarny pionek · a2 – Czarny pionek · b2 – Biały król · f2 – Czarny pionek · f1 – Czarny król | d7 – Czarna wieża · d4 – Biały goniec · e4 – Biała wieża · b3 – Czarny pionek · a2 – Czarny pionek · b2 – Biały król · f2 – Czarny pionek · f1 – Czarny król | d7 – Czarna wieża · d4 – Biały goniec · e4 – Biała wieża · b3 – Czarny pionek · a2 – Czarny pionek · b2 – Biały król · f2 – Czarny pionek · f1 – Czarny król | d7 – Czarna wieża · d4 – Biały goniec · e4 – Biała wieża · b3 – Czarny pionek · a2 – Czarny pionek · b2 – Biały król · f2 – Czarny pionek · f1 – Czarny król | d7 – Czarna wieża · d4 – Biały goniec · e4 – Biała wieża · b3 – Czarny pionek · a2 – Czarny pionek · b2 – Biały król · f2 – Czarny pionek · f1 – Czarny król | 5 |
| 4 | d7 – Czarna wieża · d4 – Biały goniec · e4 – Biała wieża · b3 – Czarny pionek · a2 – Czarny pionek · b2 – Biały król · f2 – Czarny pionek · f1 – Czarny król | d7 – Czarna wieża · d4 – Biały goniec · e4 – Biała wieża · b3 – Czarny pionek · a2 – Czarny pionek · b2 – Biały król · f2 – Czarny pionek · f1 – Czarny król | d7 – Czarna wieża · d4 – Biały goniec · e4 – Biała wieża · b3 – Czarny pionek · a2 – Czarny pionek · b2 – Biały król · f2 – Czarny pionek · f1 – Czarny król | d7 – Czarna wieża · d4 – Biały goniec · e4 – Biała wieża · b3 – Czarny pionek · a2 – Czarny pionek · b2 – Biały król · f2 – Czarny pionek · f1 – Czarny król | d7 – Czarna wieża · d4 – Biały goniec · e4 – Biała wieża · b3 – Czarny pionek · a2 – Czarny pionek · b2 – Biały król · f2 – Czarny pionek · f1 – Czarny król | d7 – Czarna wieża · d4 – Biały goniec · e4 – Biała wieża · b3 – Czarny pionek · a2 – Czarny pionek · b2 – Biały król · f2 – Czarny pionek · f1 – Czarny król | d7 – Czarna wieża · d4 – Biały goniec · e4 – Biała wieża · b3 – Czarny pionek · a2 – Czarny pionek · b2 – Biały król · f2 – Czarny pionek · f1 – Czarny król | d7 – Czarna wieża · d4 – Biały goniec · e4 – Biała wieża · b3 – Czarny pionek · a2 – Czarny pionek · b2 – Biały król · f2 – Czarny pionek · f1 – Czarny król | 4 |
| 3 | d7 – Czarna wieża · d4 – Biały goniec · e4 – Biała wieża · b3 – Czarny pionek · a2 – Czarny pionek · b2 – Biały król · f2 – Czarny pionek · f1 – Czarny król | d7 – Czarna wieża · d4 – Biały goniec · e4 – Biała wieża · b3 – Czarny pionek · a2 – Czarny pionek · b2 – Biały król · f2 – Czarny pionek · f1 – Czarny król | d7 – Czarna wieża · d4 – Biały goniec · e4 – Biała wieża · b3 – Czarny pionek · a2 – Czarny pionek · b2 – Biały król · f2 – Czarny pionek · f1 – Czarny król | d7 – Czarna wieża · d4 – Biały goniec · e4 – Biała wieża · b3 – Czarny pionek · a2 – Czarny pionek · b2 – Biały król · f2 – Czarny pionek · f1 – Czarny król | d7 – Czarna wieża · d4 – Biały goniec · e4 – Biała wieża · b3 – Czarny pionek · a2 – Czarny pionek · b2 – Biały król · f2 – Czarny pionek · f1 – Czarny król | d7 – Czarna wieża · d4 – Biały goniec · e4 – Biała wieża · b3 – Czarny pionek · a2 – Czarny pionek · b2 – Biały król · f2 – Czarny pionek · f1 – Czarny król | d7 – Czarna wieża · d4 – Biały goniec · e4 – Biała wieża · b3 – Czarny pionek · a2 – Czarny pionek · b2 – Biały król · f2 – Czarny pionek · f1 – Czarny król | d7 – Czarna wieża · d4 – Biały goniec · e4 – Biała wieża · b3 – Czarny pionek · a2 – Czarny pionek · b2 – Biały król · f2 – Czarny pionek · f1 – Czarny król | 3 |
| 2 | d7 – Czarna wieża · d4 – Biały goniec · e4 – Biała wieża · b3 – Czarny pionek · a2 – Czarny pionek · b2 – Biały król · f2 – Czarny pionek · f1 – Czarny król | d7 – Czarna wieża · d4 – Biały goniec · e4 – Biała wieża · b3 – Czarny pionek · a2 – Czarny pionek · b2 – Biały król · f2 – Czarny pionek · f1 – Czarny król | d7 – Czarna wieża · d4 – Biały goniec · e4 – Biała wieża · b3 – Czarny pionek · a2 – Czarny pionek · b2 – Biały król · f2 – Czarny pionek · f1 – Czarny król | d7 – Czarna wieża · d4 – Biały goniec · e4 – Biała wieża · b3 – Czarny pionek · a2 – Czarny pionek · b2 – Biały król · f2 – Czarny pionek · f1 – Czarny król | d7 – Czarna wieża · d4 – Biały goniec · e4 – Biała wieża · b3 – Czarny pionek · a2 – Czarny pionek · b2 – Biały król · f2 – Czarny pionek · f1 – Czarny król | d7 – Czarna wieża · d4 – Biały goniec · e4 – Biała wieża · b3 – Czarny pionek · a2 – Czarny pionek · b2 – Biały król · f2 – Czarny pionek · f1 – Czarny król | d7 – Czarna wieża · d4 – Biały goniec · e4 – Biała wieża · b3 – Czarny pionek · a2 – Czarny pionek · b2 – Biały król · f2 – Czarny pionek · f1 – Czarny król | d7 – Czarna wieża · d4 – Biały goniec · e4 – Biała wieża · b3 – Czarny pionek · a2 – Czarny pionek · b2 – Biały król · f2 – Czarny pionek · f1 – Czarny król | 2 |
| 1 | d7 – Czarna wieża · d4 – Biały goniec · e4 – Biała wieża · b3 – Czarny pionek · a2 – Czarny pionek · b2 – Biały król · f2 – Czarny pionek · f1 – Czarny król | d7 – Czarna wieża · d4 – Biały goniec · e4 – Biała wieża · b3 – Czarny pionek · a2 – Czarny pionek · b2 – Biały król · f2 – Czarny pionek · f1 – Czarny król | d7 – Czarna wieża · d4 – Biały goniec · e4 – Biała wieża · b3 – Czarny pionek · a2 – Czarny pionek · b2 – Biały król · f2 – Czarny pionek · f1 – Czarny król | d7 – Czarna wieża · d4 – Biały goniec · e4 – Biała wieża · b3 – Czarny pionek · a2 – Czarny pionek · b2 – Biały król · f2 – Czarny pionek · f1 – Czarny król | d7 – Czarna wieża · d4 – Biały goniec · e4 – Biała wieża · b3 – Czarny pionek · a2 – Czarny pionek · b2 – Biały król · f2 – Czarny pionek · f1 – Czarny król | d7 – Czarna wieża · d4 – Biały goniec · e4 – Biała wieża · b3 – Czarny pionek · a2 – Czarny pionek · b2 – Biały król · f2 – Czarny pionek · f1 – Czarny król | d7 – Czarna wieża · d4 – Biały goniec · e4 – Biała wieża · b3 – Czarny pionek · a2 – Czarny pionek · b2 – Biały król · f2 – Czarny pionek · f1 – Czarny król | d7 – Czarna wieża · d4 – Biały goniec · e4 – Biała wieża · b3 – Czarny pionek · a2 – Czarny pionek · b2 – Biały król · f2 – Czarny pionek · f1 – Czarny król | 1 |
|   | a | b | c | d | e | f | g | h |   |

| 13 | 13 | 1. e4! Sf6! 2. e5 Sd5 3. d4 d6 4. Sf3 g6 5. Gc4 Gb6 6. Gb3 Gg7 7. Sbd2?! O-O 8. h3? a5! 9. a4? d:e5 10. d:e5 Sa6! 11. O-O Sc5 12. He2 He8! 13. Se4 Sb:a4 14. G:a4 S:a4 15. We1 Sb6 16. Gd2 a4 17. Gg5 h6 18. Gh4 Gf5!? 19. g4 Ge6? 20. Sd4! Gc4 21. Hd2 Hd7 22. Wad1 Wfe8 23. f4! Gd5 24. Sc5 Hc8 25. Hc3!? e6! 26. Kh2 Sd7 27. Sd3? c5! 28. Sb5 Hc6 29. Sd6 H:d6 30. e:d6 G:c3 31. b:c3 f6 32. g5! h:g5 33. f:g5 f5 34. Gg3 Kf7 35. Se5+ S:e5 36. G:e5 b5 37. Wf1 Wh8! 38. Gf6! a3 39. Wf4 a2 40. c4 G:c4 41. d7 Gd5 42. Kg3! Wa3+ 43. c3 Wha8! 44. Wh4! e5! 45. Wh7+ Ke6 46. We7+ Kd6 47. W:e5 W:c3+ 48. Kf2 Wc2+ 49. Ke1 K:d7 50. We:d5+ Kc6 51. Wd6+ Kb7 52. Wd7+ Ka6 53. W7d2 W:d2 54. K:d2 b4 55. h4! Kb5 56. h5 c4! 57. Wa1 g:h5 58. g6 h4 59. g7 h3 60. Ge7 Wg8 61. Gf8 h2 62. Kc2 Kc6 63. Wd1 b3+ 64. Kc3? h1H! 65. W:h1 Kd5 66. Kb2 f4 67. Wd1+ Ke4 68. Wc1 Kd3 69. Wd1+?? Ke2! 70. Wc1 f3 71. Gc5 W:g7 72. W:c4 Wd7! 73. We4+ Kf1 74. Gd4 f2 0-1 |
| S  | F  | 1. e4! Sf6! 2. e5 Sd5 3. d4 d6 4. Sf3 g6 5. Gc4 Gb6 6. Gb3 Gg7 7. Sbd2?! O-O 8. h3? a5! 9. a4? d:e5 10. d:e5 Sa6! 11. O-O Sc5 12. He2 He8! 13. Se4 Sb:a4 14. G:a4 S:a4 15. We1 Sb6 16. Gd2 a4 17. Gg5 h6 18. Gh4 Gf5!? 19. g4 Ge6? 20. Sd4! Gc4 21. Hd2 Hd7 22. Wad1 Wfe8 23. f4! Gd5 24. Sc5 Hc8 25. Hc3!? e6! 26. Kh2 Sd7 27. Sd3? c5! 28. Sb5 Hc6 29. Sd6 H:d6 30. e:d6 G:c3 31. b:c3 f6 32. g5! h:g5 33. f:g5 f5 34. Gg3 Kf7 35. Se5+ S:e5 36. G:e5 b5 37. Wf1 Wh8! 38. Gf6! a3 39. Wf4 a2 40. c4 G:c4 41. d7 Gd5 42. Kg3! Wa3+ 43. c3 Wha8! 44. Wh4! e5! 45. Wh7+ Ke6 46. We7+ Kd6 47. W:e5 W:c3+ 48. Kf2 Wc2+ 49. Ke1 K:d7 50. We:d5+ Kc6 51. Wd6+ Kb7 52. Wd7+ Ka6 53. W7d2 W:d2 54. K:d2 b4 55. h4! Kb5 56. h5 c4! 57. Wa1 g:h5 58. g6 h4 59. g7 h3 60. Ge7 Wg8 61. Gf8 h2 62. Kc2 Kc6 63. Wd1 b3+ 64. Kc3? h1H! 65. W:h1 Kd5 66. Kb2 f4 67. Wd1+ Ke4 68. Wc1 Kd3 69. Wd1+?? Ke2! 70. Wc1 f3 71. Gc5 W:g7 72. W:c4 Wd7! 73. We4+ Kf1 74. Gd4 f2 0-1 |

Partie od XIV do XX to seria remisów. W XIV partii Fischer niepewnie rozegrał debiut, popełniwszy błąd (18.Ge5?), potem stracił piona, a w końcówce to Spasski podstawił mu piona (27...f6??) w dwuruchowej kombinacji, a partia zakończyła się remisem (obie strony wieża i trzy piony).
| 14 | 14 | 1. c4 e6 2. Sf3 d5 3. d4 Sf6 4. Sc3 Ge7 5. Gf4! O-O 6. e3 c5 7. d:c5 Sc6 8. c:d5 e:d5 9. Ge2 G:c5 10. O-O Ge6 11. Wc1 Wc8 12. a3 h6 13. Gg3 Gb6! 14. Se5 Se7! 15. Sa4 Se4 16. W:c8 G:c8 17. Sf3 Gd7 18. Ge5? G:a4! 19. H:a4 Sc6 20. Gf4 Hf6 21. Gb5? H:b2 22. G:c6 Sc3! 23. Hb4 H:b4 24. a:b4 b:c6 25. Ge5 Sb5 26. Wc1 Wc8?! 27. Sd4 f6?? 28. G:f6 G:d4 29. G:d4 S:d4 30. e:d4 Wb8 31. Kf1 W:b4 32. W:c6 W:d4 33. Wa6 Kf7 34. W:a7+ Kf6 35. Wd7 h5 36. Ke2 g5 37. Ke3 We4+ 38. Kd3 Ke6 39. Wg7 Kf6 40. Wd7 Ke6 ½-½ |
| F  | S  | 1. c4 e6 2. Sf3 d5 3. d4 Sf6 4. Sc3 Ge7 5. Gf4! O-O 6. e3 c5 7. d:c5 Sc6 8. c:d5 e:d5 9. Ge2 G:c5 10. O-O Ge6 11. Wc1 Wc8 12. a3 h6 13. Gg3 Gb6! 14. Se5 Se7! 15. Sa4 Se4 16. W:c8 G:c8 17. Sf3 Gd7 18. Ge5? G:a4! 19. H:a4 Sc6 20. Gf4 Hf6 21. Gb5? H:b2 22. G:c6 Sc3! 23. Hb4 H:b4 24. a:b4 b:c6 25. Ge5 Sb5 26. Wc1 Wc8?! 27. Sd4 f6?? 28. G:f6 G:d4 29. G:d4 S:d4 30. e:d4 Wb8 31. Kf1 W:b4 32. W:c6 W:d4 33. Wa6 Kf7 34. W:a7+ Kf6 35. Wd7 h5 36. Ke2 g5 37. Ke3 We4+ 38. Kd3 Ke6 39. Wg7 Kf6 40. Wd7 Ke6 ½-½ |

W XV partii Spasski zdobył piona (14.H:g7), potem „lekkomyślnie” wziął drugiego (29.H:h5?!), został zaatakowany, ale Fischer wypuścił w końcu wygraną.
| 15 | 15 | 1. e4 c5! 2. Sf3 d6 3. d4 c:d4 4. S:d4 Sf6 5. Sc3 a6! 6. Gg5! e6 7. f4 Ge7! 8. Hf3 Hc7 9. O-O-O Sbd7 10. Gd3! b5 11. Whe1 Gb7 12. Hg3! O-O-O 13. G:f6 S:f6 14. H:g7 Wdf8 15. Hg3 b4 16. Sa4 Whg8 17. Hf2 Sd7! 18. Kb1! Kb8! 19. c3! Sc5 20. Gc2 b:c3 21. S:c3 Gf6 22. g3 h5 23. e5!? d:e5 24. f:e5 Gh8! 25. Sf3 Wd8 26. W:d8+ W:d8 27. Sg5 G:e5 28. H:f7 Wd7 29. H:h5?! G:c3 30. b:c3 Hb6+ 31. Kc1 Ha5 32. Hh8+ Ka7 33. a4 Sd3+ 34. G:d3 W:d3 35. Kc2 Wd5 36. We4! Wd8 37. Hg7 Hf5 38. Kb3 Hd5+ 39. Ka3 Hd2 40. Wb4 Hc1+ 41. Wb2 Ha1+ 42. Wa2 Hc1+ 43. Wb2 Ha1+ ½-½ |
| S  | F  | 1. e4 c5! 2. Sf3 d6 3. d4 c:d4 4. S:d4 Sf6 5. Sc3 a6! 6. Gg5! e6 7. f4 Ge7! 8. Hf3 Hc7 9. O-O-O Sbd7 10. Gd3! b5 11. Whe1 Gb7 12. Hg3! O-O-O 13. G:f6 S:f6 14. H:g7 Wdf8 15. Hg3 b4 16. Sa4 Whg8 17. Hf2 Sd7! 18. Kb1! Kb8! 19. c3! Sc5 20. Gc2 b:c3 21. S:c3 Gf6 22. g3 h5 23. e5!? d:e5 24. f:e5 Gh8! 25. Sf3 Wd8 26. W:d8+ W:d8 27. Sg5 G:e5 28. H:f7 Wd7 29. H:h5?! G:c3 30. b:c3 Hb6+ 31. Kc1 Ha5 32. Hh8+ Ka7 33. a4 Sd3+ 34. G:d3 W:d3 35. Kc2 Wd5 36. We4! Wd8 37. Hg7 Hf5 38. Kb3 Hd5+ 39. Ka3 Hd2 40. Wb4 Hc1+ 41. Wb2 Ha1+ 42. Wa2 Hc1+ 43. Wb2 Ha1+ ½-½ |

Partie XVI i XVII to względnie, spokojna wyrównana walka. W partii XVI Spasski uzyskał po 33 posunięciu (33...W:h2) przewagę piona, ale zakończyła się ona remisem.
| 16 | 16 | 1. e4 e5 2. Sf3 Sc6 3. Gb5 a6 4. G:c6 d:c6 5. O-O f6 6. d4 Gg4 7. d:e5 H:d1 8. W:d1 f:e5 9. Wd3 Gd6! 10. Sbd2 Sf6 11. Sc4 S:e4 12. Sc:e5 G:f3 13. S:f3 O-O 14. Ge3 b5! 15. c4!? Wab8 16. Wc1 b:c4 17. Wd4 Wfe8 18. Sd2 S:d2 19. W:d2 We4! 20. g3 Ge5 21. Wcc2 Kf7 22. Kg2 W:b2! 23. Kf3 c3 24. K:e4 c:d2 25. W:d2 Wb5 26. Wc2 Gd6 27. W:c6 Wa5 28. Gf4 Wa4+ 29. Kf3 Wa3+ 30. Ke4 W:a2 31. G:d6 c:d6 32. W:d6 W:f2 33. W:a6 W:h2 34. Kf3 Wd2 35. Wa7+ Kf6 36. Wa6+ Ke7 37. Wa7+ Wd7 38. Wa2 Ke6 39. Kg2 We7 40. Kh3 Kf6 41. Wa6+ We6 42. Wa5 h6 43. Wa2 Kf5 44. Wf2+ Kg5 45. Wf7 g6 46. Wf4 h5 47. Wf3 Wf6 48. Wa3 We6 49. Wf3 We4 50. Wa3 Kh6 51. Wa6 We5 52. Kh4 We4+ 53. Kh3 We7 54. Kh4 We5 55. Wb6 Kg7 56. Wb4 Kh6 57. Wb6 We1 58. Kh3 Wh1+ 59. Kg2 Wa1 60. Kh3 Wa4 ½-½ |
| F  | S  | 1. e4 e5 2. Sf3 Sc6 3. Gb5 a6 4. G:c6 d:c6 5. O-O f6 6. d4 Gg4 7. d:e5 H:d1 8. W:d1 f:e5 9. Wd3 Gd6! 10. Sbd2 Sf6 11. Sc4 S:e4 12. Sc:e5 G:f3 13. S:f3 O-O 14. Ge3 b5! 15. c4!? Wab8 16. Wc1 b:c4 17. Wd4 Wfe8 18. Sd2 S:d2 19. W:d2 We4! 20. g3 Ge5 21. Wcc2 Kf7 22. Kg2 W:b2! 23. Kf3 c3 24. K:e4 c:d2 25. W:d2 Wb5 26. Wc2 Gd6 27. W:c6 Wa5 28. Gf4 Wa4+ 29. Kf3 Wa3+ 30. Ke4 W:a2 31. G:d6 c:d6 32. W:d6 W:f2 33. W:a6 W:h2 34. Kf3 Wd2 35. Wa7+ Kf6 36. Wa6+ Ke7 37. Wa7+ Wd7 38. Wa2 Ke6 39. Kg2 We7 40. Kh3 Kf6 41. Wa6+ We6 42. Wa5 h6 43. Wa2 Kf5 44. Wf2+ Kg5 45. Wf7 g6 46. Wf4 h5 47. Wf3 Wf6 48. Wa3 We6 49. Wf3 We4 50. Wa3 Kh6 51. Wa6 We5 52. Kh4 We4+ 53. Kh3 We7 54. Kh4 We5 55. Wb6 Kg7 56. Wb4 Kh6 57. Wb6 We1 58. Kh3 Wh1+ 59. Kg2 Wa1 60. Kh3 Wa4 ½-½ |

| 17 | 17 | 1. e4 d6! 2. d4 g6 3. Sc3 Sf6 4. f4 Gg7 5. Sf3 c5 6. d:c5 Ha5 7. Gd3 H:c5 8. He2 O-O 9. Ge3 Ha5 10. O-O Gg4! 11. Wad1 Sc6 12. Gc4! Sh5! 13. Gb3 G:c3 14. b:c3 H:c3 15. f5! Sf6! 16. h3 G:f3 17. H:f3 Sa5 18. Wd3 Hc7 19. Gh6 S:b3 20. c:b3 Hc5+ 21. Kh1? He5?! 22. G:f8 W:f8 23. We3 Wc8 24. f:g6 h:g6 25. Hf4 H:f4 26. W:f4 Sd7 27. Wf2 Se5 28. Kh2 Wc1! 29. Wee2 Sc6 30. Wc2 We1 31. Wfe2 Wa1 32. Kg3 Kg7 33. Wcd2 Wf1 34. Wf2 We1 35. Wfe2 Wf1 36. We3 a6 37. Wc3 We1 38. Wc4 Wf1 39. Wdc2 Wa1 40. Wf2 We1 41. Wfc2 g5! 42. Wc1 We2 43. W1c2 We1 44. Wc1 We2 45. W1c2 ½-½ |
| S  | F  | 1. e4 d6! 2. d4 g6 3. Sc3 Sf6 4. f4 Gg7 5. Sf3 c5 6. d:c5 Ha5 7. Gd3 H:c5 8. He2 O-O 9. Ge3 Ha5 10. O-O Gg4! 11. Wad1 Sc6 12. Gc4! Sh5! 13. Gb3 G:c3 14. b:c3 H:c3 15. f5! Sf6! 16. h3 G:f3 17. H:f3 Sa5 18. Wd3 Hc7 19. Gh6 S:b3 20. c:b3 Hc5+ 21. Kh1? He5?! 22. G:f8 W:f8 23. We3 Wc8 24. f:g6 h:g6 25. Hf4 H:f4 26. W:f4 Sd7 27. Wf2 Se5 28. Kh2 Wc1! 29. Wee2 Sc6 30. Wc2 We1 31. Wfe2 Wa1 32. Kg3 Kg7 33. Wcd2 Wf1 34. Wf2 We1 35. Wfe2 Wf1 36. We3 a6 37. Wc3 We1 38. Wc4 Wf1 39. Wdc2 Wa1 40. Wf2 We1 41. Wfc2 g5! 42. Wc1 We2 43. W1c2 We1 44. Wc1 We2 45. W1c2 ½-½ |

Przed rozpoczęciem XVII partii, sekundant Spasskiego – Geller sugerował o możliwym wpływie na Spasskiego elementów elektronicznych lub substancji chemicznych, które mogą znajdować się na sali gry. Podejrzany był m.in. fotel Fischera. Organizatorzy potraktowali sprawę poważnie i prześwietlili fotel promieniami rentgenowskimi, ale podejrzenia się nie potwierdziły.
Partia XVIII z błędem Spasskiego (34...H:d5?) i uzyskaną przewagą Fischera w postaci jednego piona po 36 posunięciu (36.W:h5) zakończyła się kolejnym remisem.
| 18 | 18 | 1. e4 c5 2. Sf3 d6 3. Sc3 Sc6 4. d4 c:d4 5. S:d4 Sf6 6. Gg5! e6 7. Hd2 a6 8. O-O-O Gd7 9. f4 Ge7 10. Sf3 b5 11. G:f6 g:f6 12. Gd3! Ha5 13. Kb1 b4 14. Se2 Hc5 15. f5 a5 16. Sf4 a4 17. Wc1 Wb8 18. c3 b3 19. a3 Se5 20. Whf1 Sc4 21. G:c4 H:c4 22. Wce1 Kd8! 23. Ka1 Wb5 24. Sd4 Wa5 25. Sd3 Kc7 26. Sb4 h5 27. g3 We5 28. Sd3 Wb8!? 29. He2 Wa5 30. f:e6 f:e6 31. Wf2 e5 32. Sf5 G:f5 33. W:f5 d5 34. e:d5 H:d5? 35. Sb4 Hd7 36. W:h5 G:b4! 37. c:b4 Wd5 38. Wc1+ Kb7 39. He4 Wc8! 40. Wb1 Kb6 41. Wh7 Wd4! 42. Hg6 Hc6 43. Wf7 Wd6 44. Hh6 Hf3 45. Hh7 Hc6 46. Hh6 Hf3 47. Hh7 Hc6 ½-½ |
| F  | S  | 1. e4 c5 2. Sf3 d6 3. Sc3 Sc6 4. d4 c:d4 5. S:d4 Sf6 6. Gg5! e6 7. Hd2 a6 8. O-O-O Gd7 9. f4 Ge7 10. Sf3 b5 11. G:f6 g:f6 12. Gd3! Ha5 13. Kb1 b4 14. Se2 Hc5 15. f5 a5 16. Sf4 a4 17. Wc1 Wb8 18. c3 b3 19. a3 Se5 20. Whf1 Sc4 21. G:c4 H:c4 22. Wce1 Kd8! 23. Ka1 Wb5 24. Sd4 Wa5 25. Sd3 Kc7 26. Sb4 h5 27. g3 We5 28. Sd3 Wb8!? 29. He2 Wa5 30. f:e6 f:e6 31. Wf2 e5 32. Sf5 G:f5 33. W:f5 d5 34. e:d5 H:d5? 35. Sb4 Hd7 36. W:h5 G:b4! 37. c:b4 Wd5 38. Wc1+ Kb7 39. He4 Wc8! 40. Wb1 Kb6 41. Wh7 Wd4! 42. Hg6 Hc6 43. Wf7 Wd6 44. Hh6 Hf3 45. Hh7 Hc6 46. Hh6 Hf3 47. Hh7 Hc6 ½-½ |

Partia XIX zakończyła się remisem (obie strony wieża i trzy piony), a partia XX to z kolei ostra kombinacyjna gra obu rywali, bez zdecydowanej przewagi którejś ze stron.
| 19 | 19 | 1. e4 Sf6 2. e5 Sd5 3. d4 d6 4. Sf3 Gg4! 5. Ge2 e6 6. O-O Ge7 7. h3 Gh5 8. c4 Sb6 9. Sc3 O-O 10. Ge3 d5!? 11. c5 G:f3 12. G:f3 Sc4 13. b3! S:e3 14. f:e3 b6!? 15. e4! c6 16. b4 b:c5 17. b:c5 Ha5 18. S:d5!? Gg5! 19. Gh5!? c:d5! 20. G:f7+ W:f7 21. W:f7 Hd2! 22. H:d2 G:d2 23. Waf1 Sc6 24. e:d5 e:d5 25. Wd7 Ge3+ 26. Kh1 G:d4 27. e6 Ge5 28. W:d5 We8 29. We1 W:e6 30. Wd6 Kf7 31. W:c6 W:c6 32. W:e5 Kf6 33. Wd5 Ke6 34. Wh5 h6 35. Kh2 Wa6 36. c6 W:c6 37. Wa5 a6 38. Kg3 Kf6 39. Kf3 Wc3+ 40. Kf2 Wc2+ ½-½ |
| S  | F  | 1. e4 Sf6 2. e5 Sd5 3. d4 d6 4. Sf3 Gg4! 5. Ge2 e6 6. O-O Ge7 7. h3 Gh5 8. c4 Sb6 9. Sc3 O-O 10. Ge3 d5!? 11. c5 G:f3 12. G:f3 Sc4 13. b3! S:e3 14. f:e3 b6!? 15. e4! c6 16. b4 b:c5 17. b:c5 Ha5 18. S:d5!? Gg5! 19. Gh5!? c:d5! 20. G:f7+ W:f7 21. W:f7 Hd2! 22. H:d2 G:d2 23. Waf1 Sc6 24. e:d5 e:d5 25. Wd7 Ge3+ 26. Kh1 G:d4 27. e6 Ge5 28. W:d5 We8 29. We1 W:e6 30. Wd6 Kf7 31. W:c6 W:c6 32. W:e5 Kf6 33. Wd5 Ke6 34. Wh5 h6 35. Kh2 Wa6 36. c6 W:c6 37. Wa5 a6 38. Kg3 Kf6 39. Kf3 Wc3+ 40. Kf2 Wc2+ ½-½ |

| 20 | 20 | 1. e4 c5 2. Sf3 Sc6 3. d4 c:d4 4. S:d4 Sf6 5. Sc3 d6 6. Gg5 e6 7. Hd2 a6 8. O-O-O Gd7 9. f4 Ge7 10. Ge2 O-O 11. Gf3 h6 12. Gh4 S:e4! 13. G:e7 S:d2 14. G:d8 S:f3 15. S:f3 Wf:d8 16. W:d6 Kf8 17. Whd1 Ke7 18. Sa4 Ge8 19. W:d8 W:d8 20. Sc5 Wb8 21. Wd3 a5 22. Wb3 b5 23. a3 a4 24. Wc3 Wd8 25. Sd3 f6 26. Wc5 Wb8 27. Wc3 g5 28. g3 Kd6 29. Sc5 g4 30. Se4+ Ke7 31. Se1 Wd8 32. Sd3 Wd4 33. Sef2 h5 34. Wc5 Wd5 35. Wc3 Sd4 36. Wc7+ Wd7 37. W:d7+ G:d7 38. Se1 e5 39. f:e5 f:e5 40. Kd2 Gf5 41. Sd1! Kd6 42. Se3 Ge6 43. Kd3 Gf7 44. Kc3 Kc6 45. Kd3 Kc5 46. Ke4 Kd6 47. Kd3 Gg6+ 48. Kc3 Kc5 49. Sd3+ Kd6 50. Se1 Kc6 51. Kd2 Kc5? 52. Sd3+ Kd6 53. Se1 Se6 54. Kc3 Sd4 ½-½ |
| F  | S  | 1. e4 c5 2. Sf3 Sc6 3. d4 c:d4 4. S:d4 Sf6 5. Sc3 d6 6. Gg5 e6 7. Hd2 a6 8. O-O-O Gd7 9. f4 Ge7 10. Ge2 O-O 11. Gf3 h6 12. Gh4 S:e4! 13. G:e7 S:d2 14. G:d8 S:f3 15. S:f3 Wf:d8 16. W:d6 Kf8 17. Whd1 Ke7 18. Sa4 Ge8 19. W:d8 W:d8 20. Sc5 Wb8 21. Wd3 a5 22. Wb3 b5 23. a3 a4 24. Wc3 Wd8 25. Sd3 f6 26. Wc5 Wb8 27. Wc3 g5 28. g3 Kd6 29. Sc5 g4 30. Se4+ Ke7 31. Se1 Wd8 32. Sd3 Wd4 33. Sef2 h5 34. Wc5 Wd5 35. Wc3 Sd4 36. Wc7+ Wd7 37. W:d7+ G:d7 38. Se1 e5 39. f:e5 f:e5 40. Kd2 Gf5 41. Sd1! Kd6 42. Se3 Ge6 43. Kd3 Gf7 44. Kc3 Kc6 45. Kd3 Kc5 46. Ke4 Kd6 47. Kd3 Gg6+ 48. Kc3 Kc5 49. Sd3+ Kd6 50. Se1 Kc6 51. Kd2 Kc5? 52. Sd3+ Kd6 53. Se1 Se6 54. Kc3 Sd4 ½-½ |

|   | a | b | c | d | e | f | g | h |   |
| 8 | d7 – Biały goniec · f6 – Czarny pionek · f5 – Biały pionek · h5 – Czarny pionek · a4 – Biały pionek · f4 – Czarny król · b3 – Biały pionek · a2 – Czarna wieża · f2 – Biały pionek · g2 – Biały król | d7 – Biały goniec · f6 – Czarny pionek · f5 – Biały pionek · h5 – Czarny pionek · a4 – Biały pionek · f4 – Czarny król · b3 – Biały pionek · a2 – Czarna wieża · f2 – Biały pionek · g2 – Biały król | d7 – Biały goniec · f6 – Czarny pionek · f5 – Biały pionek · h5 – Czarny pionek · a4 – Biały pionek · f4 – Czarny król · b3 – Biały pionek · a2 – Czarna wieża · f2 – Biały pionek · g2 – Biały król | d7 – Biały goniec · f6 – Czarny pionek · f5 – Biały pionek · h5 – Czarny pionek · a4 – Biały pionek · f4 – Czarny król · b3 – Biały pionek · a2 – Czarna wieża · f2 – Biały pionek · g2 – Biały król | d7 – Biały goniec · f6 – Czarny pionek · f5 – Biały pionek · h5 – Czarny pionek · a4 – Biały pionek · f4 – Czarny król · b3 – Biały pionek · a2 – Czarna wieża · f2 – Biały pionek · g2 – Biały król | d7 – Biały goniec · f6 – Czarny pionek · f5 – Biały pionek · h5 – Czarny pionek · a4 – Biały pionek · f4 – Czarny król · b3 – Biały pionek · a2 – Czarna wieża · f2 – Biały pionek · g2 – Biały król | d7 – Biały goniec · f6 – Czarny pionek · f5 – Biały pionek · h5 – Czarny pionek · a4 – Biały pionek · f4 – Czarny król · b3 – Biały pionek · a2 – Czarna wieża · f2 – Biały pionek · g2 – Biały król | d7 – Biały goniec · f6 – Czarny pionek · f5 – Biały pionek · h5 – Czarny pionek · a4 – Biały pionek · f4 – Czarny król · b3 – Biały pionek · a2 – Czarna wieża · f2 – Biały pionek · g2 – Biały król | 8 |
| 7 | d7 – Biały goniec · f6 – Czarny pionek · f5 – Biały pionek · h5 – Czarny pionek · a4 – Biały pionek · f4 – Czarny król · b3 – Biały pionek · a2 – Czarna wieża · f2 – Biały pionek · g2 – Biały król | d7 – Biały goniec · f6 – Czarny pionek · f5 – Biały pionek · h5 – Czarny pionek · a4 – Biały pionek · f4 – Czarny król · b3 – Biały pionek · a2 – Czarna wieża · f2 – Biały pionek · g2 – Biały król | d7 – Biały goniec · f6 – Czarny pionek · f5 – Biały pionek · h5 – Czarny pionek · a4 – Biały pionek · f4 – Czarny król · b3 – Biały pionek · a2 – Czarna wieża · f2 – Biały pionek · g2 – Biały król | d7 – Biały goniec · f6 – Czarny pionek · f5 – Biały pionek · h5 – Czarny pionek · a4 – Biały pionek · f4 – Czarny król · b3 – Biały pionek · a2 – Czarna wieża · f2 – Biały pionek · g2 – Biały król | d7 – Biały goniec · f6 – Czarny pionek · f5 – Biały pionek · h5 – Czarny pionek · a4 – Biały pionek · f4 – Czarny król · b3 – Biały pionek · a2 – Czarna wieża · f2 – Biały pionek · g2 – Biały król | d7 – Biały goniec · f6 – Czarny pionek · f5 – Biały pionek · h5 – Czarny pionek · a4 – Biały pionek · f4 – Czarny król · b3 – Biały pionek · a2 – Czarna wieża · f2 – Biały pionek · g2 – Biały król | d7 – Biały goniec · f6 – Czarny pionek · f5 – Biały pionek · h5 – Czarny pionek · a4 – Biały pionek · f4 – Czarny król · b3 – Biały pionek · a2 – Czarna wieża · f2 – Biały pionek · g2 – Biały król | d7 – Biały goniec · f6 – Czarny pionek · f5 – Biały pionek · h5 – Czarny pionek · a4 – Biały pionek · f4 – Czarny król · b3 – Biały pionek · a2 – Czarna wieża · f2 – Biały pionek · g2 – Biały król | 7 |
| 6 | d7 – Biały goniec · f6 – Czarny pionek · f5 – Biały pionek · h5 – Czarny pionek · a4 – Biały pionek · f4 – Czarny król · b3 – Biały pionek · a2 – Czarna wieża · f2 – Biały pionek · g2 – Biały król | d7 – Biały goniec · f6 – Czarny pionek · f5 – Biały pionek · h5 – Czarny pionek · a4 – Biały pionek · f4 – Czarny król · b3 – Biały pionek · a2 – Czarna wieża · f2 – Biały pionek · g2 – Biały król | d7 – Biały goniec · f6 – Czarny pionek · f5 – Biały pionek · h5 – Czarny pionek · a4 – Biały pionek · f4 – Czarny król · b3 – Biały pionek · a2 – Czarna wieża · f2 – Biały pionek · g2 – Biały król | d7 – Biały goniec · f6 – Czarny pionek · f5 – Biały pionek · h5 – Czarny pionek · a4 – Biały pionek · f4 – Czarny król · b3 – Biały pionek · a2 – Czarna wieża · f2 – Biały pionek · g2 – Biały król | d7 – Biały goniec · f6 – Czarny pionek · f5 – Biały pionek · h5 – Czarny pionek · a4 – Biały pionek · f4 – Czarny król · b3 – Biały pionek · a2 – Czarna wieża · f2 – Biały pionek · g2 – Biały król | d7 – Biały goniec · f6 – Czarny pionek · f5 – Biały pionek · h5 – Czarny pionek · a4 – Biały pionek · f4 – Czarny król · b3 – Biały pionek · a2 – Czarna wieża · f2 – Biały pionek · g2 – Biały król | d7 – Biały goniec · f6 – Czarny pionek · f5 – Biały pionek · h5 – Czarny pionek · a4 – Biały pionek · f4 – Czarny król · b3 – Biały pionek · a2 – Czarna wieża · f2 – Biały pionek · g2 – Biały król | d7 – Biały goniec · f6 – Czarny pionek · f5 – Biały pionek · h5 – Czarny pionek · a4 – Biały pionek · f4 – Czarny król · b3 – Biały pionek · a2 – Czarna wieża · f2 – Biały pionek · g2 – Biały król | 6 |
| 5 | d7 – Biały goniec · f6 – Czarny pionek · f5 – Biały pionek · h5 – Czarny pionek · a4 – Biały pionek · f4 – Czarny król · b3 – Biały pionek · a2 – Czarna wieża · f2 – Biały pionek · g2 – Biały król | d7 – Biały goniec · f6 – Czarny pionek · f5 – Biały pionek · h5 – Czarny pionek · a4 – Biały pionek · f4 – Czarny król · b3 – Biały pionek · a2 – Czarna wieża · f2 – Biały pionek · g2 – Biały król | d7 – Biały goniec · f6 – Czarny pionek · f5 – Biały pionek · h5 – Czarny pionek · a4 – Biały pionek · f4 – Czarny król · b3 – Biały pionek · a2 – Czarna wieża · f2 – Biały pionek · g2 – Biały król | d7 – Biały goniec · f6 – Czarny pionek · f5 – Biały pionek · h5 – Czarny pionek · a4 – Biały pionek · f4 – Czarny król · b3 – Biały pionek · a2 – Czarna wieża · f2 – Biały pionek · g2 – Biały król | d7 – Biały goniec · f6 – Czarny pionek · f5 – Biały pionek · h5 – Czarny pionek · a4 – Biały pionek · f4 – Czarny król · b3 – Biały pionek · a2 – Czarna wieża · f2 – Biały pionek · g2 – Biały król | d7 – Biały goniec · f6 – Czarny pionek · f5 – Biały pionek · h5 – Czarny pionek · a4 – Biały pionek · f4 – Czarny król · b3 – Biały pionek · a2 – Czarna wieża · f2 – Biały pionek · g2 – Biały król | d7 – Biały goniec · f6 – Czarny pionek · f5 – Biały pionek · h5 – Czarny pionek · a4 – Biały pionek · f4 – Czarny król · b3 – Biały pionek · a2 – Czarna wieża · f2 – Biały pionek · g2 – Biały król | d7 – Biały goniec · f6 – Czarny pionek · f5 – Biały pionek · h5 – Czarny pionek · a4 – Biały pionek · f4 – Czarny król · b3 – Biały pionek · a2 – Czarna wieża · f2 – Biały pionek · g2 – Biały król | 5 |
| 4 | d7 – Biały goniec · f6 – Czarny pionek · f5 – Biały pionek · h5 – Czarny pionek · a4 – Biały pionek · f4 – Czarny król · b3 – Biały pionek · a2 – Czarna wieża · f2 – Biały pionek · g2 – Biały król | d7 – Biały goniec · f6 – Czarny pionek · f5 – Biały pionek · h5 – Czarny pionek · a4 – Biały pionek · f4 – Czarny król · b3 – Biały pionek · a2 – Czarna wieża · f2 – Biały pionek · g2 – Biały król | d7 – Biały goniec · f6 – Czarny pionek · f5 – Biały pionek · h5 – Czarny pionek · a4 – Biały pionek · f4 – Czarny król · b3 – Biały pionek · a2 – Czarna wieża · f2 – Biały pionek · g2 – Biały król | d7 – Biały goniec · f6 – Czarny pionek · f5 – Biały pionek · h5 – Czarny pionek · a4 – Biały pionek · f4 – Czarny król · b3 – Biały pionek · a2 – Czarna wieża · f2 – Biały pionek · g2 – Biały król | d7 – Biały goniec · f6 – Czarny pionek · f5 – Biały pionek · h5 – Czarny pionek · a4 – Biały pionek · f4 – Czarny król · b3 – Biały pionek · a2 – Czarna wieża · f2 – Biały pionek · g2 – Biały król | d7 – Biały goniec · f6 – Czarny pionek · f5 – Biały pionek · h5 – Czarny pionek · a4 – Biały pionek · f4 – Czarny król · b3 – Biały pionek · a2 – Czarna wieża · f2 – Biały pionek · g2 – Biały król | d7 – Biały goniec · f6 – Czarny pionek · f5 – Biały pionek · h5 – Czarny pionek · a4 – Biały pionek · f4 – Czarny król · b3 – Biały pionek · a2 – Czarna wieża · f2 – Biały pionek · g2 – Biały król | d7 – Biały goniec · f6 – Czarny pionek · f5 – Biały pionek · h5 – Czarny pionek · a4 – Biały pionek · f4 – Czarny król · b3 – Biały pionek · a2 – Czarna wieża · f2 – Biały pionek · g2 – Biały król | 4 |
| 3 | d7 – Biały goniec · f6 – Czarny pionek · f5 – Biały pionek · h5 – Czarny pionek · a4 – Biały pionek · f4 – Czarny król · b3 – Biały pionek · a2 – Czarna wieża · f2 – Biały pionek · g2 – Biały król | d7 – Biały goniec · f6 – Czarny pionek · f5 – Biały pionek · h5 – Czarny pionek · a4 – Biały pionek · f4 – Czarny król · b3 – Biały pionek · a2 – Czarna wieża · f2 – Biały pionek · g2 – Biały król | d7 – Biały goniec · f6 – Czarny pionek · f5 – Biały pionek · h5 – Czarny pionek · a4 – Biały pionek · f4 – Czarny król · b3 – Biały pionek · a2 – Czarna wieża · f2 – Biały pionek · g2 – Biały król | d7 – Biały goniec · f6 – Czarny pionek · f5 – Biały pionek · h5 – Czarny pionek · a4 – Biały pionek · f4 – Czarny król · b3 – Biały pionek · a2 – Czarna wieża · f2 – Biały pionek · g2 – Biały król | d7 – Biały goniec · f6 – Czarny pionek · f5 – Biały pionek · h5 – Czarny pionek · a4 – Biały pionek · f4 – Czarny król · b3 – Biały pionek · a2 – Czarna wieża · f2 – Biały pionek · g2 – Biały król | d7 – Biały goniec · f6 – Czarny pionek · f5 – Biały pionek · h5 – Czarny pionek · a4 – Biały pionek · f4 – Czarny król · b3 – Biały pionek · a2 – Czarna wieża · f2 – Biały pionek · g2 – Biały król | d7 – Biały goniec · f6 – Czarny pionek · f5 – Biały pionek · h5 – Czarny pionek · a4 – Biały pionek · f4 – Czarny król · b3 – Biały pionek · a2 – Czarna wieża · f2 – Biały pionek · g2 – Biały król | d7 – Biały goniec · f6 – Czarny pionek · f5 – Biały pionek · h5 – Czarny pionek · a4 – Biały pionek · f4 – Czarny król · b3 – Biały pionek · a2 – Czarna wieża · f2 – Biały pionek · g2 – Biały król | 3 |
| 2 | d7 – Biały goniec · f6 – Czarny pionek · f5 – Biały pionek · h5 – Czarny pionek · a4 – Biały pionek · f4 – Czarny król · b3 – Biały pionek · a2 – Czarna wieża · f2 – Biały pionek · g2 – Biały król | d7 – Biały goniec · f6 – Czarny pionek · f5 – Biały pionek · h5 – Czarny pionek · a4 – Biały pionek · f4 – Czarny król · b3 – Biały pionek · a2 – Czarna wieża · f2 – Biały pionek · g2 – Biały król | d7 – Biały goniec · f6 – Czarny pionek · f5 – Biały pionek · h5 – Czarny pionek · a4 – Biały pionek · f4 – Czarny król · b3 – Biały pionek · a2 – Czarna wieża · f2 – Biały pionek · g2 – Biały król | d7 – Biały goniec · f6 – Czarny pionek · f5 – Biały pionek · h5 – Czarny pionek · a4 – Biały pionek · f4 – Czarny król · b3 – Biały pionek · a2 – Czarna wieża · f2 – Biały pionek · g2 – Biały król | d7 – Biały goniec · f6 – Czarny pionek · f5 – Biały pionek · h5 – Czarny pionek · a4 – Biały pionek · f4 – Czarny król · b3 – Biały pionek · a2 – Czarna wieża · f2 – Biały pionek · g2 – Biały król | d7 – Biały goniec · f6 – Czarny pionek · f5 – Biały pionek · h5 – Czarny pionek · a4 – Biały pionek · f4 – Czarny król · b3 – Biały pionek · a2 – Czarna wieża · f2 – Biały pionek · g2 – Biały król | d7 – Biały goniec · f6 – Czarny pionek · f5 – Biały pionek · h5 – Czarny pionek · a4 – Biały pionek · f4 – Czarny król · b3 – Biały pionek · a2 – Czarna wieża · f2 – Biały pionek · g2 – Biały król | d7 – Biały goniec · f6 – Czarny pionek · f5 – Biały pionek · h5 – Czarny pionek · a4 – Biały pionek · f4 – Czarny król · b3 – Biały pionek · a2 – Czarna wieża · f2 – Biały pionek · g2 – Biały król | 2 |
| 1 | d7 – Biały goniec · f6 – Czarny pionek · f5 – Biały pionek · h5 – Czarny pionek · a4 – Biały pionek · f4 – Czarny król · b3 – Biały pionek · a2 – Czarna wieża · f2 – Biały pionek · g2 – Biały król | d7 – Biały goniec · f6 – Czarny pionek · f5 – Biały pionek · h5 – Czarny pionek · a4 – Biały pionek · f4 – Czarny król · b3 – Biały pionek · a2 – Czarna wieża · f2 – Biały pionek · g2 – Biały król | d7 – Biały goniec · f6 – Czarny pionek · f5 – Biały pionek · h5 – Czarny pionek · a4 – Biały pionek · f4 – Czarny król · b3 – Biały pionek · a2 – Czarna wieża · f2 – Biały pionek · g2 – Biały król | d7 – Biały goniec · f6 – Czarny pionek · f5 – Biały pionek · h5 – Czarny pionek · a4 – Biały pionek · f4 – Czarny król · b3 – Biały pionek · a2 – Czarna wieża · f2 – Biały pionek · g2 – Biały król | d7 – Biały goniec · f6 – Czarny pionek · f5 – Biały pionek · h5 – Czarny pionek · a4 – Biały pionek · f4 – Czarny król · b3 – Biały pionek · a2 – Czarna wieża · f2 – Biały pionek · g2 – Biały król | d7 – Biały goniec · f6 – Czarny pionek · f5 – Biały pionek · h5 – Czarny pionek · a4 – Biały pionek · f4 – Czarny król · b3 – Biały pionek · a2 – Czarna wieża · f2 – Biały pionek · g2 – Biały król | d7 – Biały goniec · f6 – Czarny pionek · f5 – Biały pionek · h5 – Czarny pionek · a4 – Biały pionek · f4 – Czarny król · b3 – Biały pionek · a2 – Czarna wieża · f2 – Biały pionek · g2 – Biały król | d7 – Biały goniec · f6 – Czarny pionek · f5 – Biały pionek · h5 – Czarny pionek · a4 – Biały pionek · f4 – Czarny król · b3 – Biały pionek · a2 – Czarna wieża · f2 – Biały pionek · g2 – Biały król | 1 |
|   | a | b | c | d | e | f | g | h |   |

Partia XXI okazała się ostatnią. Spasski wyraźnie grał słabo, popełniwszy błąd (30.g4?), kilkakrotnie wypuścił remis i Fischer wygrał w końcówce (→ diagram).
| 21 | 21 | 1. e4 c5 2. Sf3 e6 3. d4 c:d4 4. S:d4 a6 5. Sc3 Sc6 6. Ge3 Sf6 7. Gd3 d5! 8. e:d5 e:d5! 9. O-O Gd6 10. S:c6 b:c6 11. Gd4 O-O 12. Hf3 Ge6 13. Wfe1 c5 14. G:f6 H:f6 15. H:f6 g:f6 16. Wad1 Wfd8 17. Ge2 Wab8 18. b3 c4 19. S:d5? G:d5 20. W:d5 G:h2+ 21. K:h2 W:d5 22. G:c4 Wd2! 23. G:a6 W:c2 24. We2 W:e2 25. G:e2 Wd8 26. a4 Wd2 27. Gc4 Wa2 28. Kg3 Kf8 29. Kf3 Ke7 30. g4? f5 31. g:f5 f6 32. Gg8 h6 33. Kg3 Kd6 34. Kf3 Wa1 35. Kg2 Ke5 36. Ge6 Kf4 37. Gd7 Wb1! 38. Ge6 Wb2 39. Gc4 Wa2 40. Ge6 h5 41. Gd7? 0-1 |
| S  | F  | 1. e4 c5 2. Sf3 e6 3. d4 c:d4 4. S:d4 a6 5. Sc3 Sc6 6. Ge3 Sf6 7. Gd3 d5! 8. e:d5 e:d5! 9. O-O Gd6 10. S:c6 b:c6 11. Gd4 O-O 12. Hf3 Ge6 13. Wfe1 c5 14. G:f6 H:f6 15. H:f6 g:f6 16. Wad1 Wfd8 17. Ge2 Wab8 18. b3 c4 19. S:d5? G:d5 20. W:d5 G:h2+ 21. K:h2 W:d5 22. G:c4 Wd2! 23. G:a6 W:c2 24. We2 W:e2 25. G:e2 Wd8 26. a4 Wd2 27. Gc4 Wa2 28. Kg3 Kf8 29. Kf3 Ke7 30. g4? f5 31. g:f5 f6 32. Gg8 h6 33. Kg3 Kd6 34. Kf3 Wa1 35. Kg2 Ke5 36. Ge6 Kf4 37. Gd7 Wb1! 38. Ge6 Wb2 39. Gc4 Wa2 40. Ge6 h5 41. Gd7? 0-1 |

Wynik meczu 12½ : 8½. Nowym, jedenastym w historii oficjalnym mistrzem świata proklamowano 1 września 1972 Amerykanina Roberta Fischera. Fischera przyjęto w Stanach Zjednoczonych jak bohatera narodowego – prezydent Richard Nixon wysłał mu telegram gratulacyjny, zapraszając go do Białego Domu.

### Wyniki poszczególnych partii

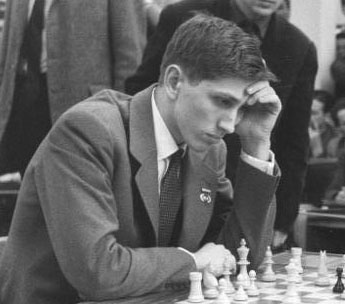
Mistrz świata 1972 – Robert Fischer

| Mecz Boris Spasski – Robert Fischer |       |                           |                           |                 |            |                           |                 |
| Partia                              | Data  | Wynik partii Kolor bierek | Wynik partii Kolor bierek | Liczba posunięć | Stan meczu | Rodzaj otwarcia (ECO)     | Przebieg partii |
| 1.                                  | 11.07 | 1                         | 0                         | 56              | 1: 0       | Obrona Nimzowitscha (E56) | Partia 1        |
| 2.                                  | 13.07 | +                         | –                         | –               | 2: 0       | –                         | –               |
| 3.                                  | 16.07 | 0                         | 1                         | 41              | 2: 1       | Obrona Benoni (A61)       | Partia 3        |
| 4.                                  | 18.07 | ½                         | ½                         | 45              | 2½: 1½     | Obrona sycylijska (B88)   | Partia 4        |
| 5.                                  | 20.07 | 0                         | 1                         | 27              | 2½ : 2½    | Obrona Nimzowitscha (E41) | Partia 5        |
| 6.                                  | 23.07 | 0                         | 1                         | 41              | 2½ : 3½    | Gambit hetmański (D59)    | Partia 6        |
| 7.                                  | 25.07 | ½                         | ½                         | 49              | 3 : 4      | Obrona sycylijska (B97)   | Partia 7        |
| 8.                                  | 27.07 | 0                         | 1                         | 37              | 3 : 5      | Partia angielska (A39)    | Partia 8        |
| 9.                                  | 1.08  | ½                         | ½                         | 29              | 3½ : 5½    | Gambit hetmański (D41)    | Partia 9        |
| 10.                                 | 3.08  | 0                         | 1                         | 56              | 3½ : 6½    | Partia hiszpańska (C95)   | Partia 10       |
| 11.                                 | 6.08  | 1                         | 0                         | 31              | 4½ : 6½    | Obrona sycylijska (B97)   | Partia 11       |
| 12.                                 | 8.08  | ½                         | ½                         | 55              | 5 : 7      | Gambit hetmański (D55)    | Partia 12       |
| 13.                                 | 10.08 | 0                         | 1                         | 74              | 5 : 8      | Obrona Alechina (B04)     | Partia 13       |
| 14.                                 | 15.08 | ½                         | ½                         | 40              | 5½ : 8½    | Gambit hetmański (D37)    | Partia 14       |
| 15.                                 | 17.08 | ½                         | ½                         | 43              | 6 : 9      | Obrona sycylijska (B99)   | Partia 15       |
| 16.                                 | 20.08 | ½                         | ½                         | 60              | 6½ : 9½    | Partia hiszpańska (C69)   | Partia 16       |
| 17.                                 | 22.08 | ½                         | ½                         | 45              | 7 : 10     | Obrona Pirca (B09)        | Partia 17       |
| 18.                                 | 24.08 | ½                         | ½                         | 47              | 7½ : 10½   | Obrona sycylijska (B69)   | Partia 18       |
| 19.                                 | 27.08 | ½                         | ½                         | 40              | 8 : 11     | Obrona Alechina (B05)     | Partia 19       |
| 20.                                 | 29.08 | ½                         | ½                         | 54              | 8½ : 11½   | Obrona sycylijska (B68)   | Partia 20       |
| 21.                                 | 31.08 | 0                         | 1                         | 41              | 8½ : 12½   | Obrona sycylijska (B46)   | Partia 21       |